# Biserica de lemn din Aspra

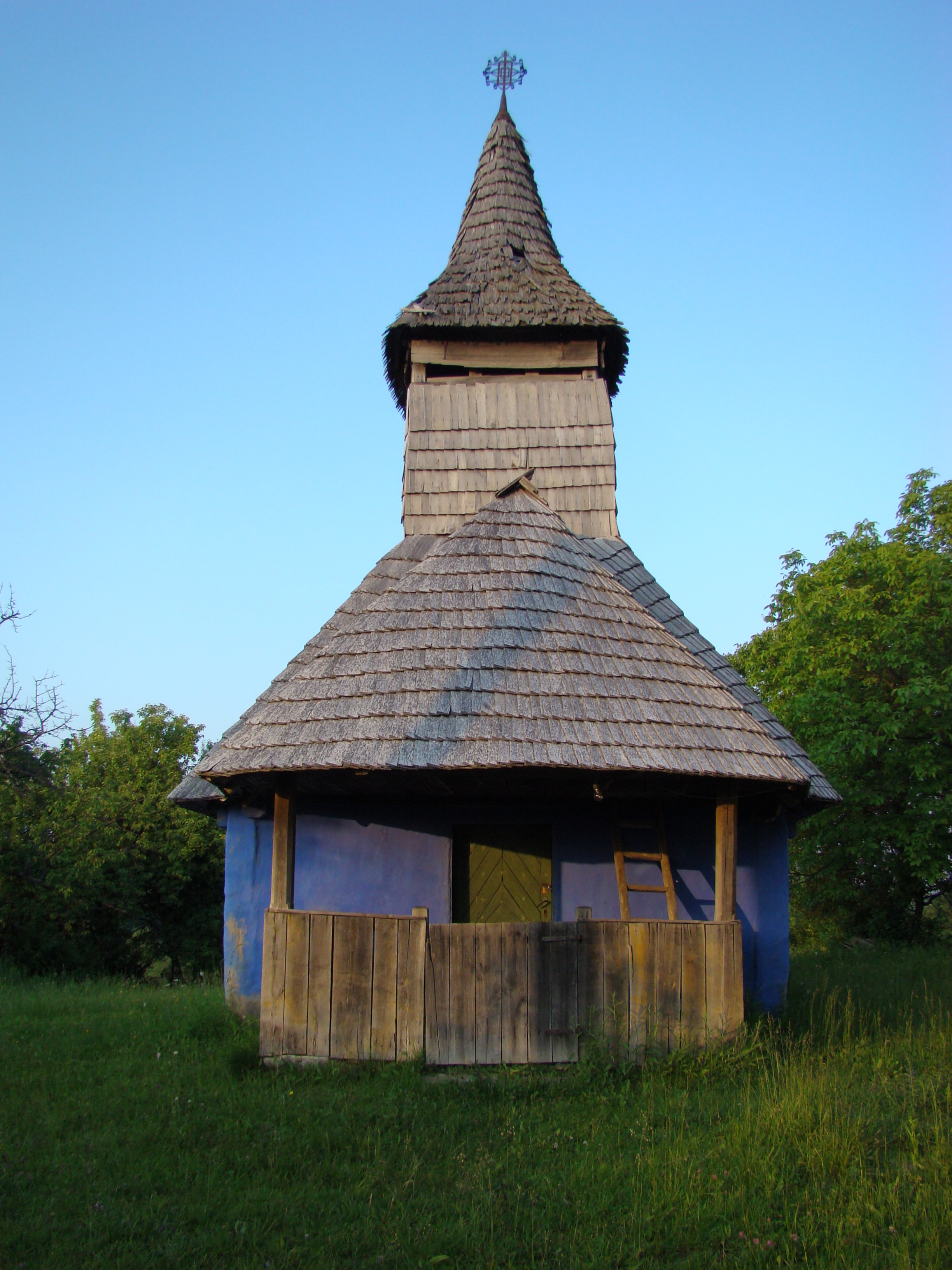
Biserica de lemn „Sfinții Împărați Constantin și Elena” din Aspra, comuna Vima Mică, județul Maramureș, foto: iunie 2012.

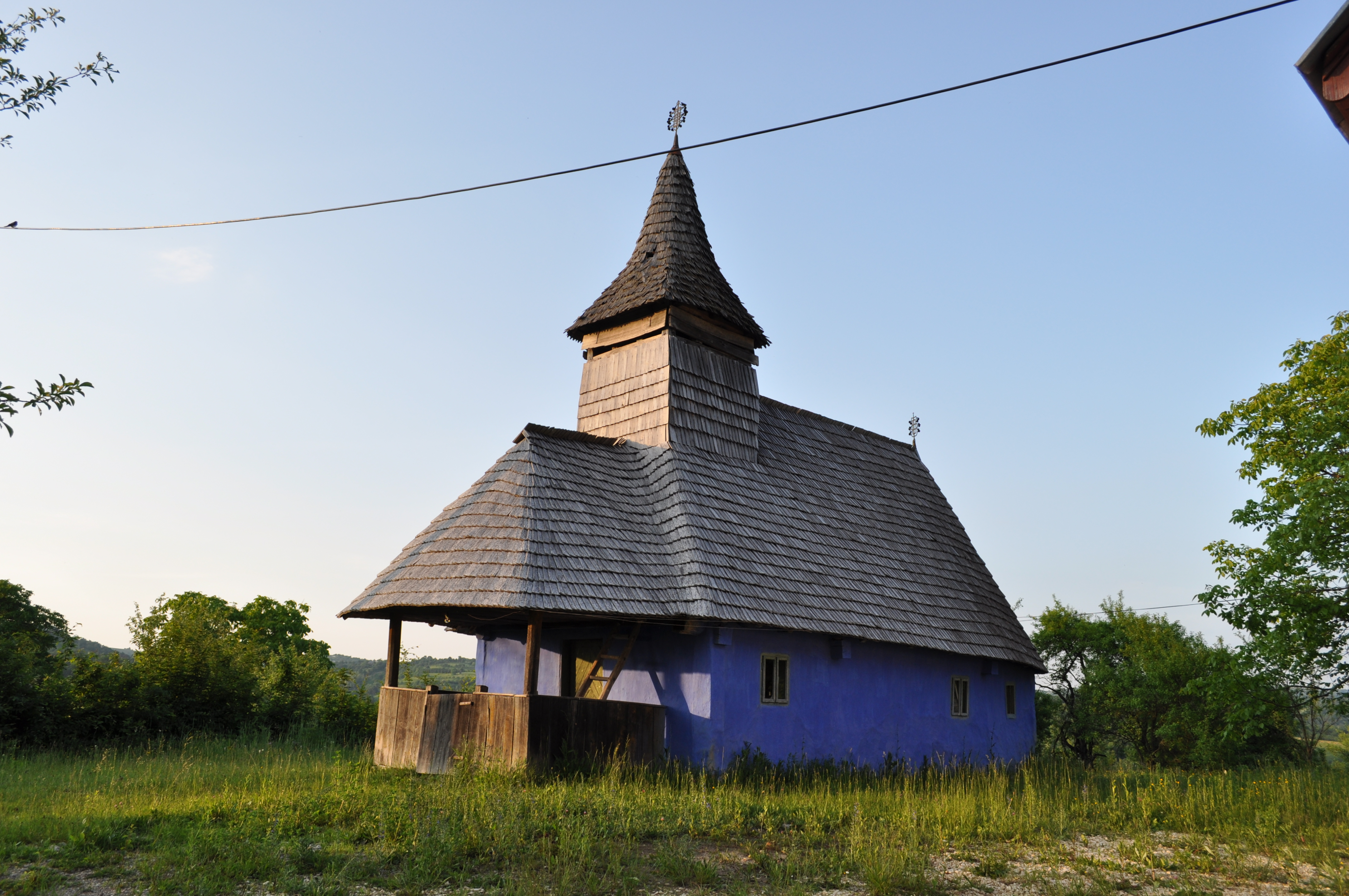
Biserica de lemn „Sfinții Împărați Constantin și Elena” din Aspra, comuna Vima Mică, județul Maramureș, foto: iunie 2012.

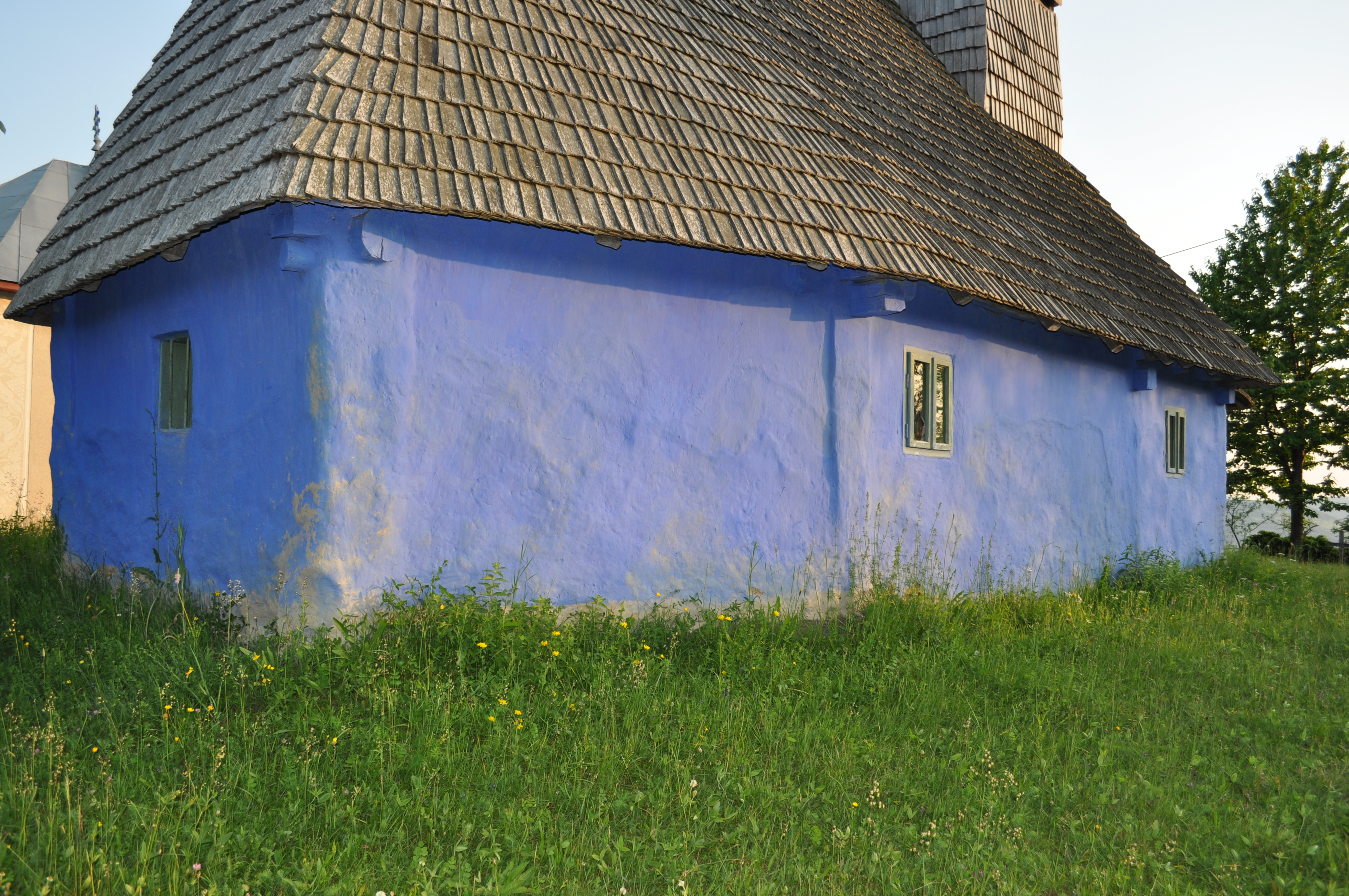
Butea bisericii

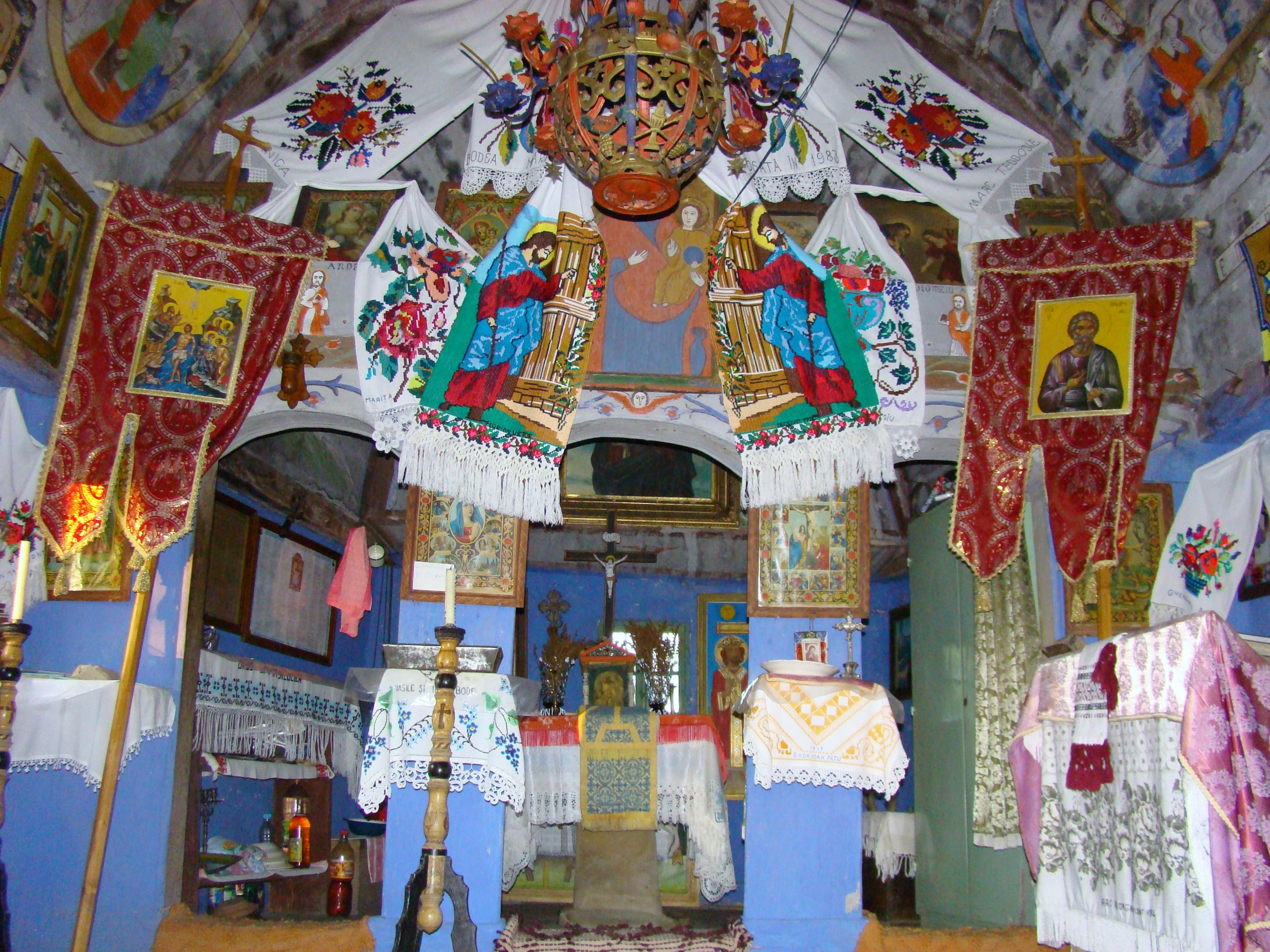
Iconostasul și altarul

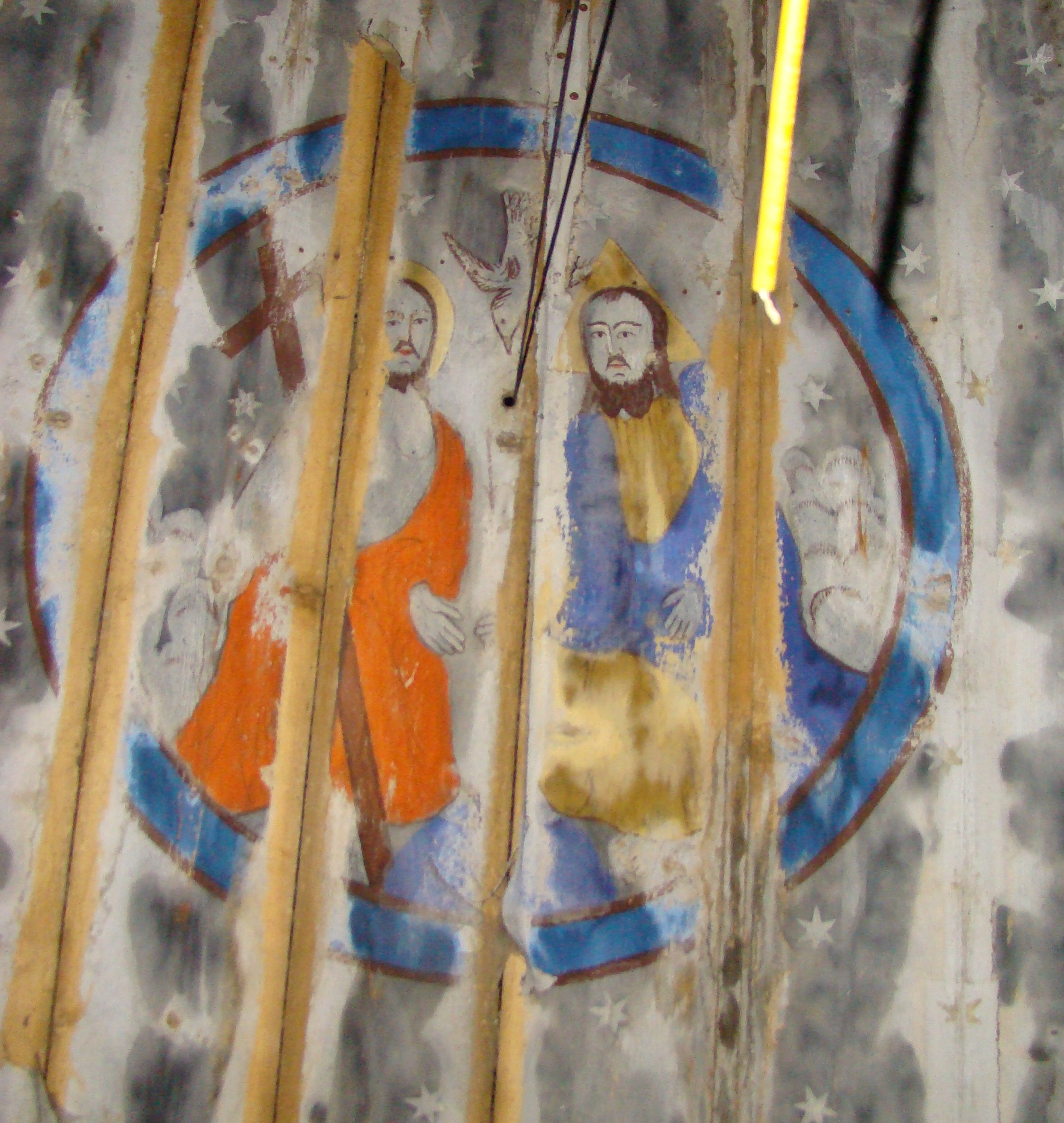
Bolta naosului: Sfânta Treime

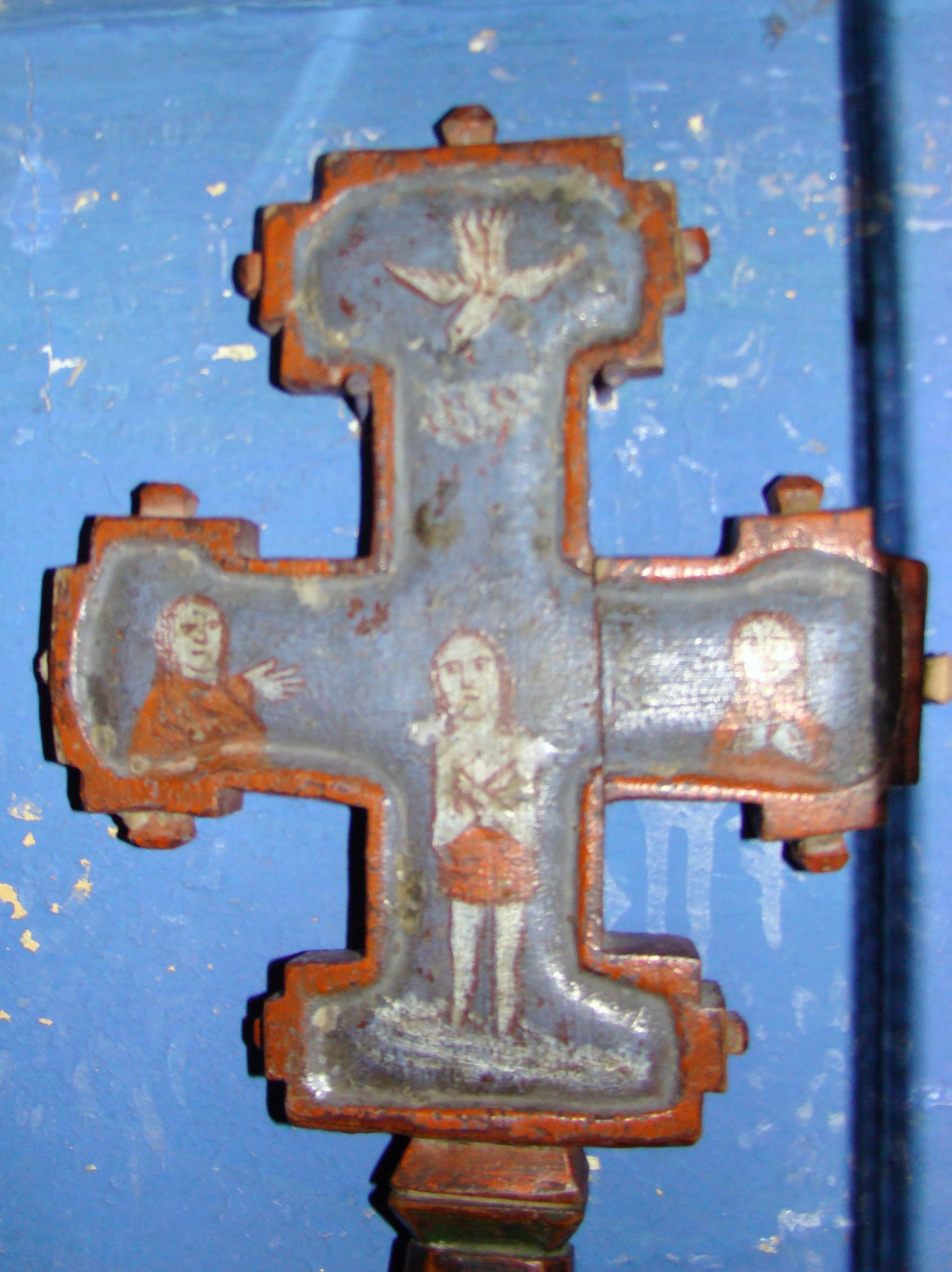
Cruce veche de lemn pictată

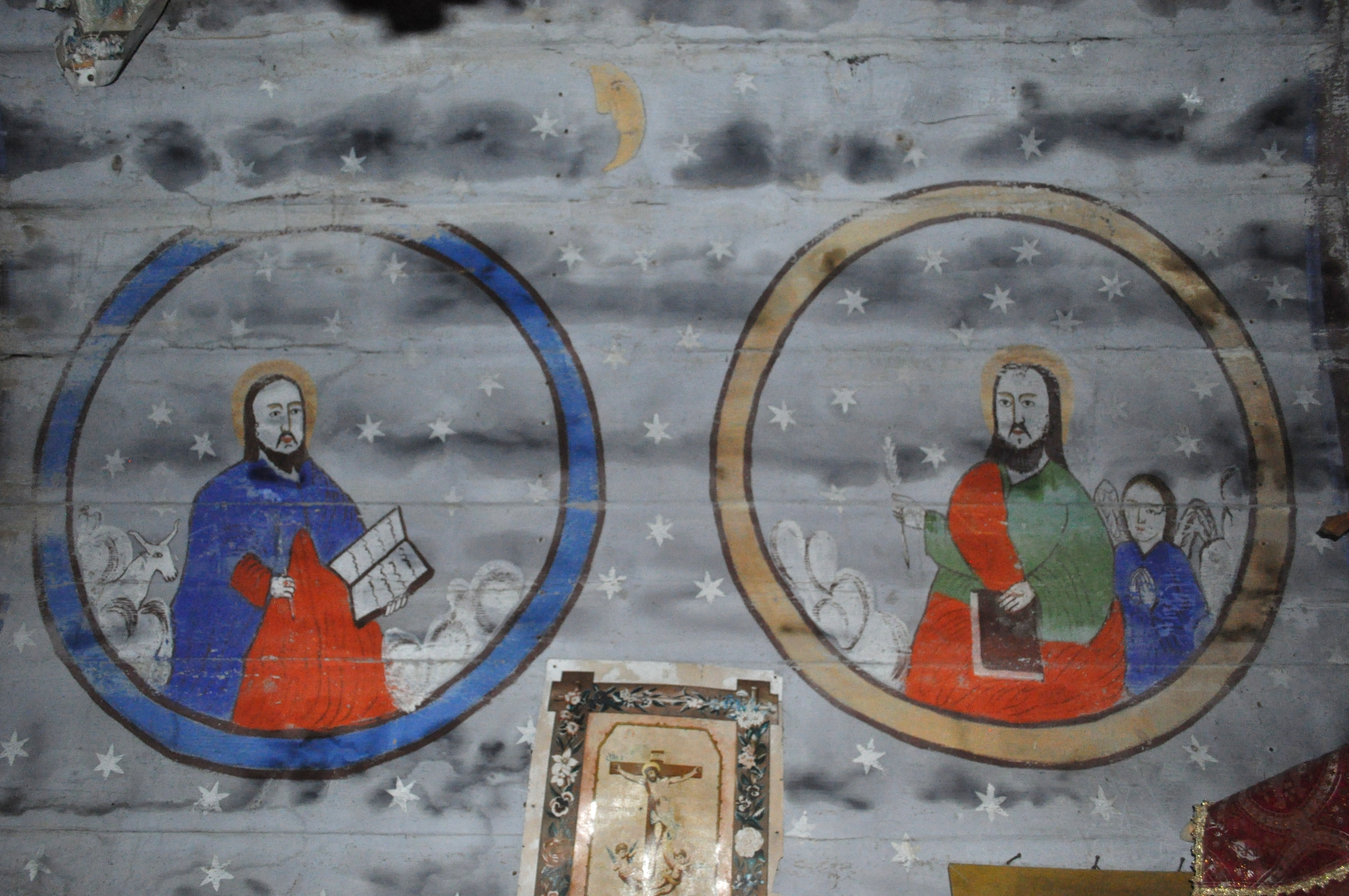
Bolta naosului: Evangheliștii

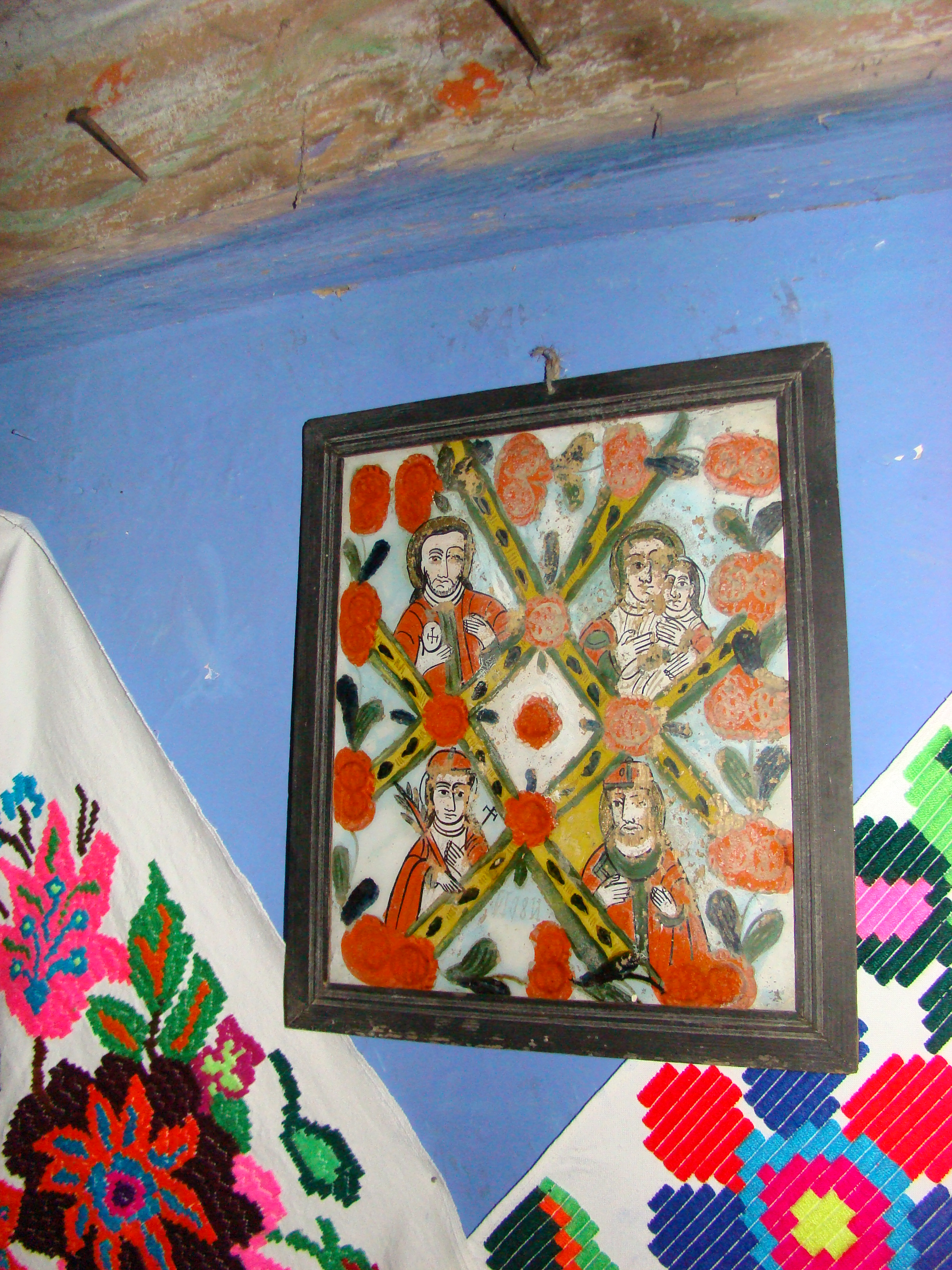
Icoană veche pe sticlă

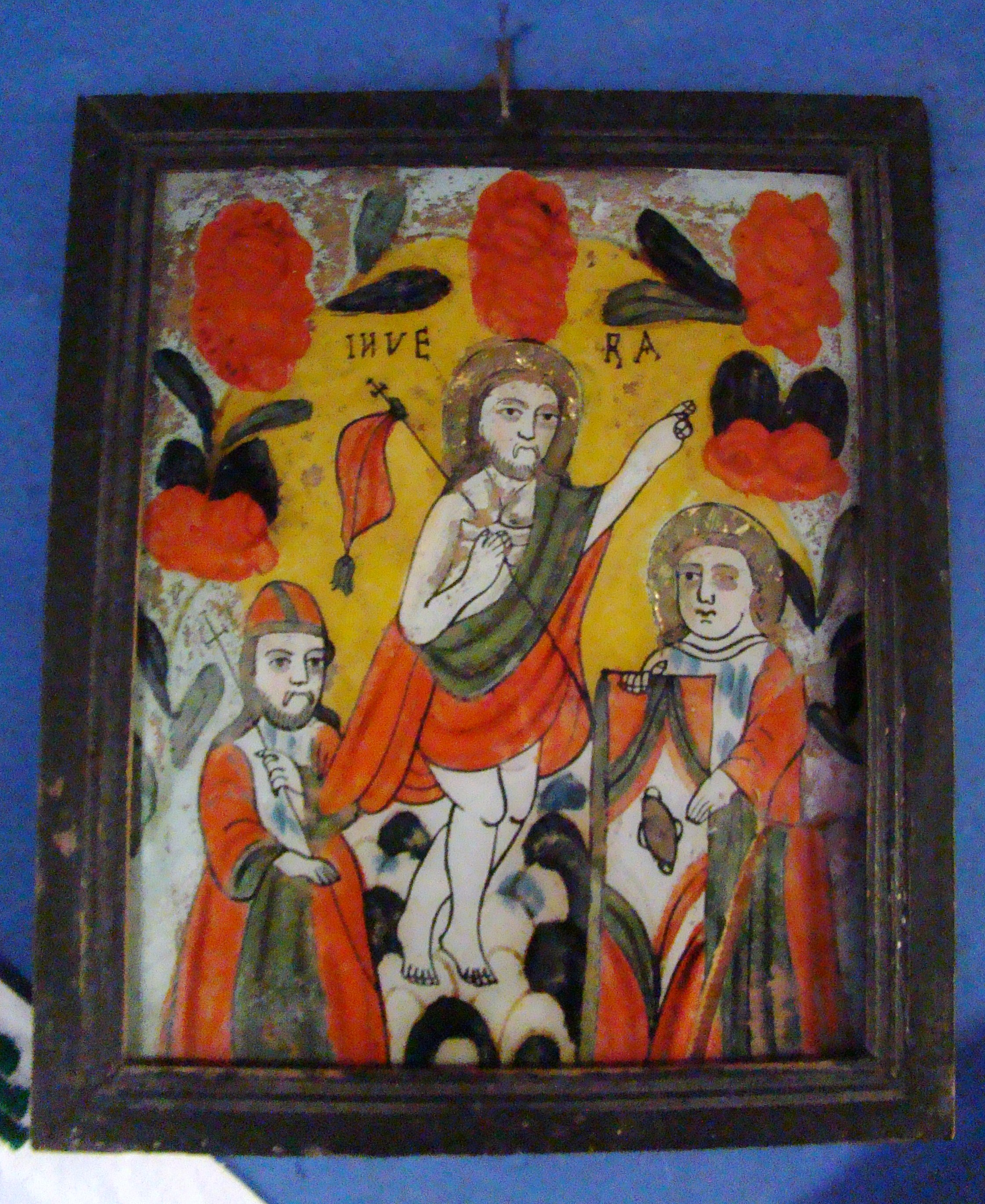
Icoană pe sticlă: Învierea Domnului

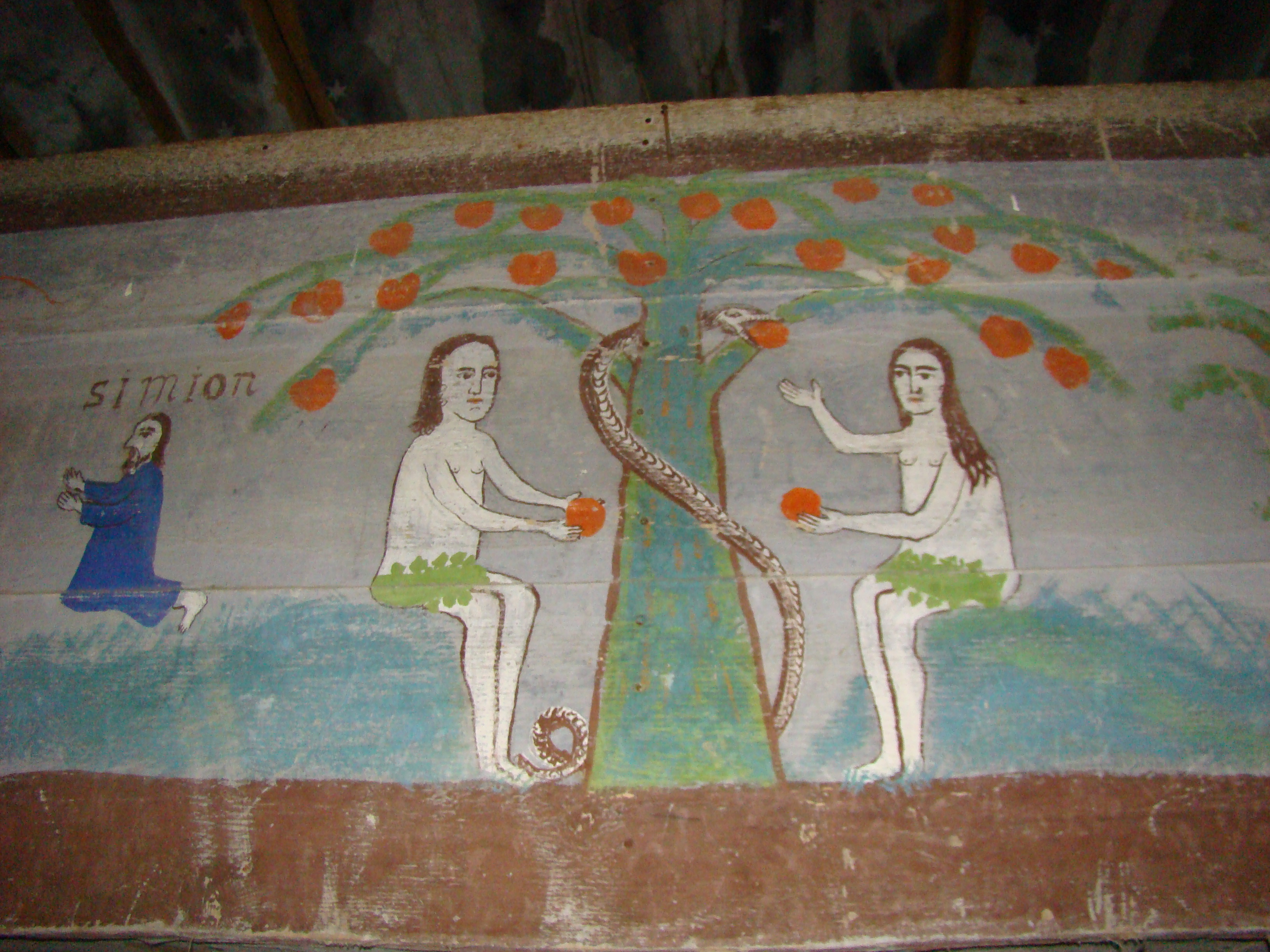
Adam și Eva, scenă pictată pe parapetul balconului

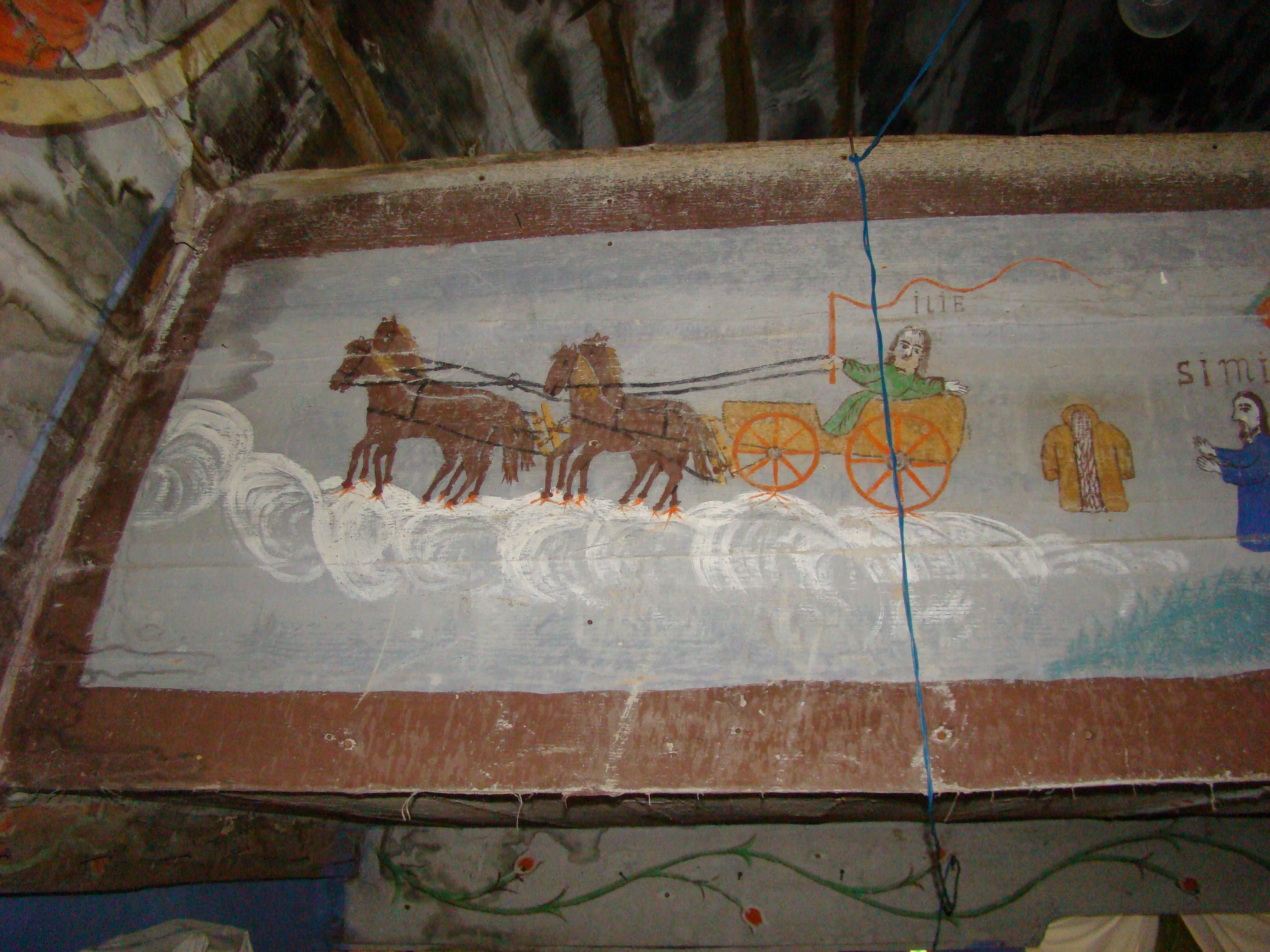
Sfântul Ilie

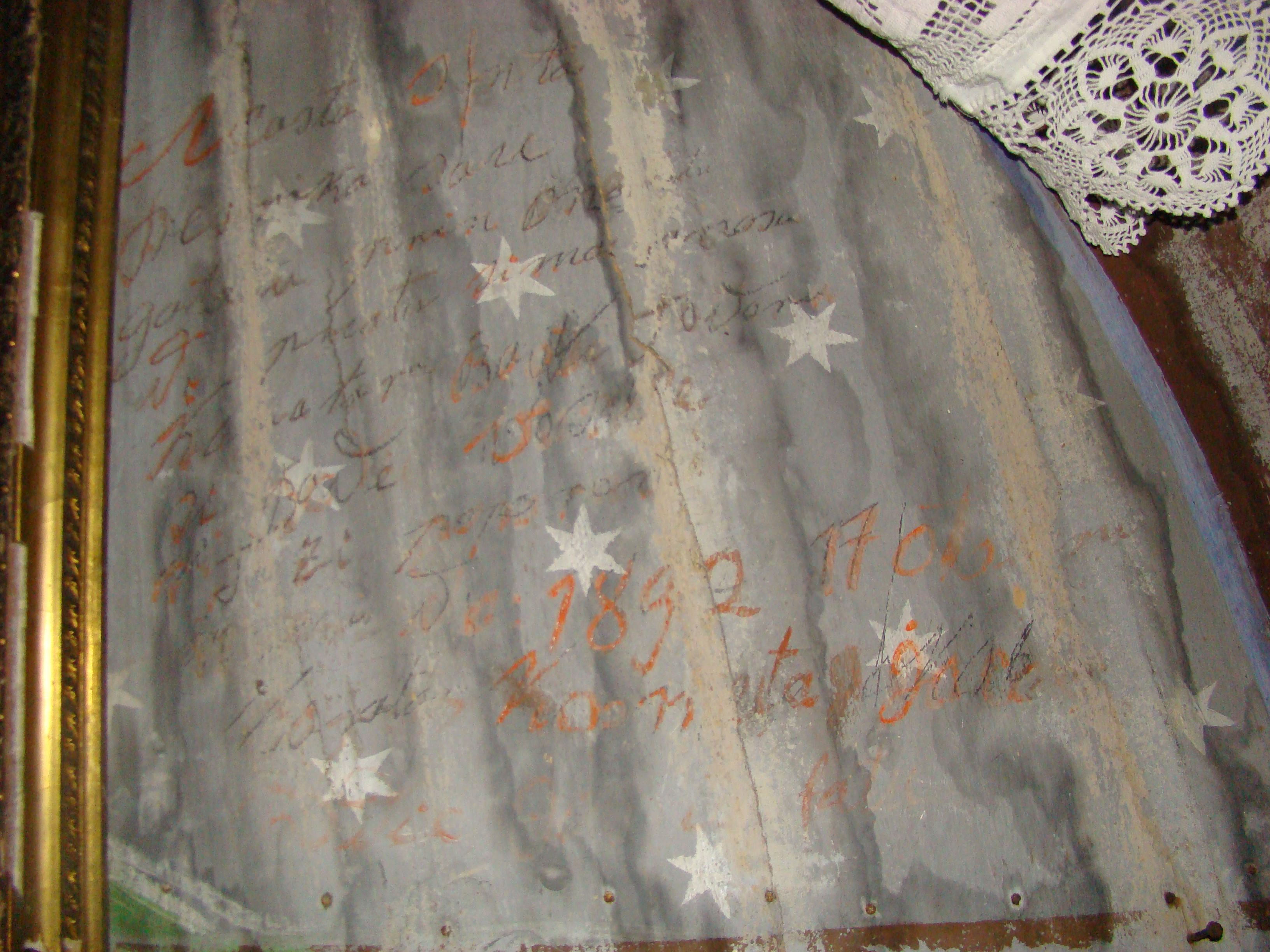
Pisania din altar (1892)

Biserica de lemn din Aspra, comuna Vima Mică, județul Maramureș datează din anul 1866. Are hramul „Sfinții Împărați Constantin și Elena”. Biserica se află pe lista monumentelor istorice, cod LMI MM-II-m-B-04497.

## Istoric și trăsături
Localitatea (un cătun, foarte izolat și greu accesibil, în care sunt locuite mai puțin de 20 de gospodării) este atestată documentar la 1603.  Biserica, cu hramul „Sfinții Împărați Constantin și Elena”, a fost ridicată pe la 1866 prin contribuția micii comunități din Aspra care a avut ambiția de a-și ridica un lăcaș de rugăciune la îndemâna lor. 
Construcția de lemn, lipită cu lut pe dinafară și înăuntru, la nivelul pereților laterali, prezintă un caz unic de adaptare a construcției cultice, la posibilitățile și priceperea meșterilor locali. Ridicată din lemn rotund, nefățuit, cu îmbinarea bârnelor în căței, respectă planimetria caselor țărănești, cu tindă și cameră mare, care a fost extinsă pentru a face loc altarului, cu patru laturi, nedecroșat. Este luminată prin trei geamuri pe latura sudică, două pe latura nordică și unul în spatele altarului. 
Construcția este prevăzută cu acoperiș unitar în patru ape și un turn-clopotniță șindrilit, peste care stă un coif pătrat mic,  rotunjit spre vârf, unde are o cruce cu trei brațe. În interior pronaosul este prevăzut cu balcon, iar bolta naosului și altarului are o formă semirotundă, fiind construită din scândură.
Altarul are bolta acoperită cu stele pe fond albastru, iar în centru, într-un cerc mare se află Sfântul Duh, în timp ce pe pereții laterali este zugrăvit Sf.Grigore în ținută de arhiereu, alături de un preot cu cădelnița în mână. 
În naos, pe parapetul balconului, sunt pictate scene cu Adam și Eva, iar pe pereții laterali au un model decorativ uniform de inspirație locală. Bolta naosului, are la apogeu pictată într-un cerc mare Sfânta Treime, flancată pe cele patru colțuri de cei patru Evangheliști, cuprinși tot în cercuri mari, cu precizarea numelui în grafie latină. 
Bisericuța deține un frumos candelabru de lemn sculptat și pictat, de forma unei sfere, prevăzute cu suporți pentru lumânări. 
Iconostasul este prevăzut cu trei deschideri, având deasupra ușilor împărătești două benzi, pictate cu frumoase vrejuri de trandafir, una pe fond albastru și alta pe fond maro, iar deasupra lor registrul Apostolilor, zugrăviți direct pe perete, stând în picioare, unul lângă altul, cu însemne distinctive și, sus de tot, pe axă, Iisus Răstignit.

## Imagini din interior

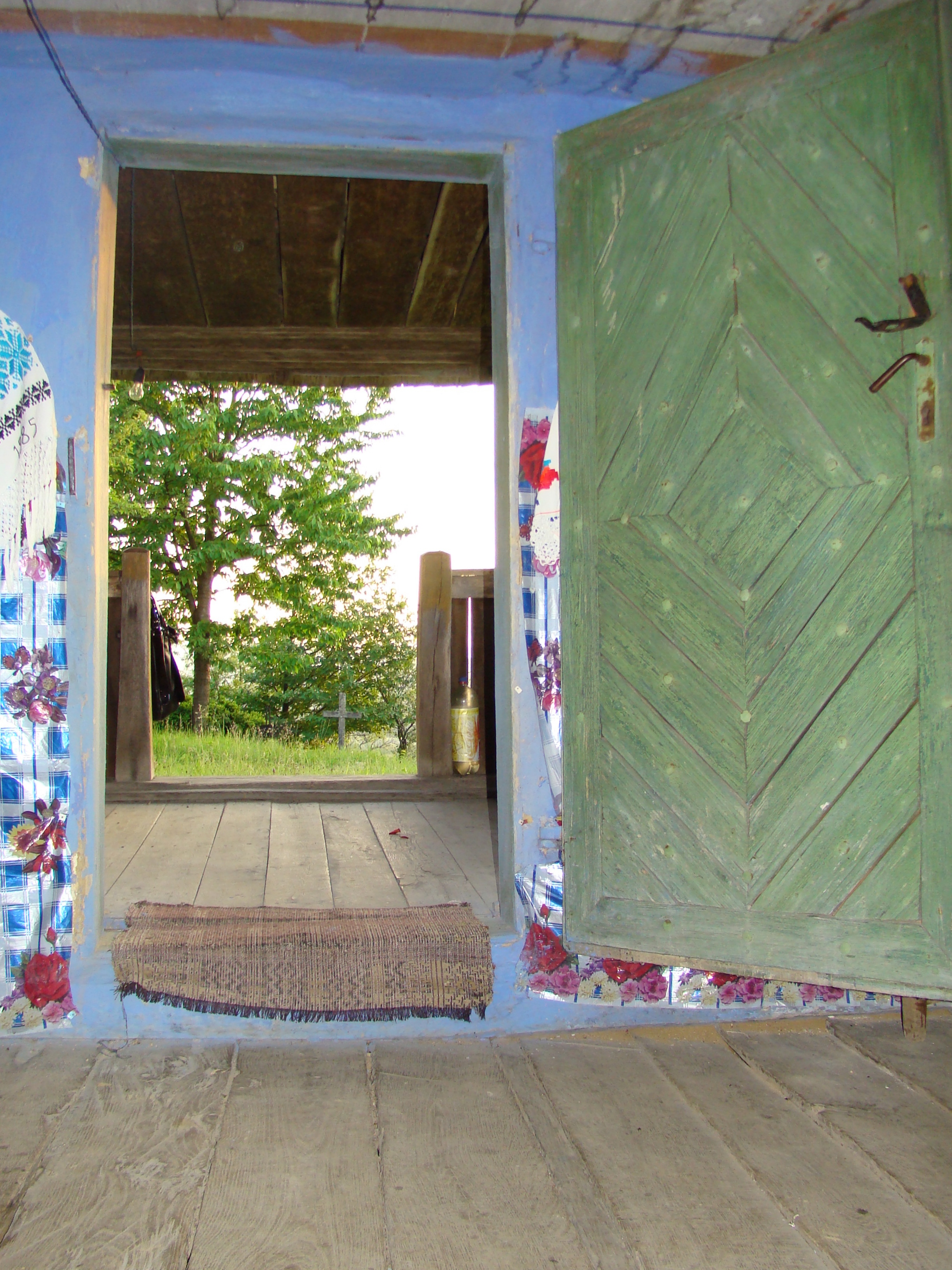
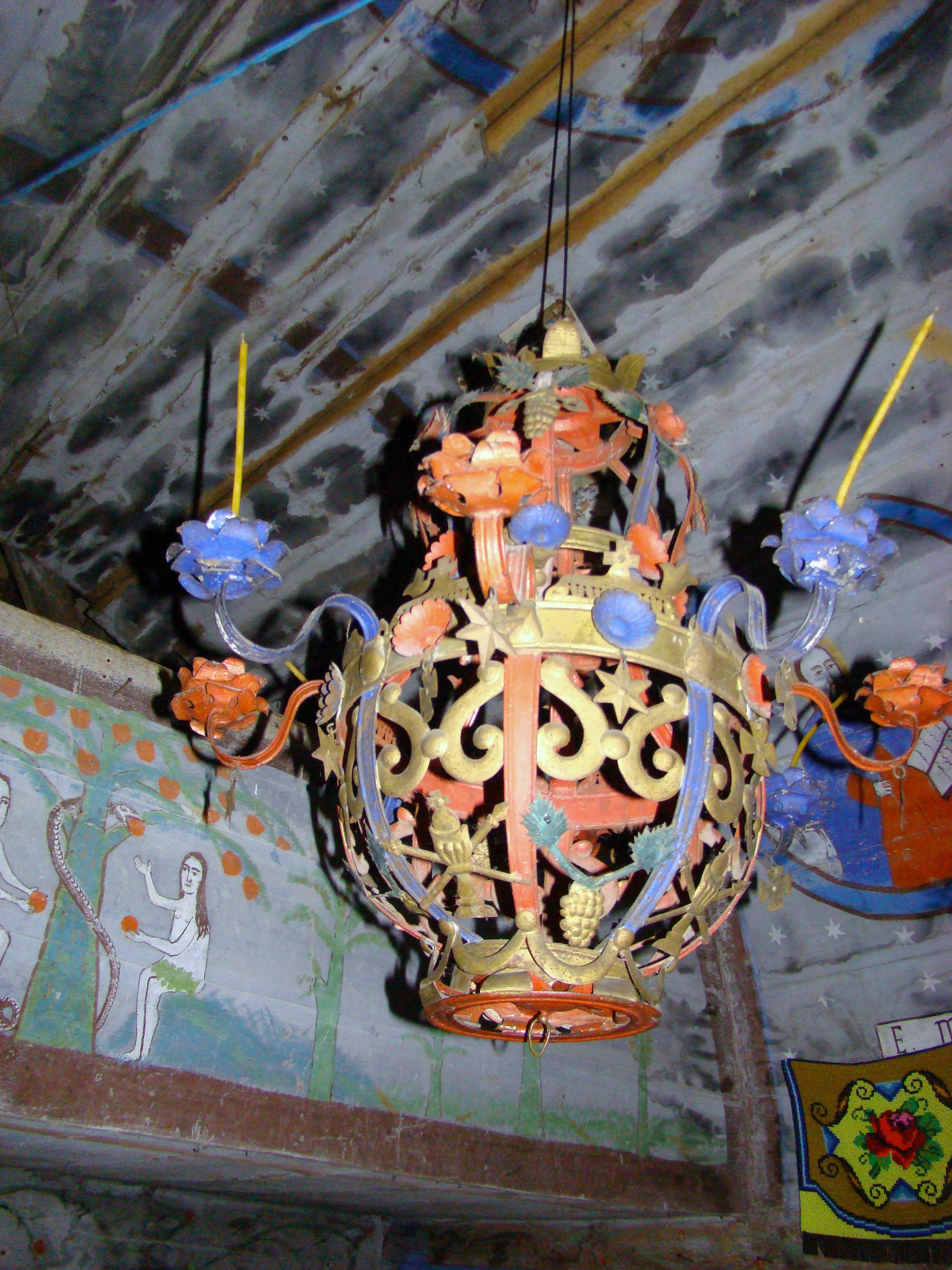
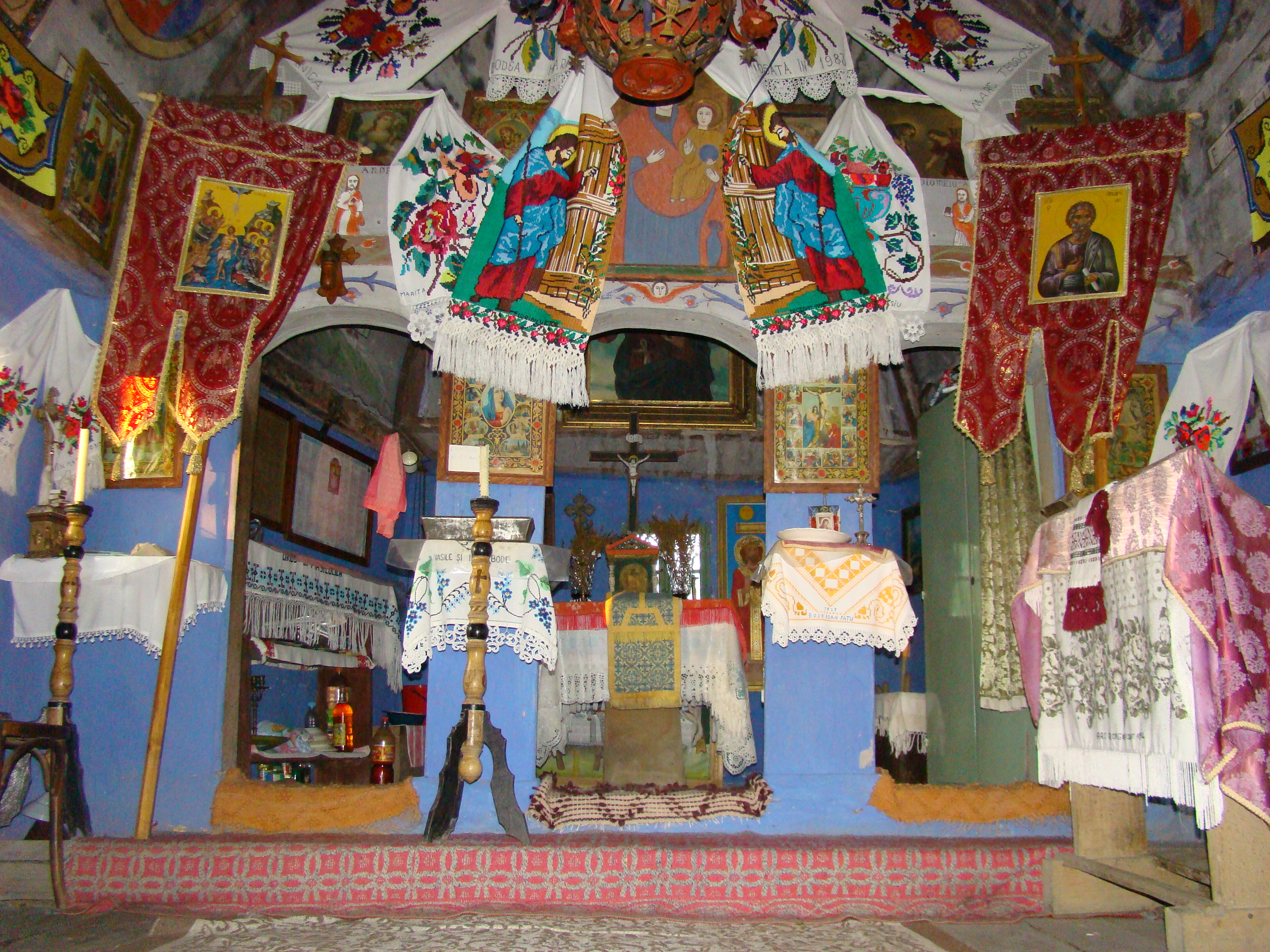
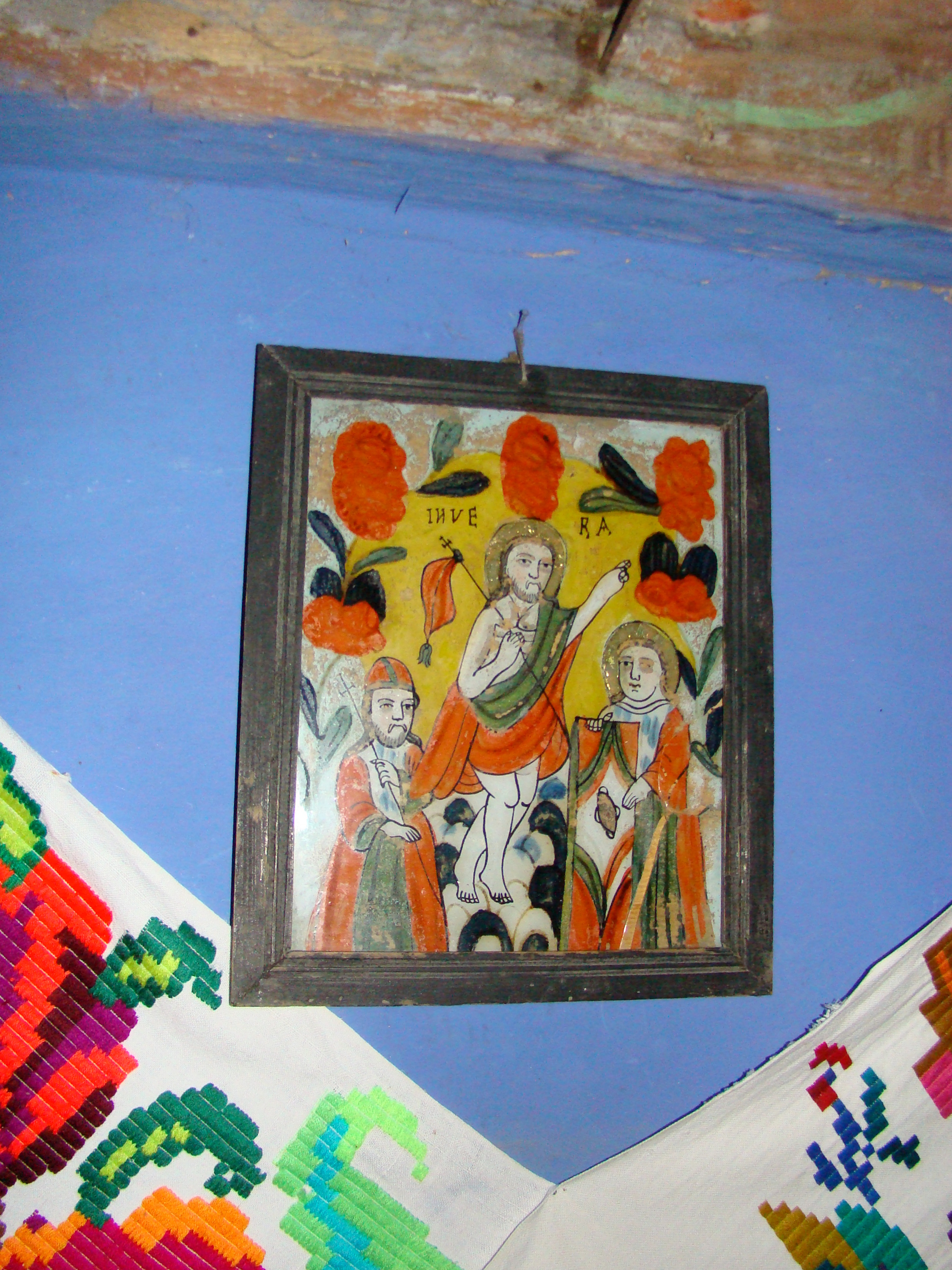
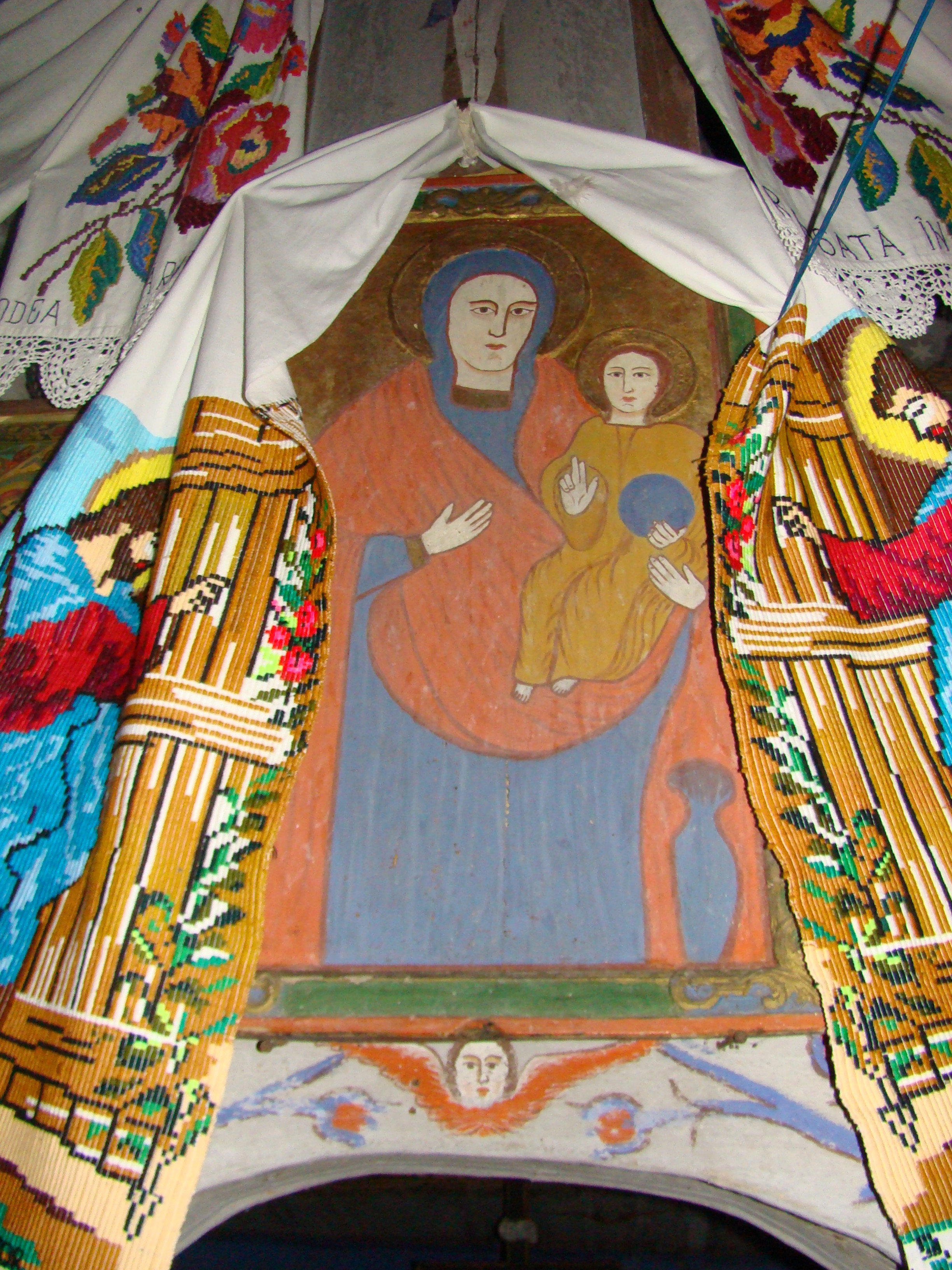
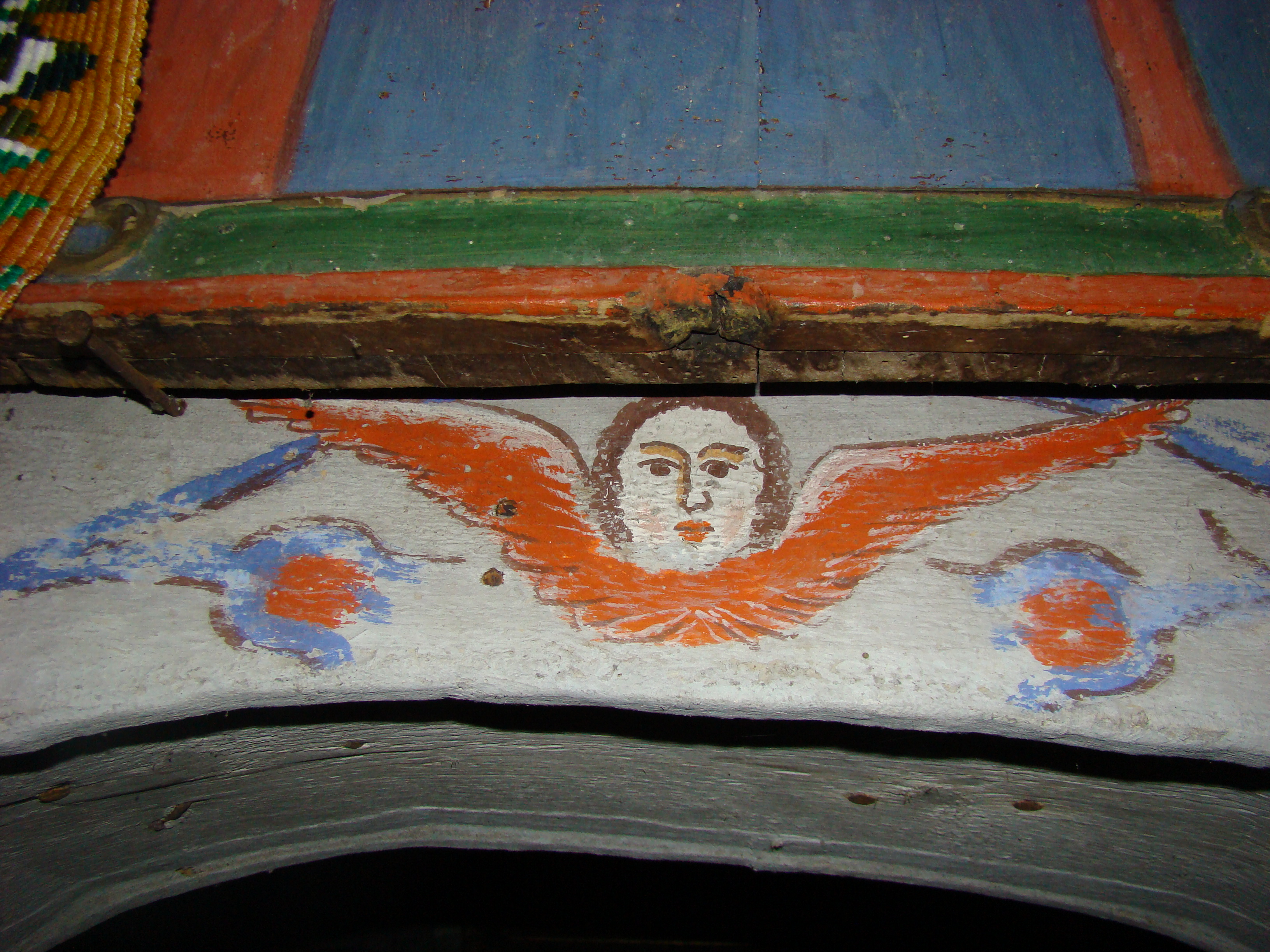
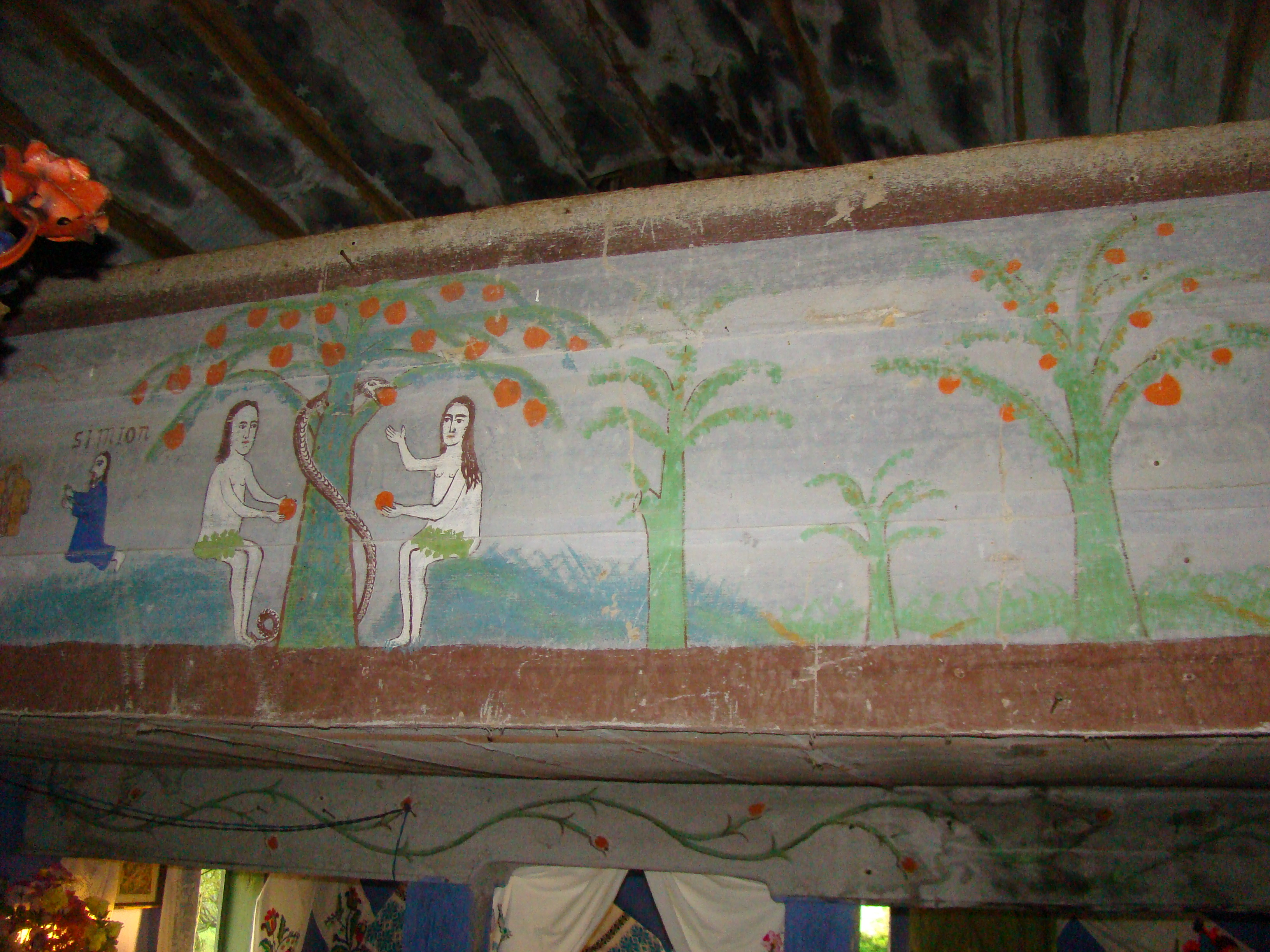
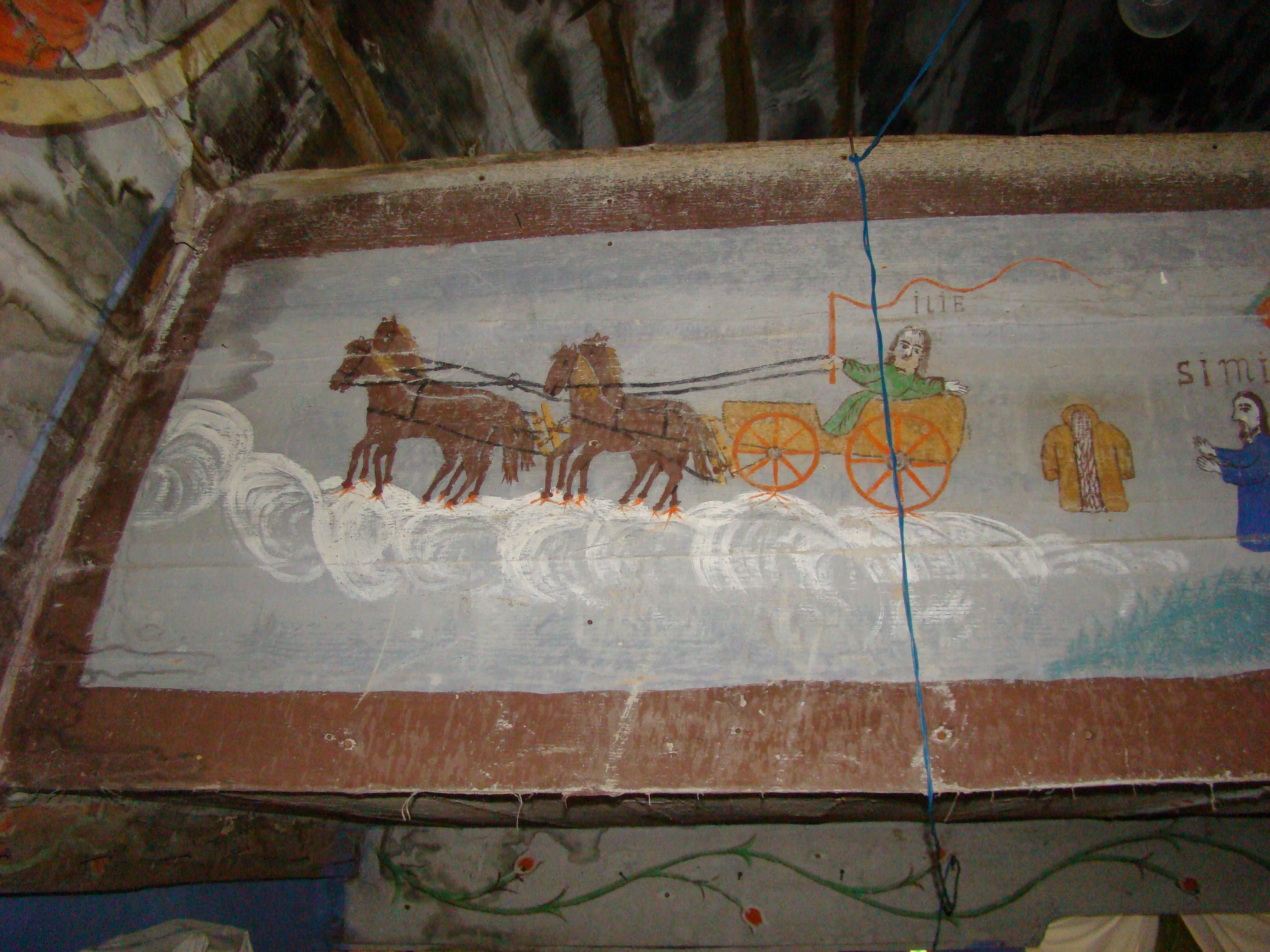
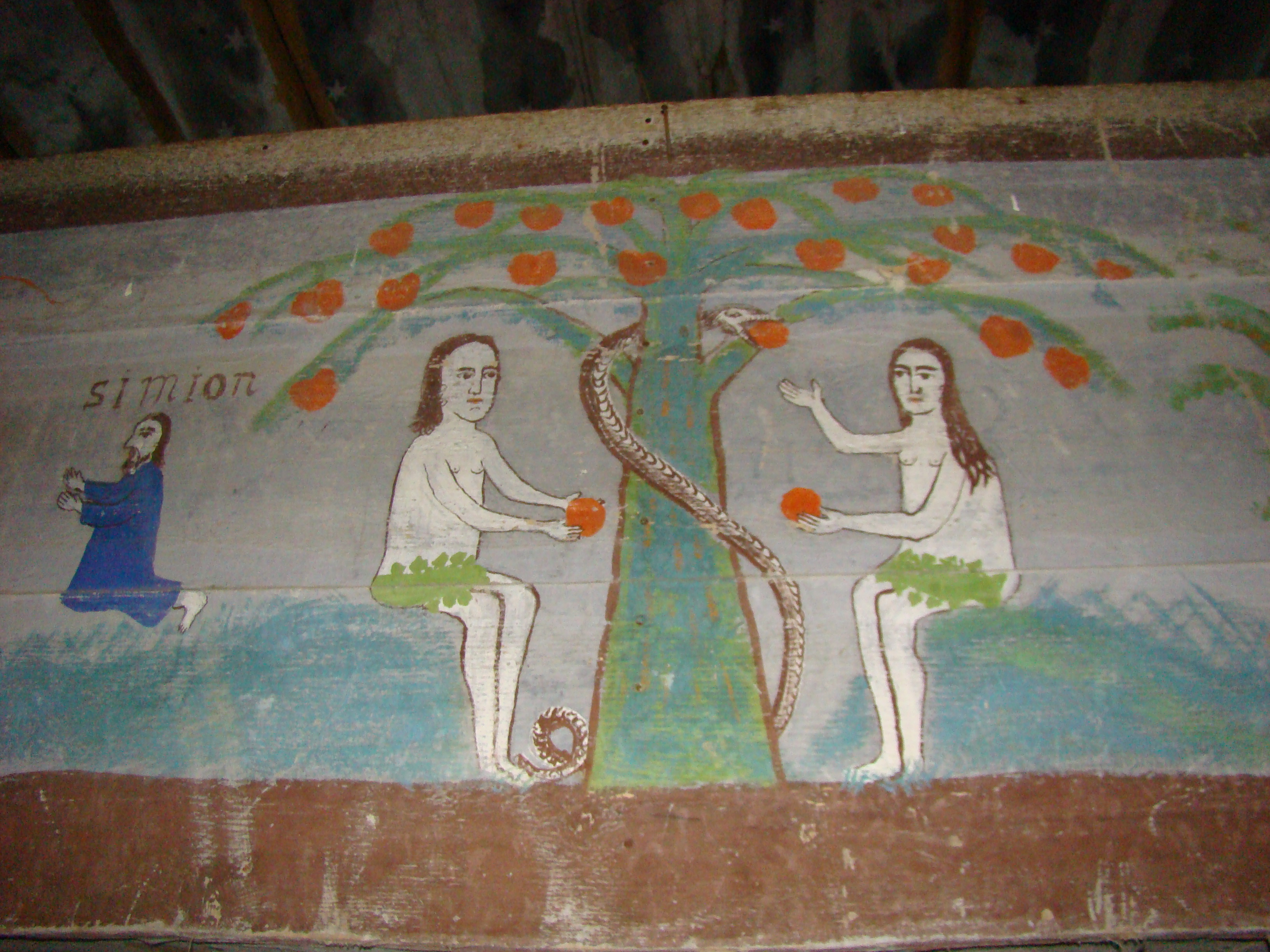
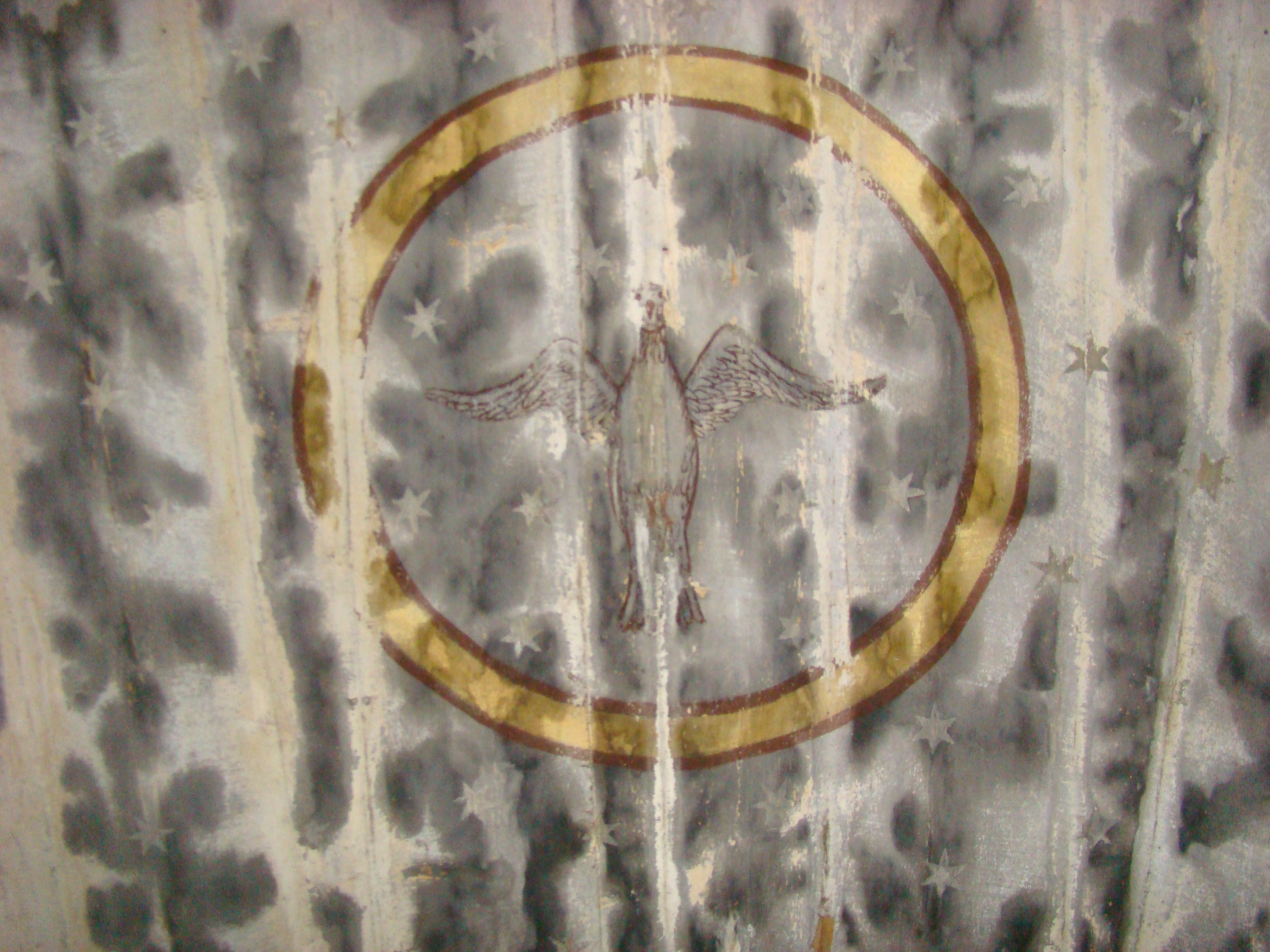
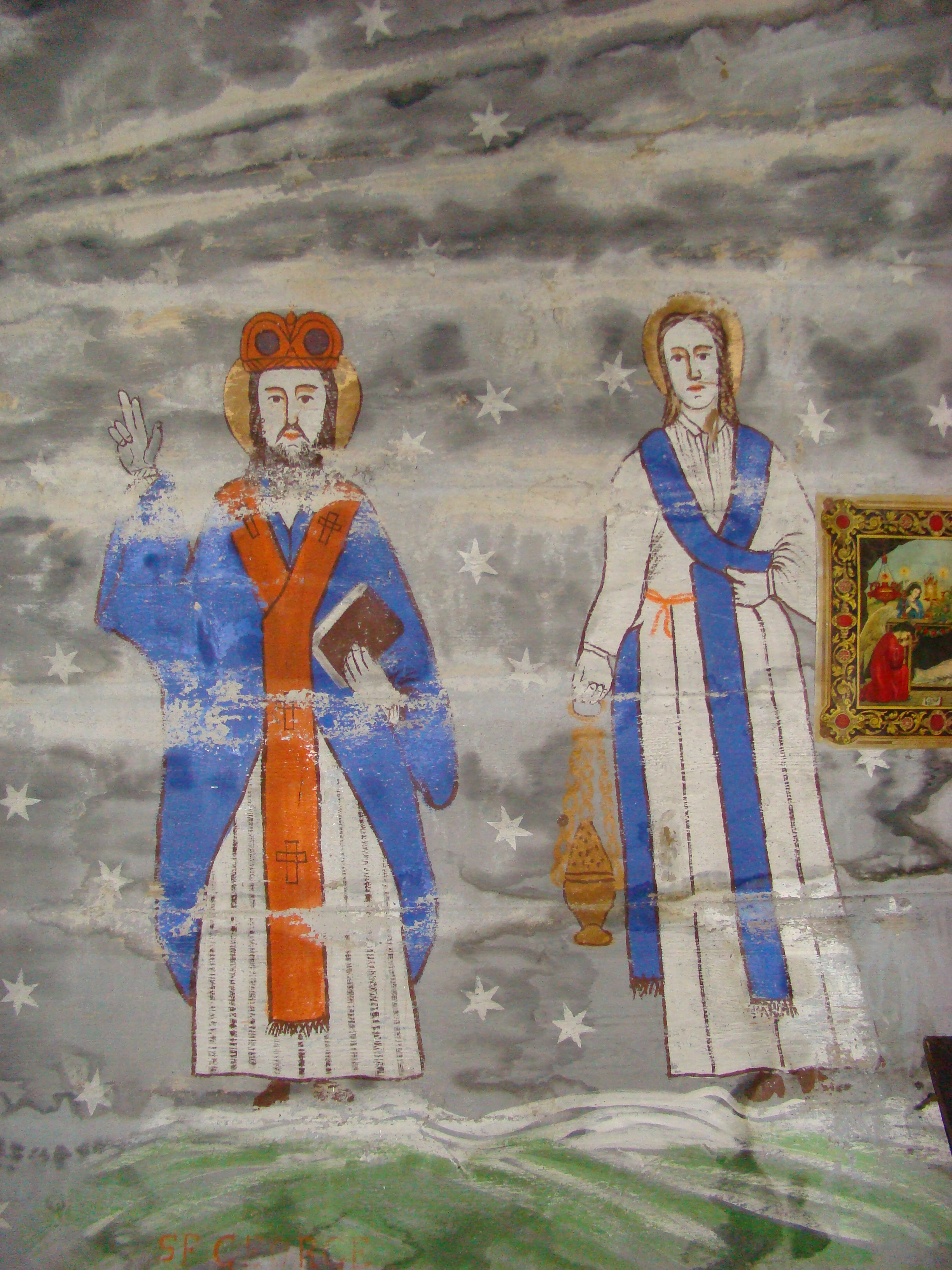
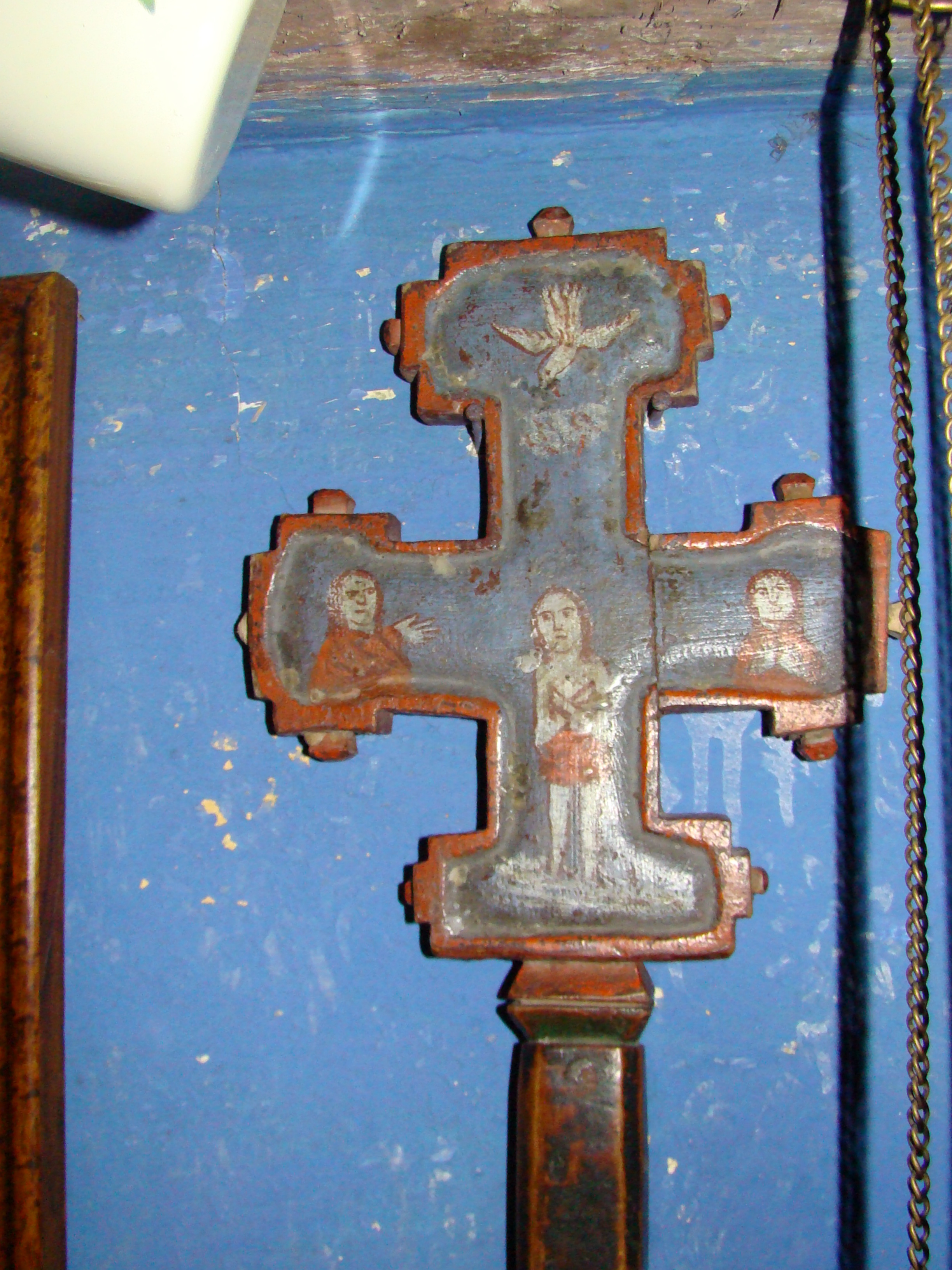
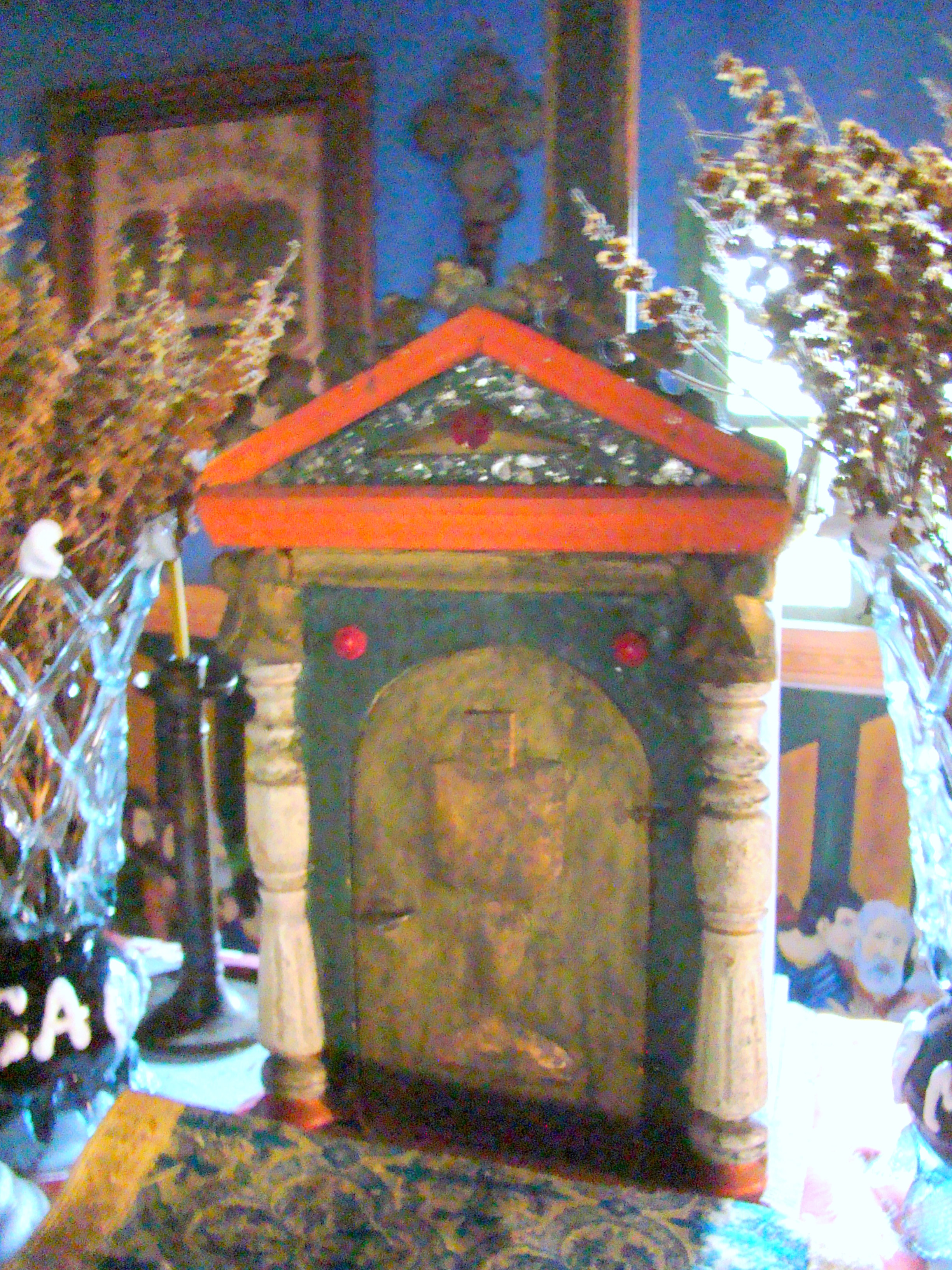
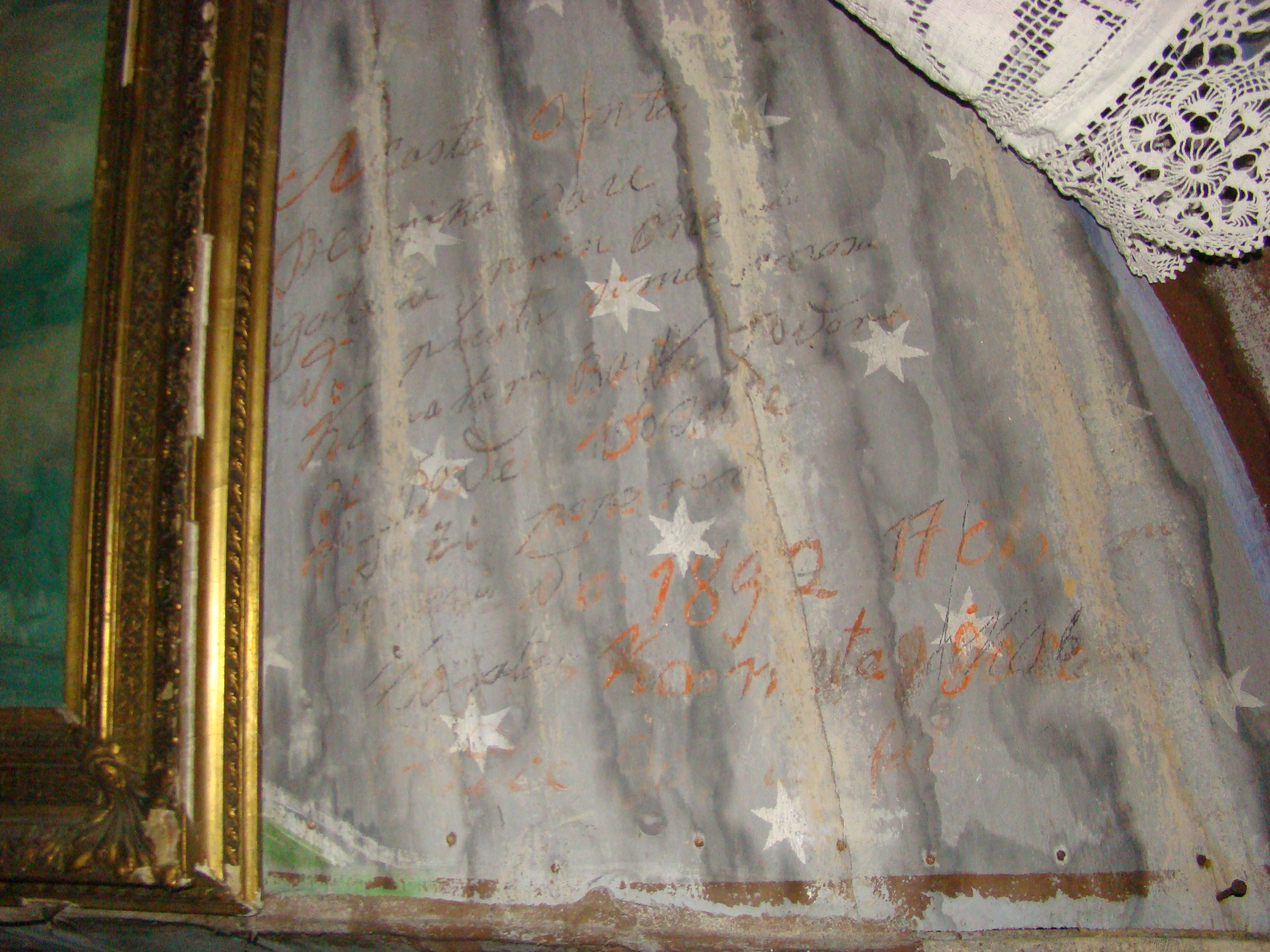
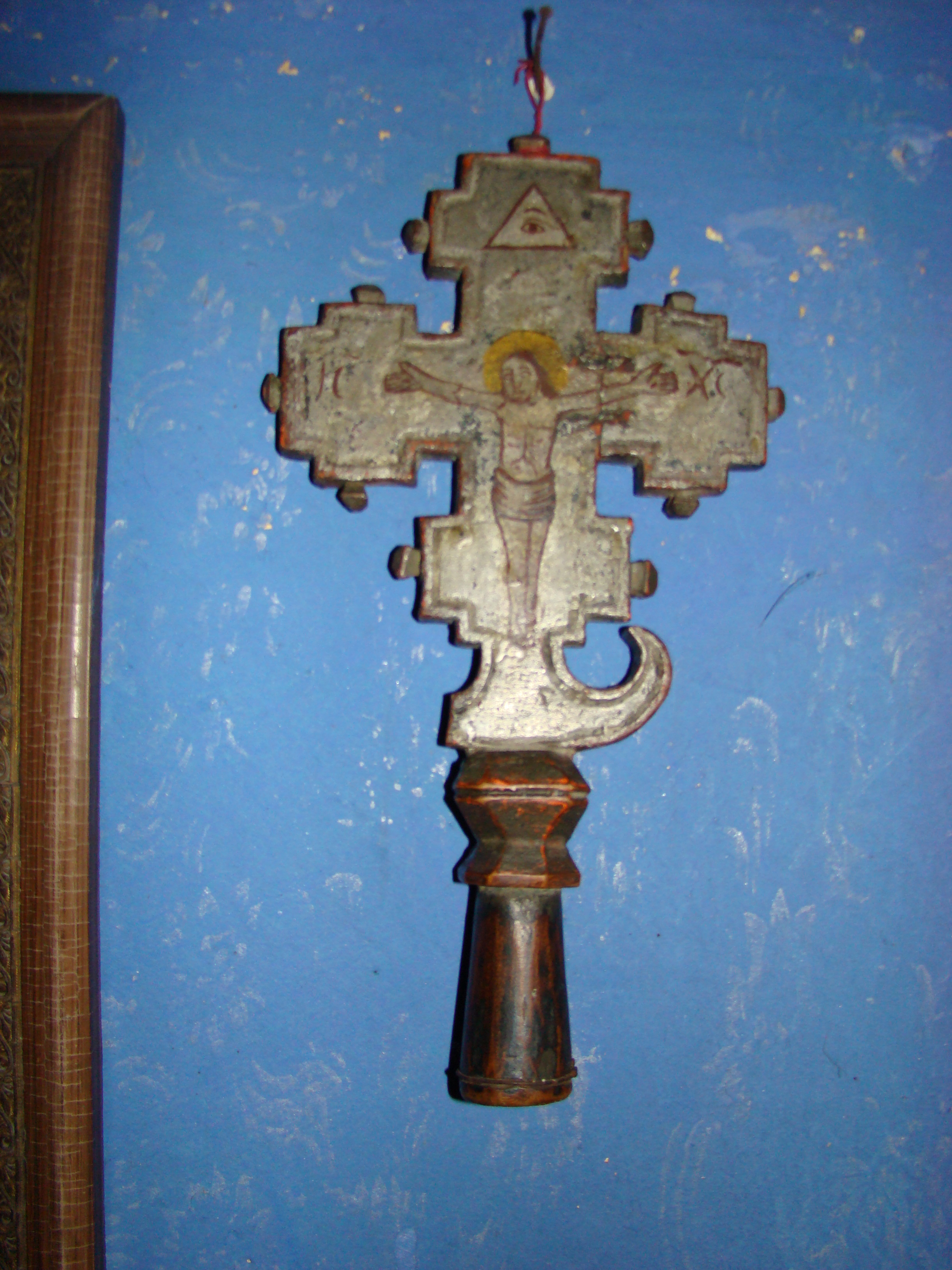
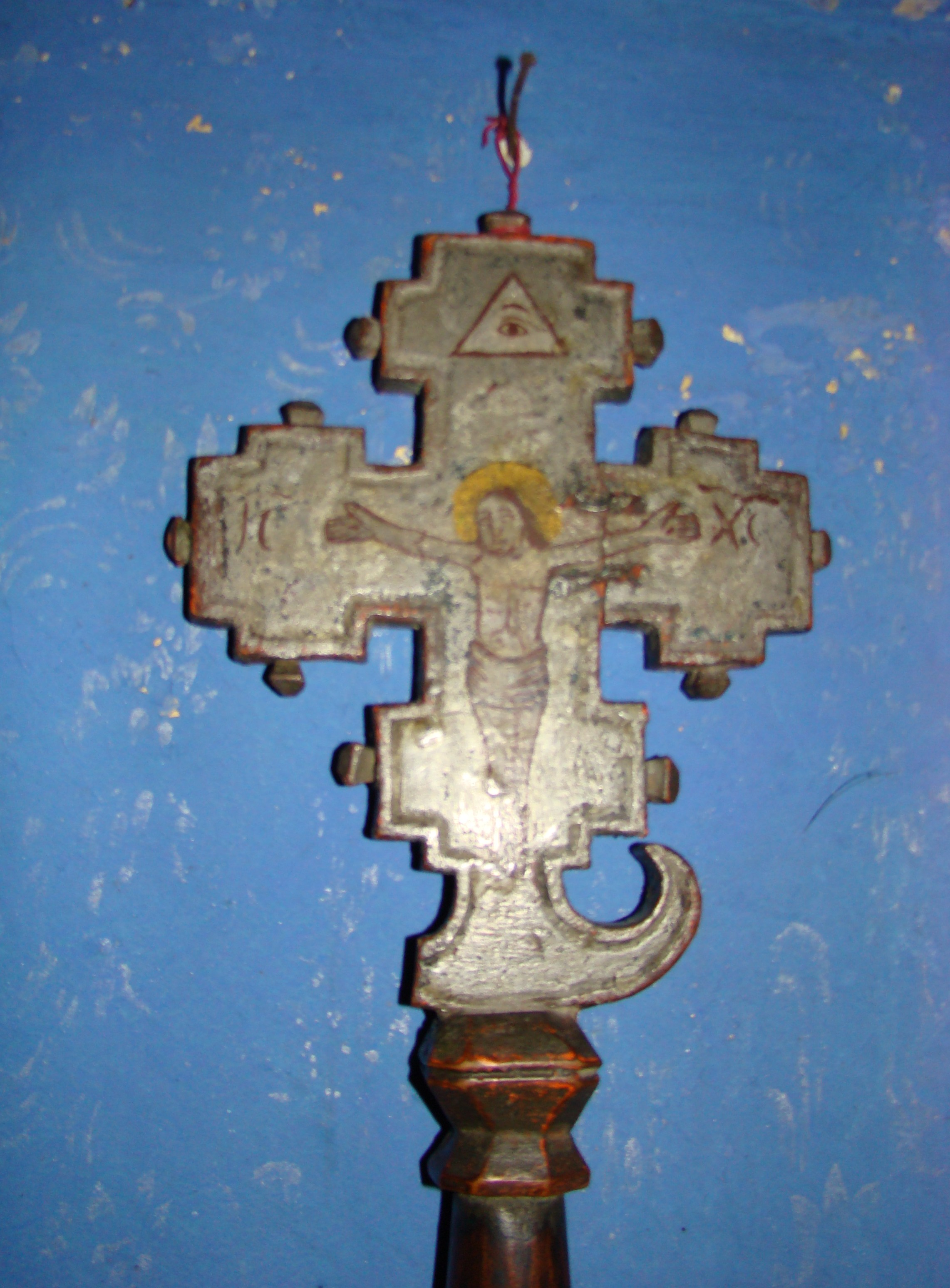
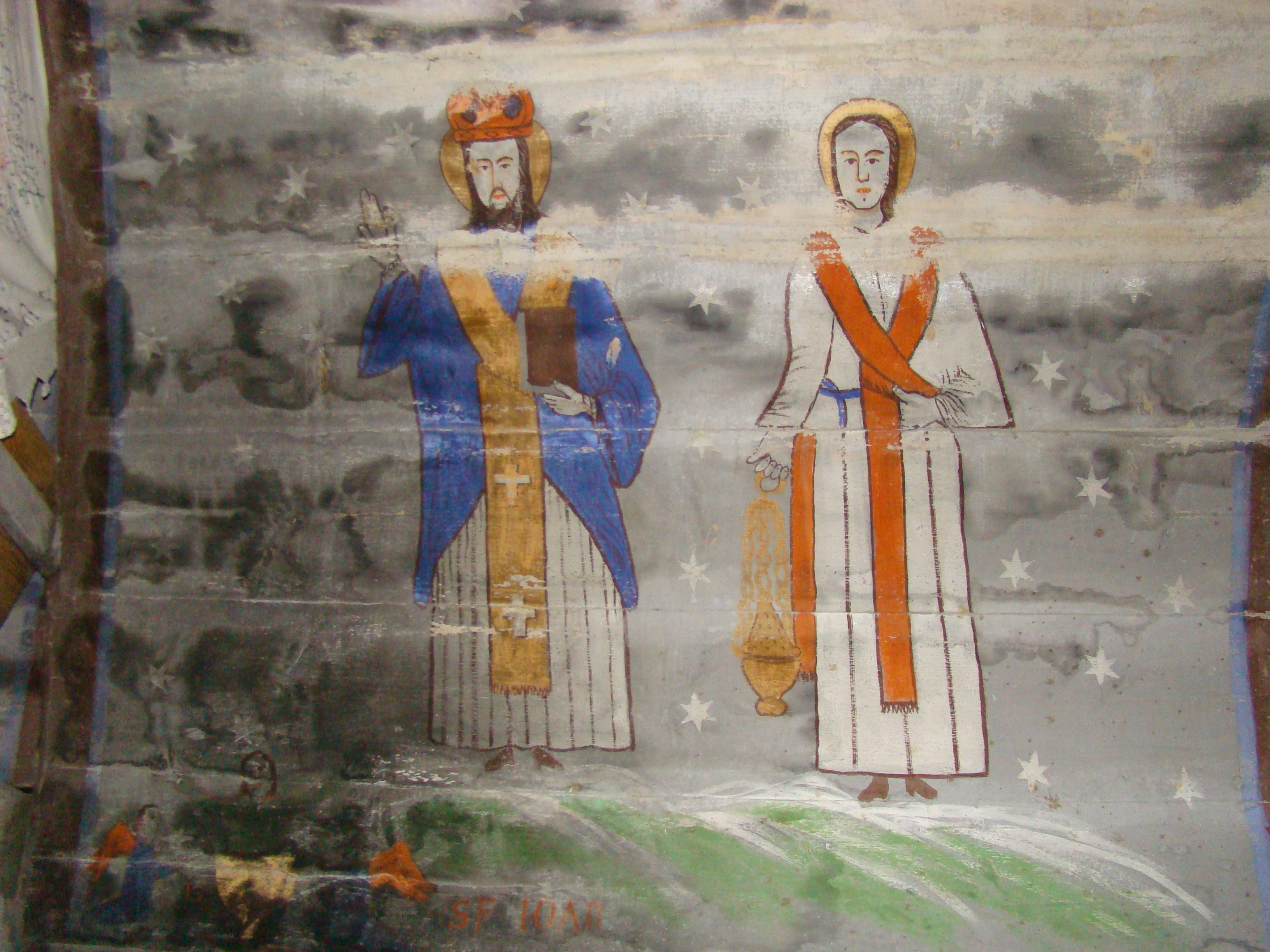
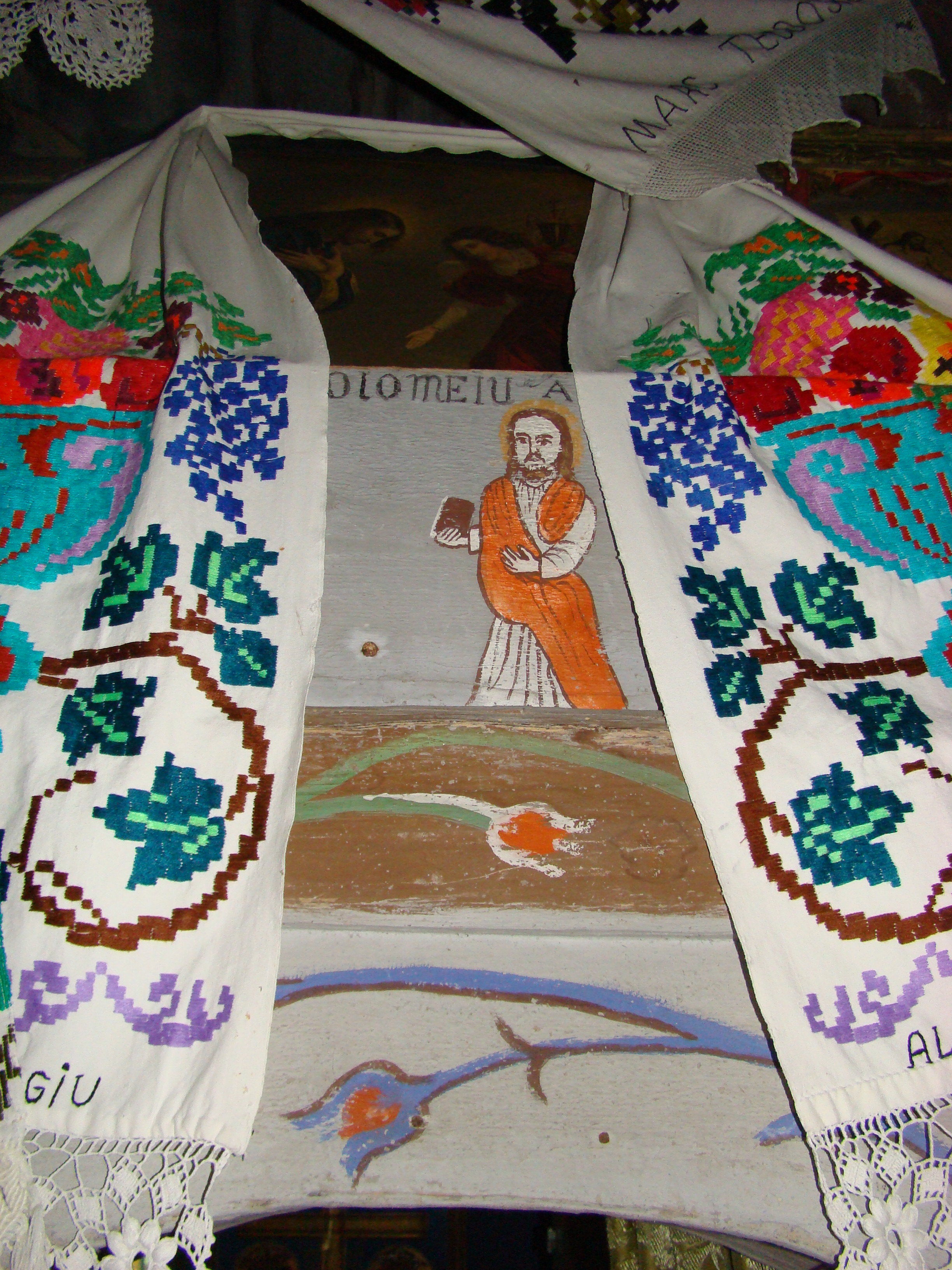
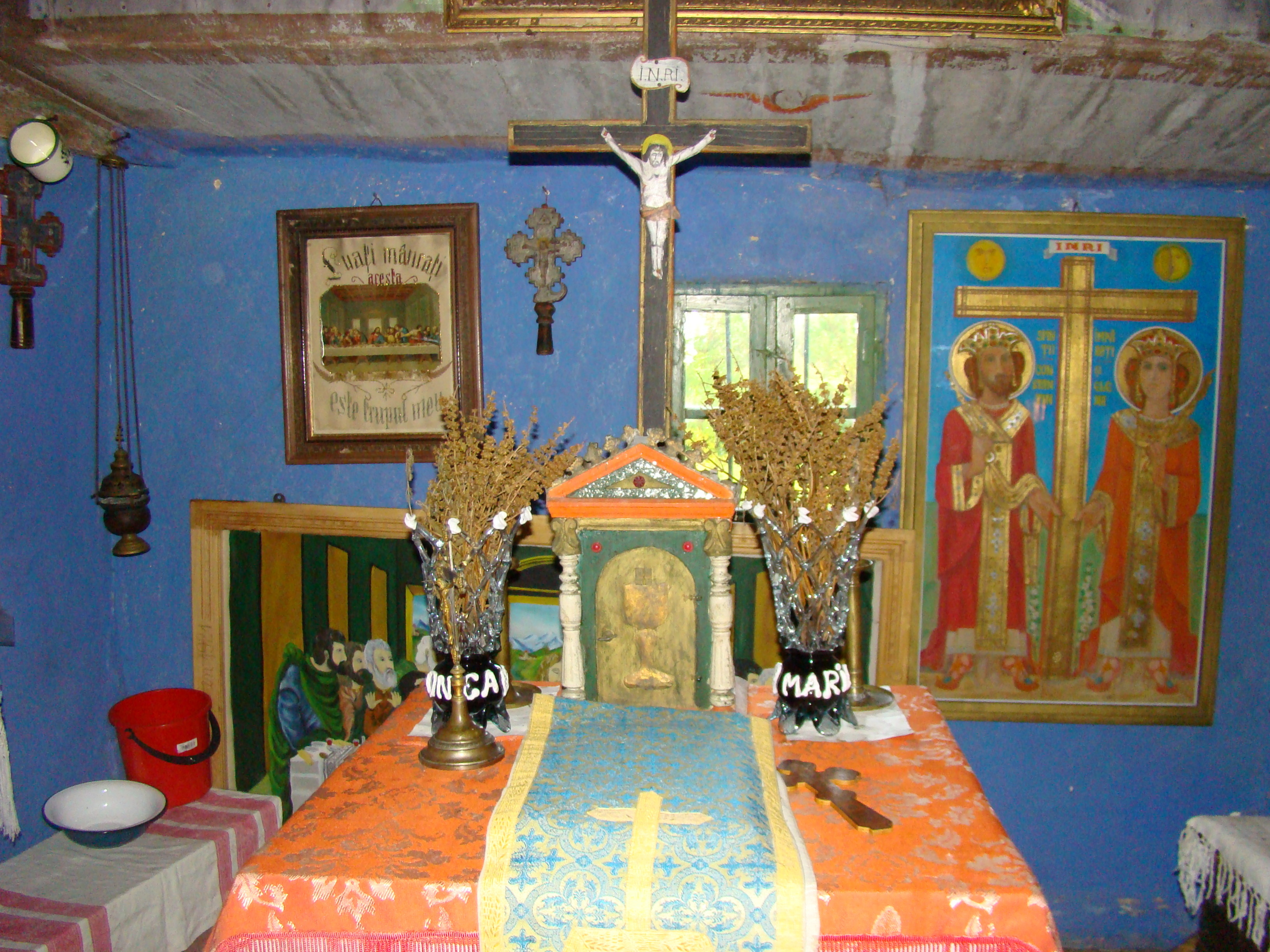
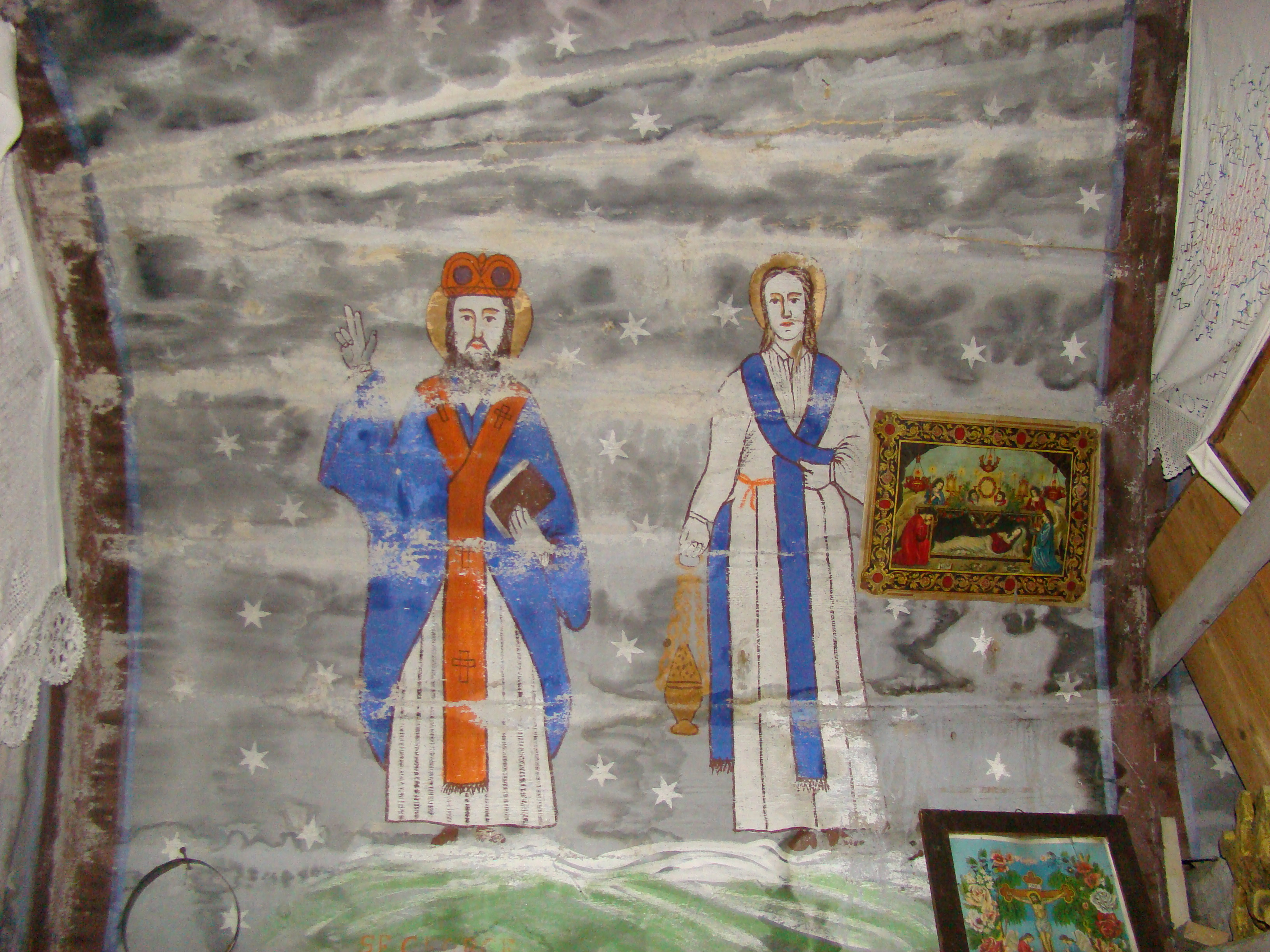
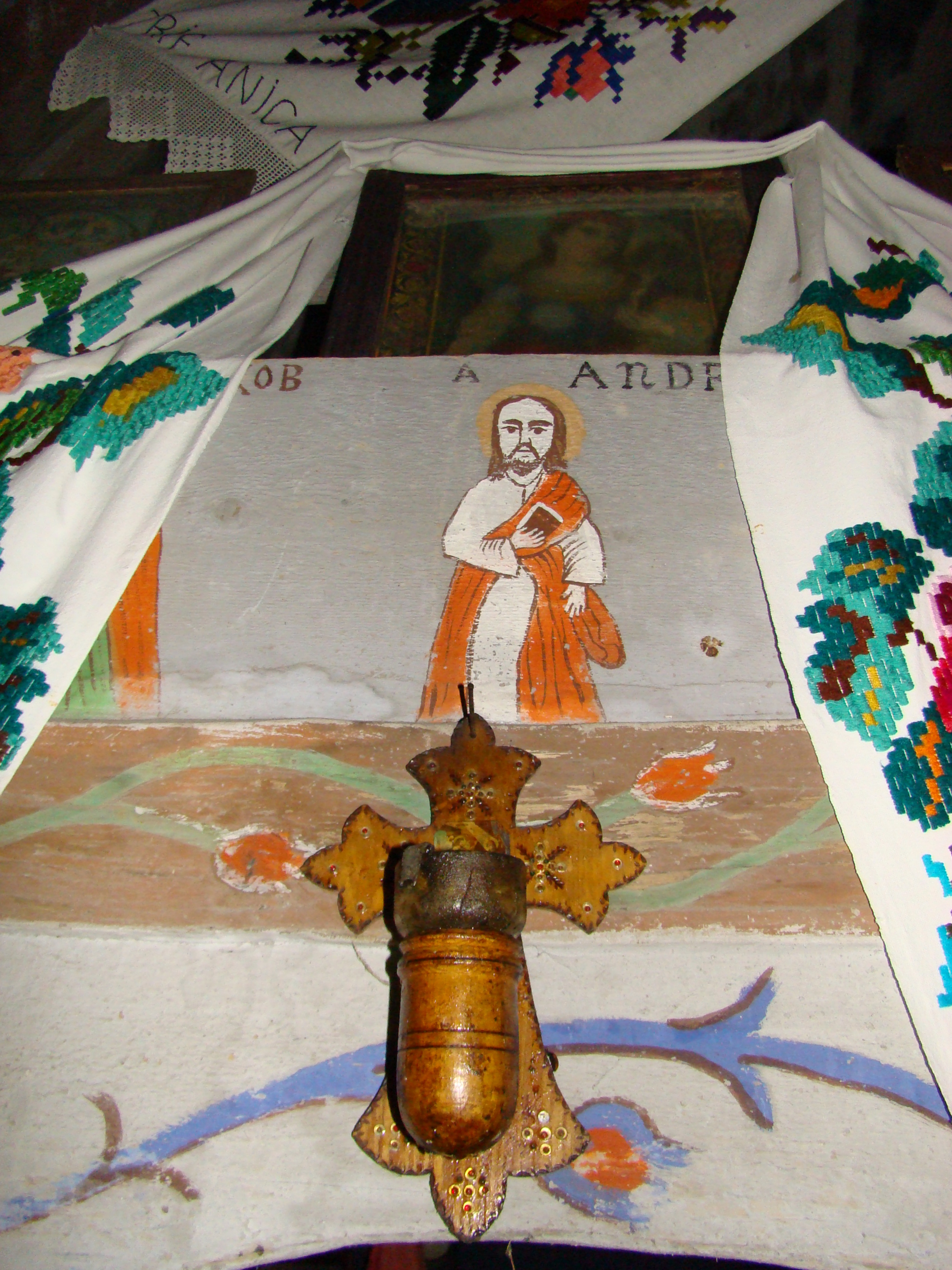
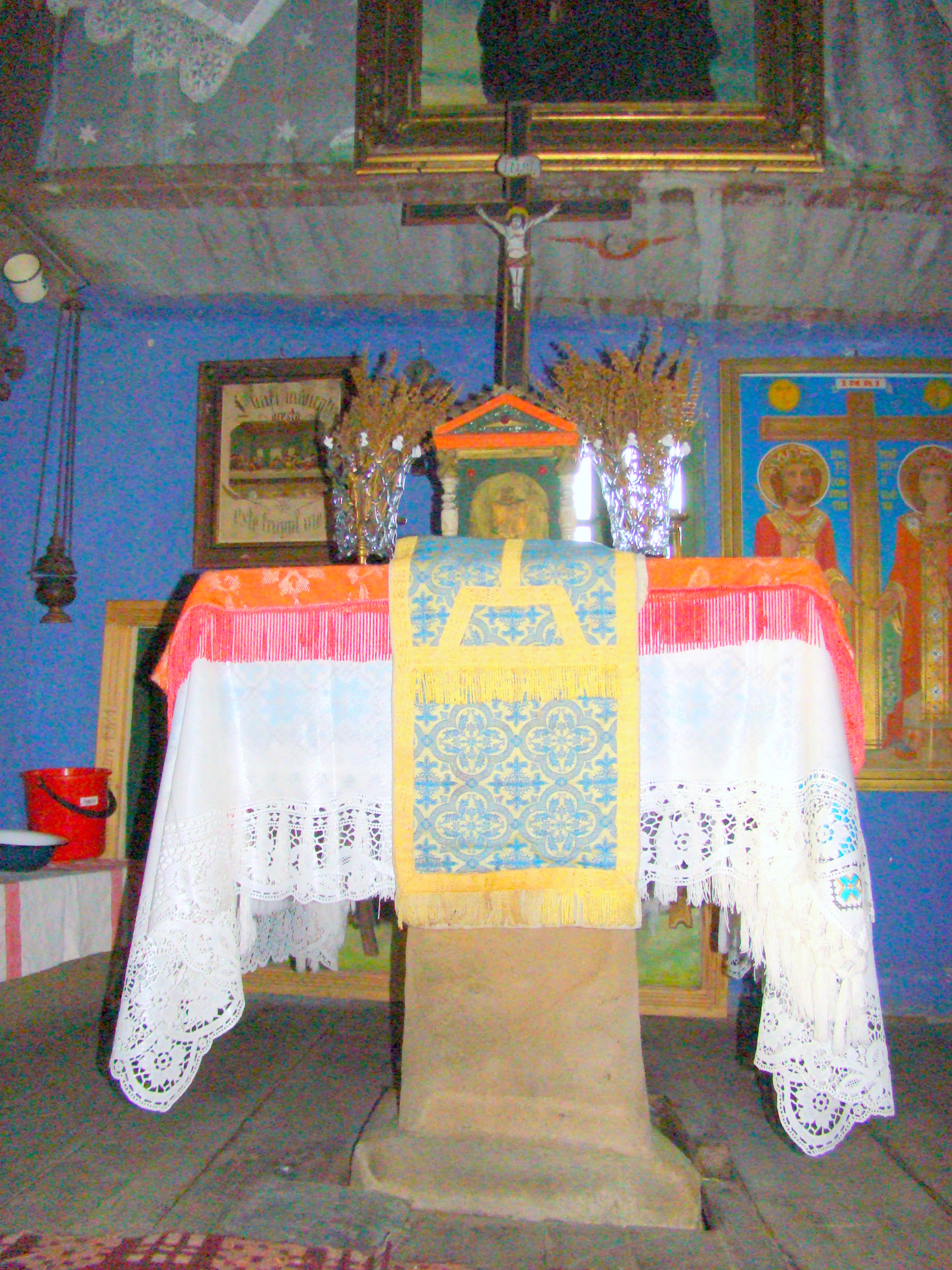
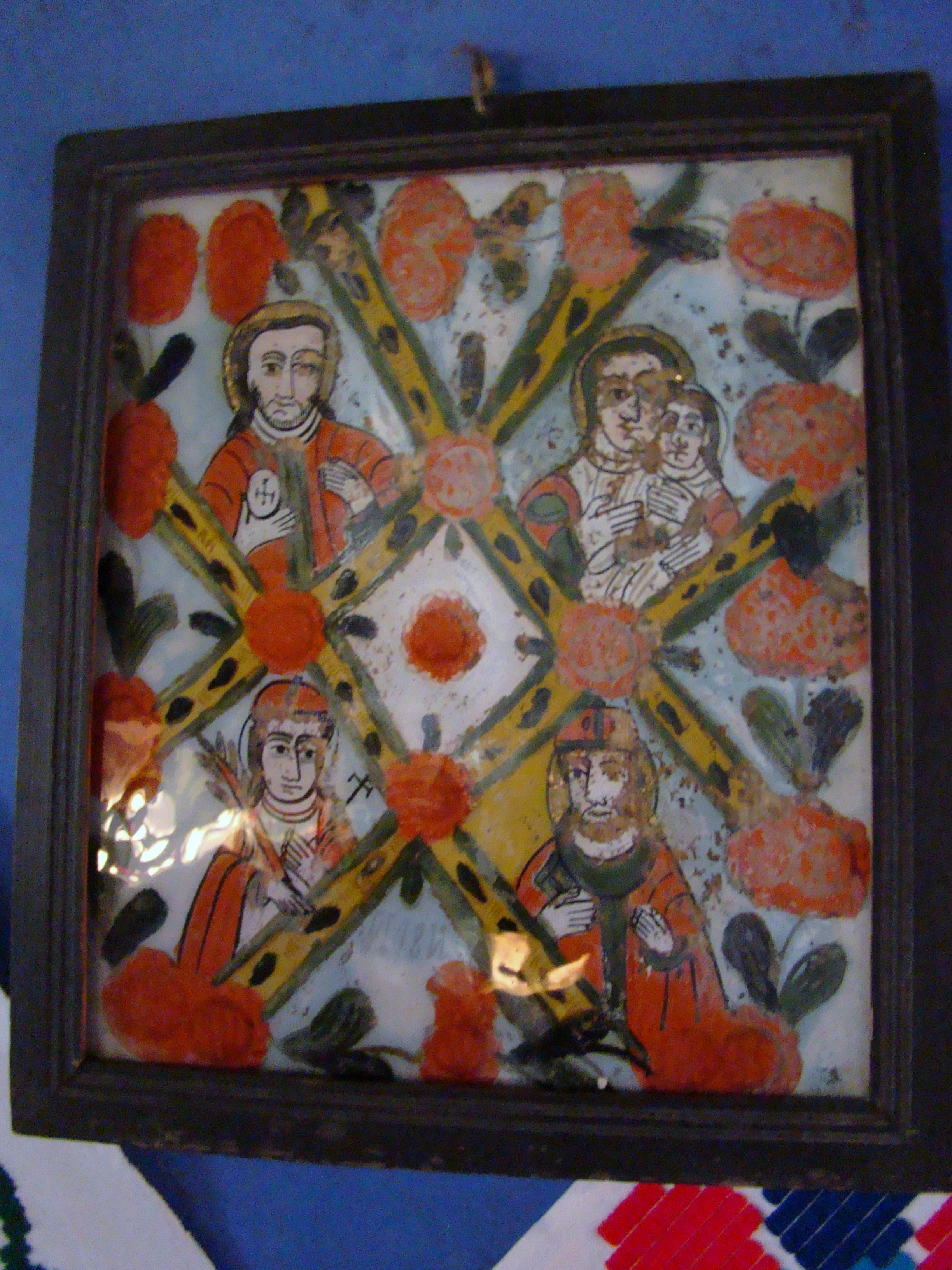
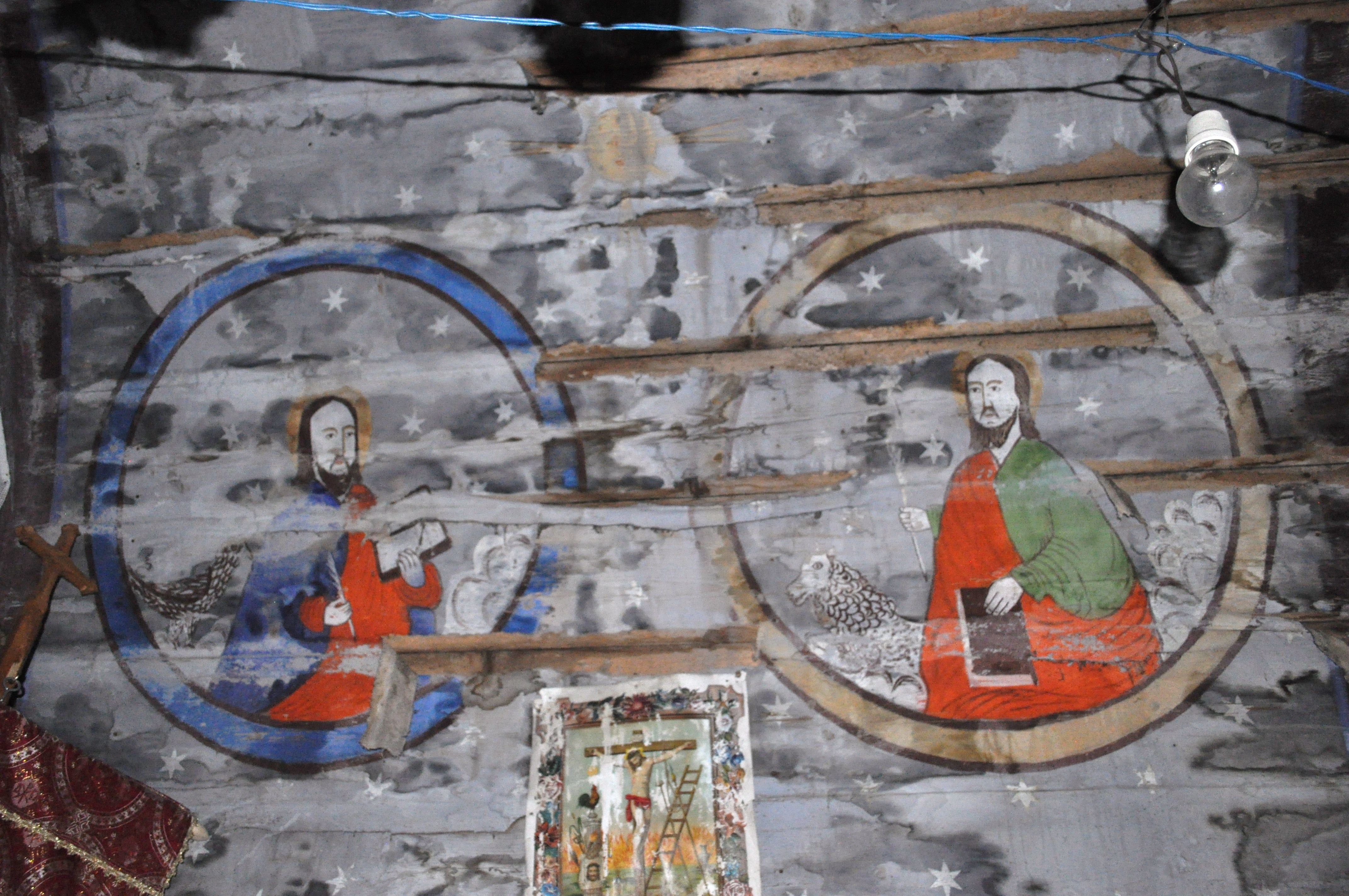
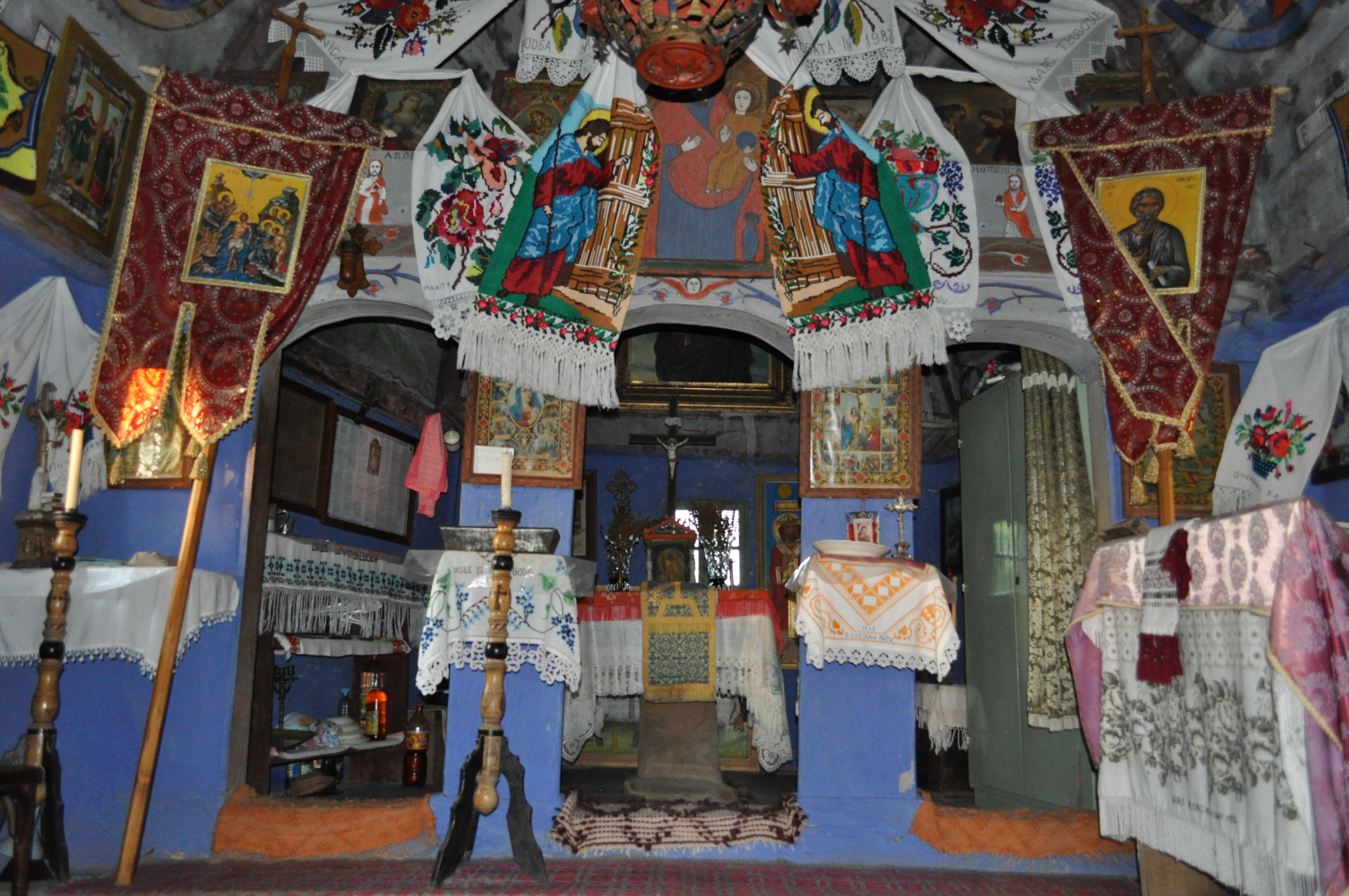
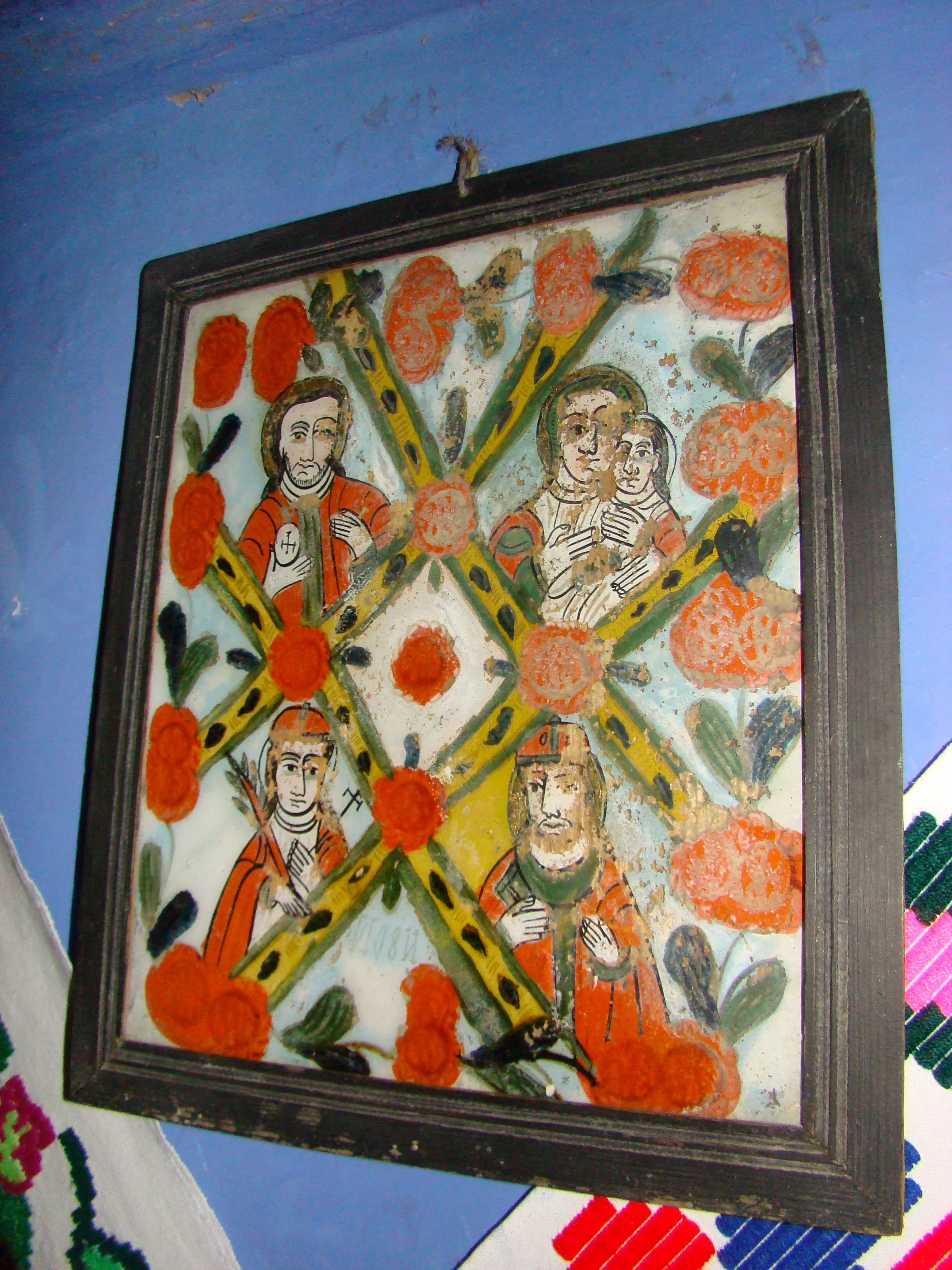
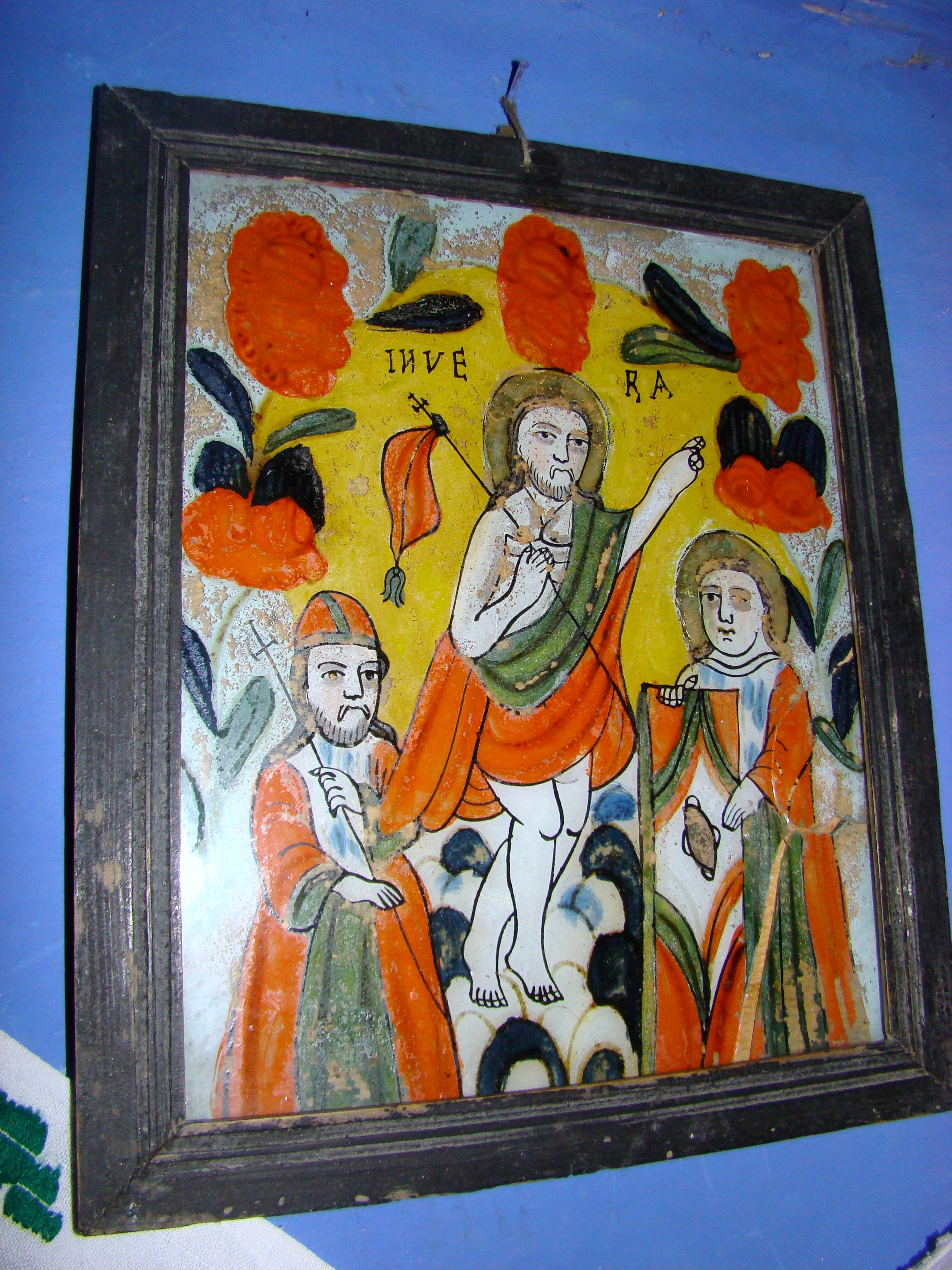
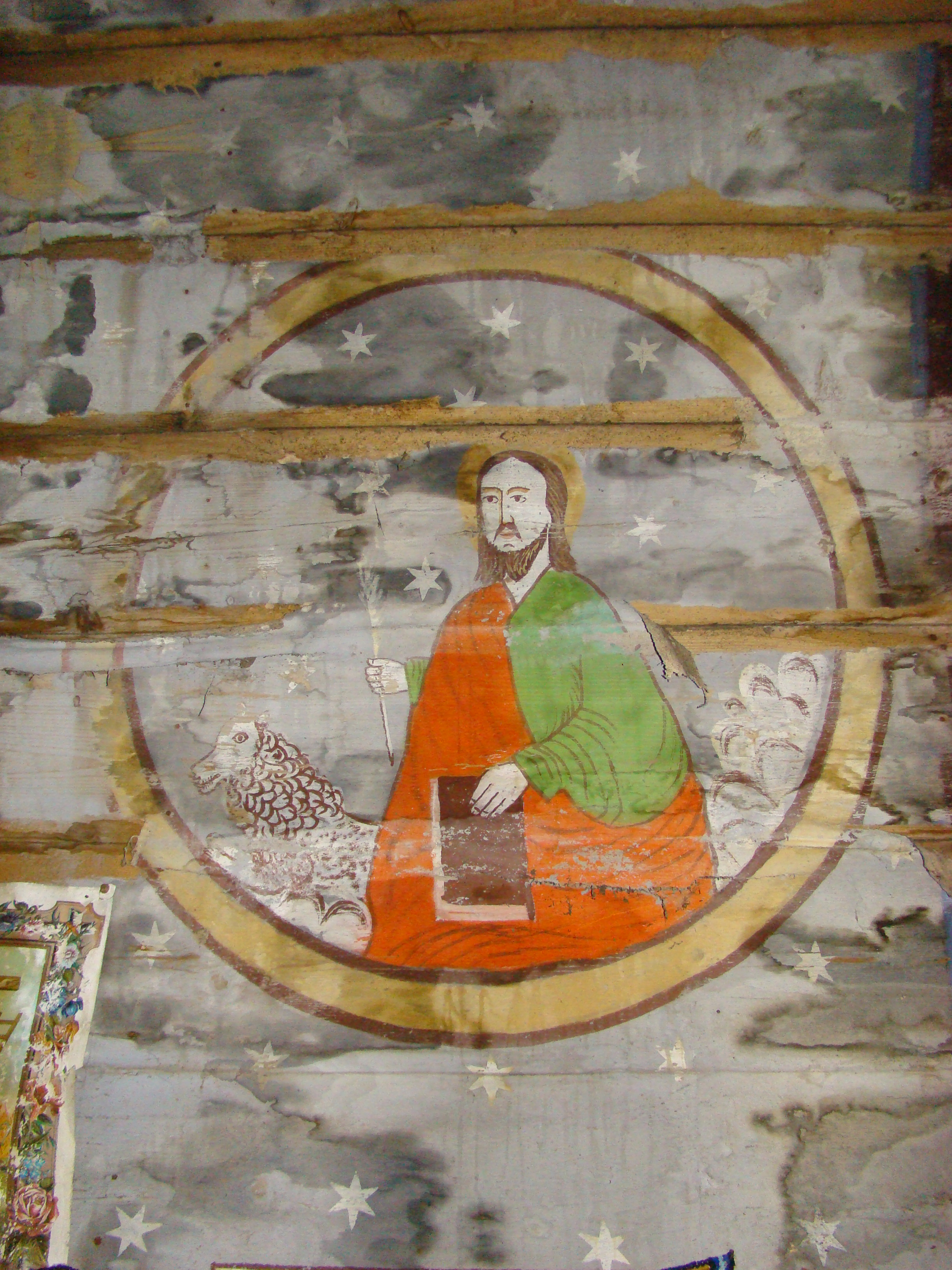
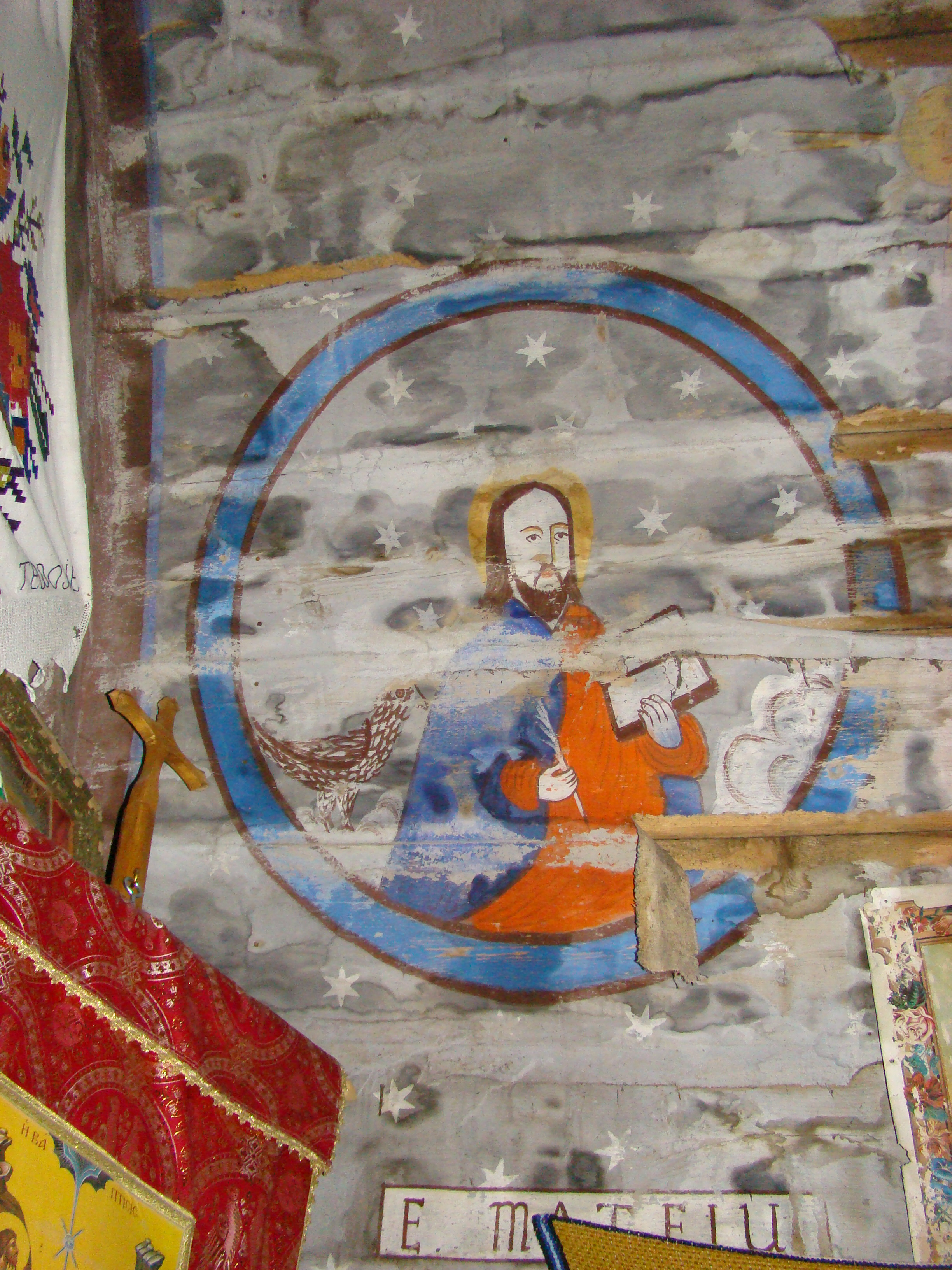
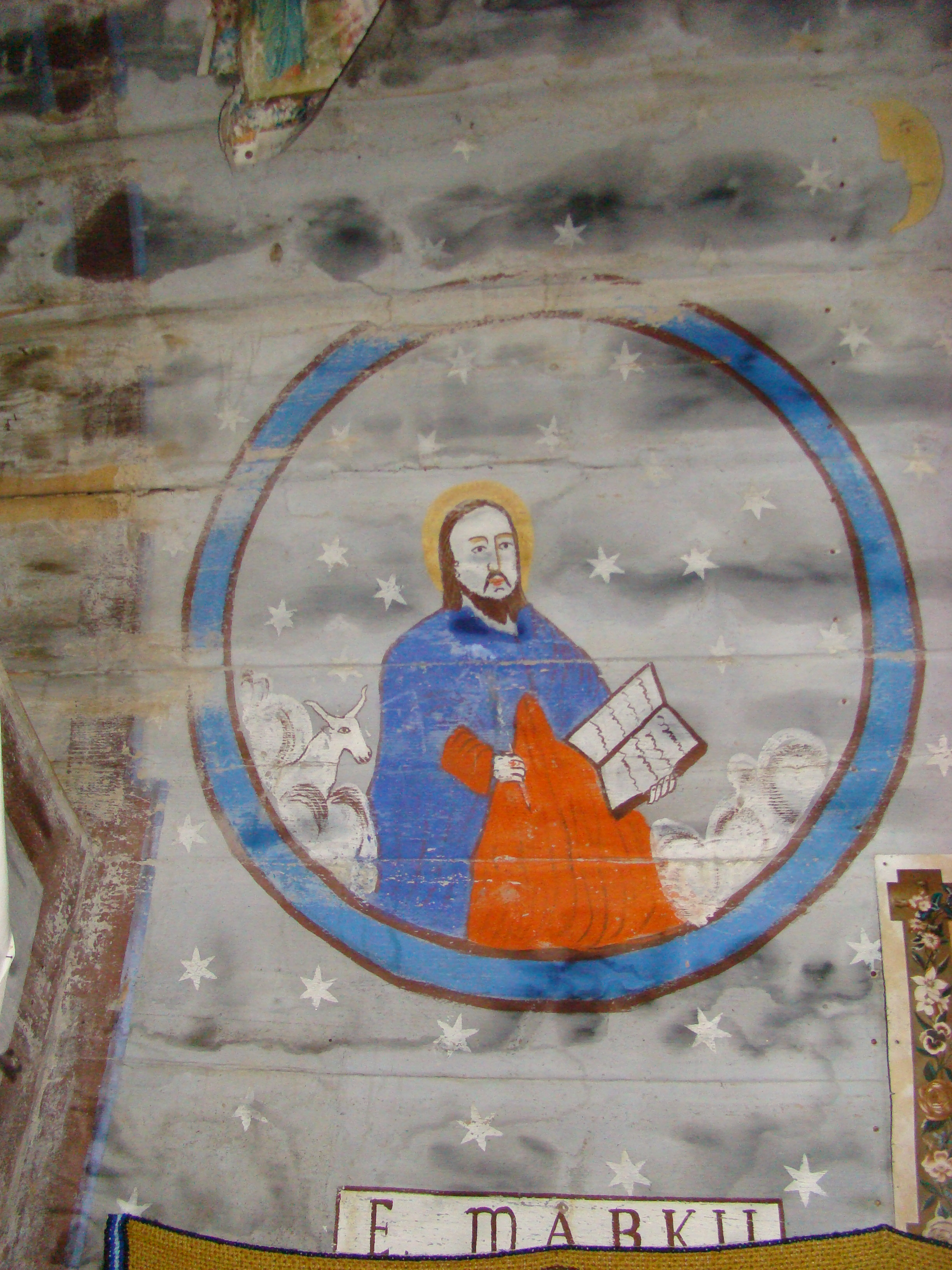
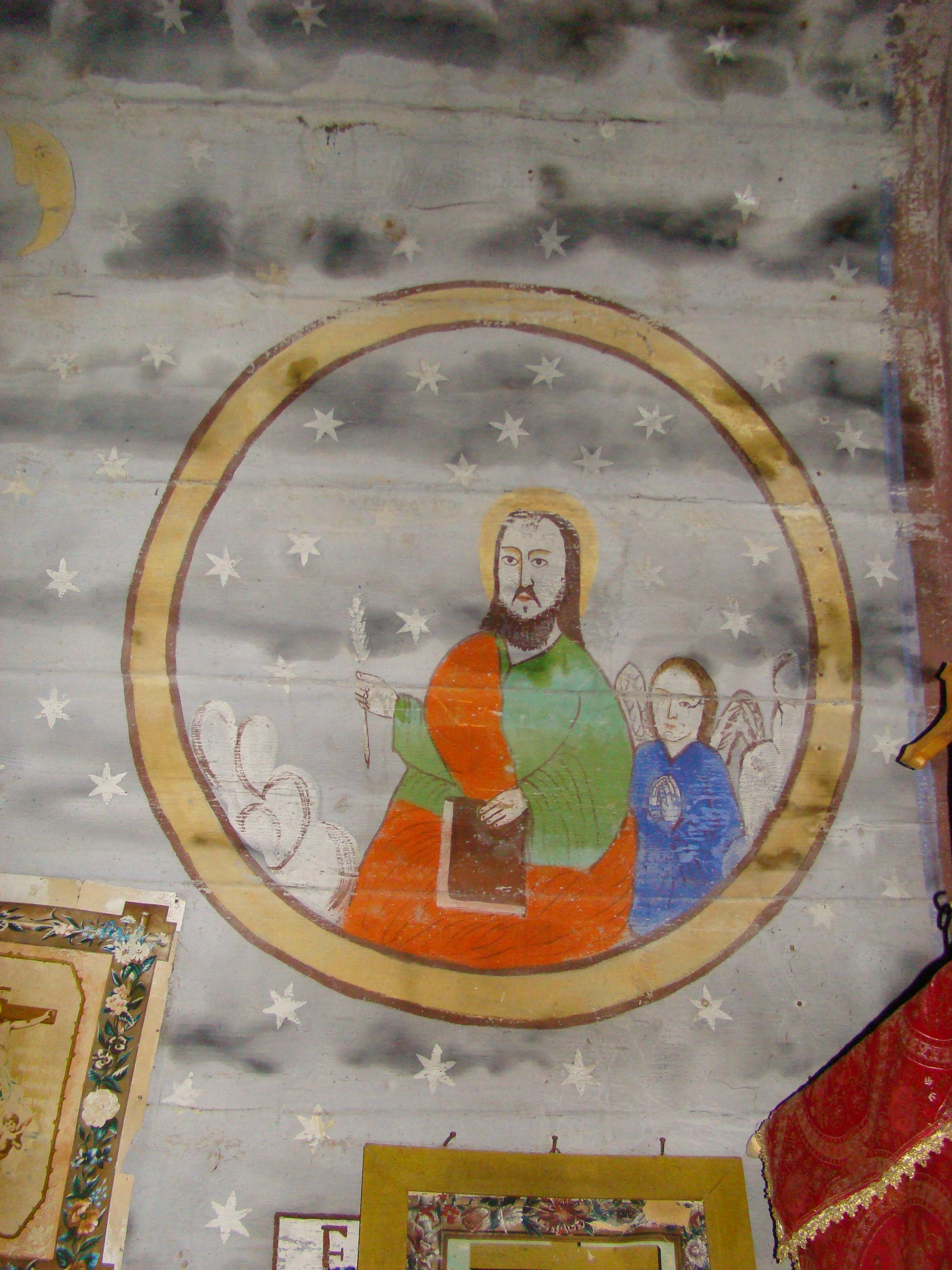
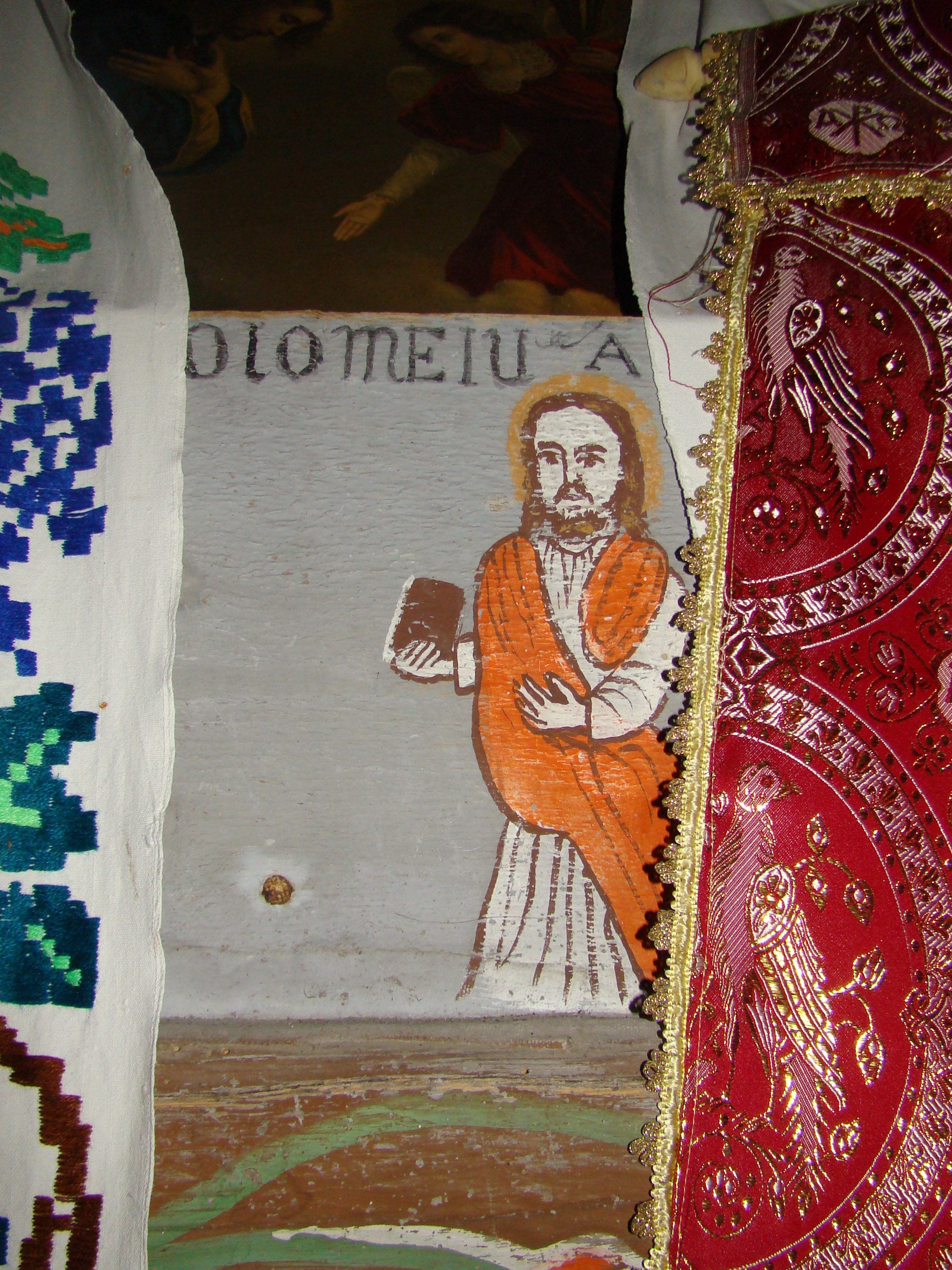

## Imagini din exterior

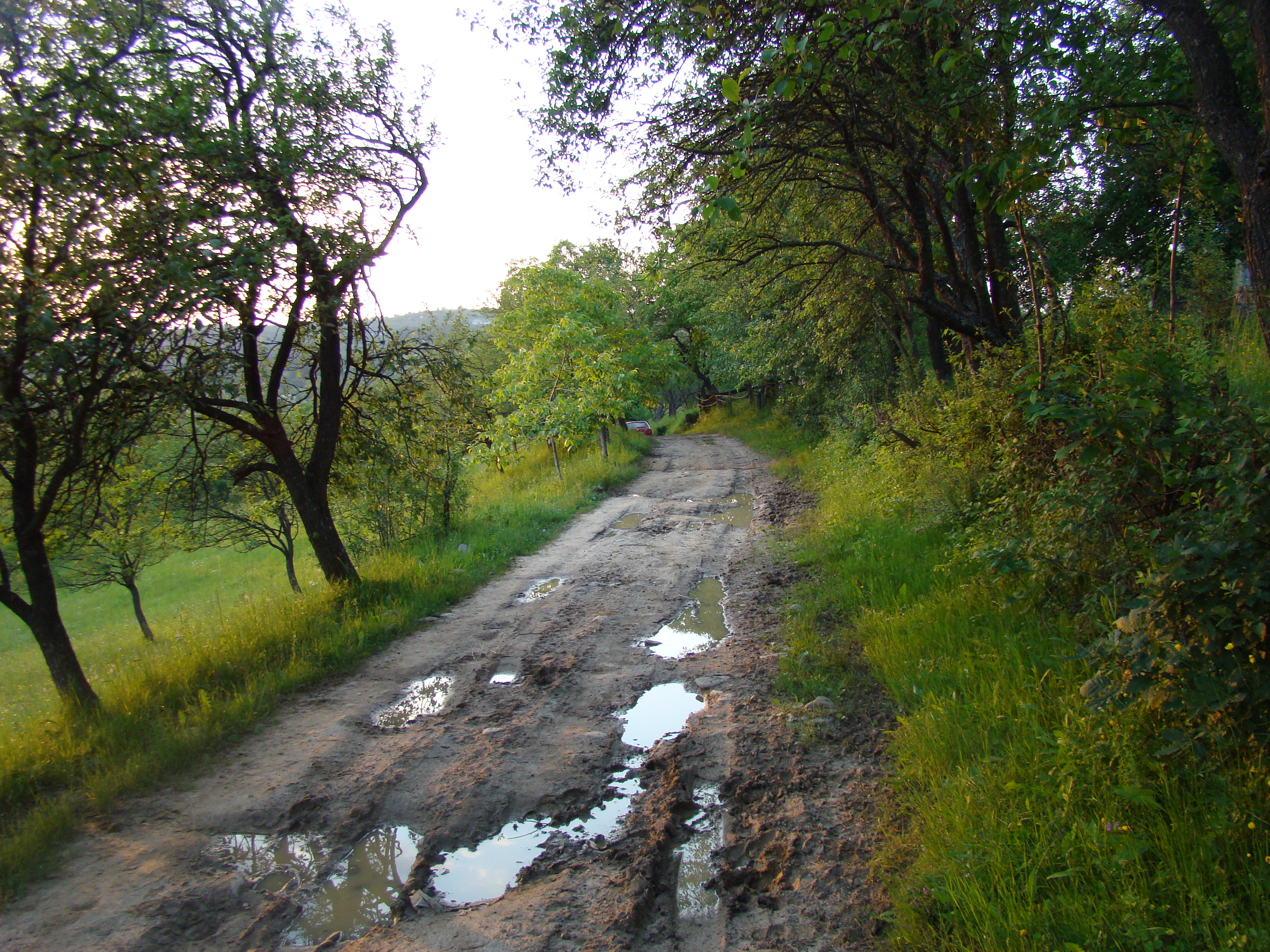
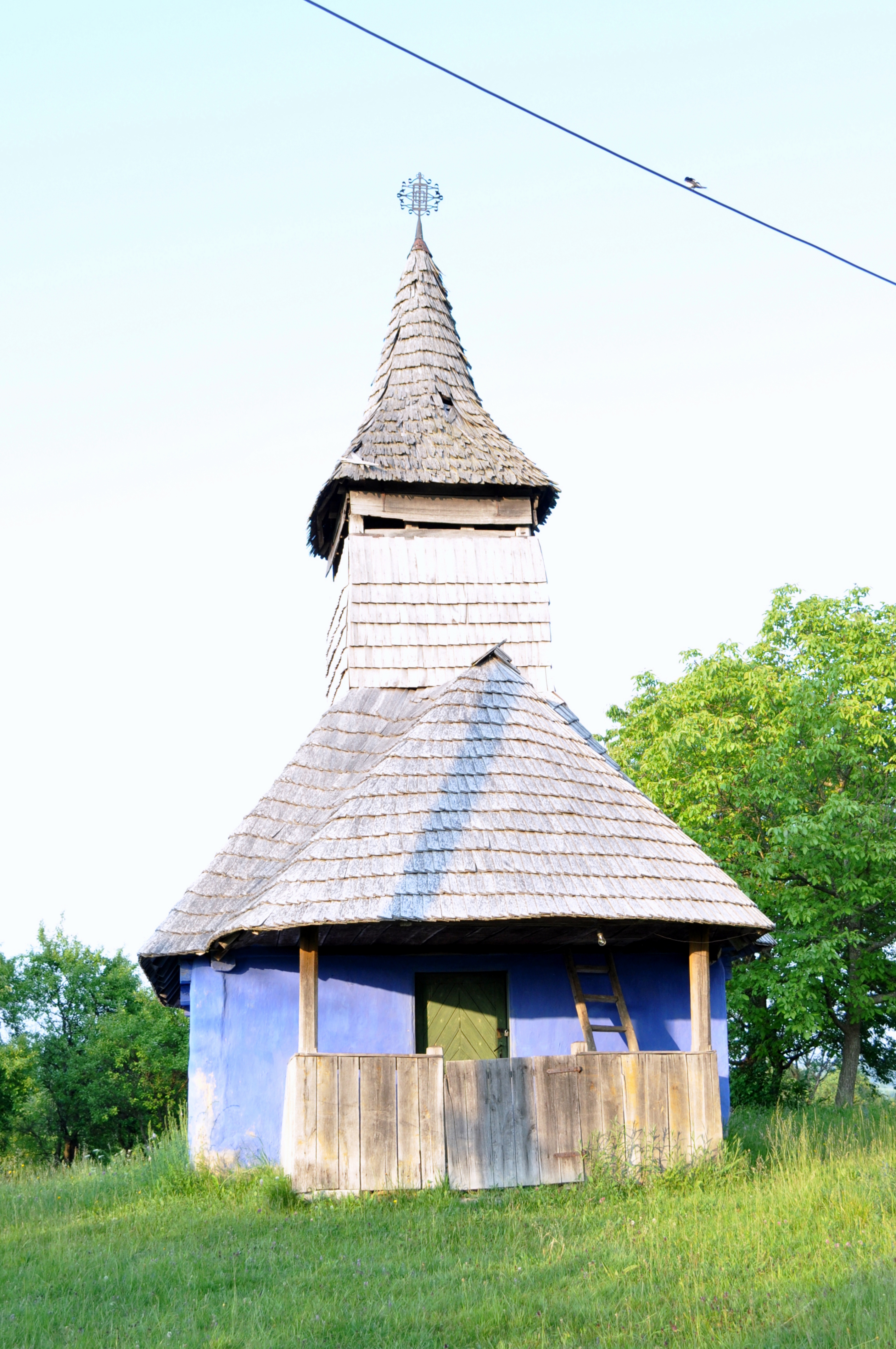
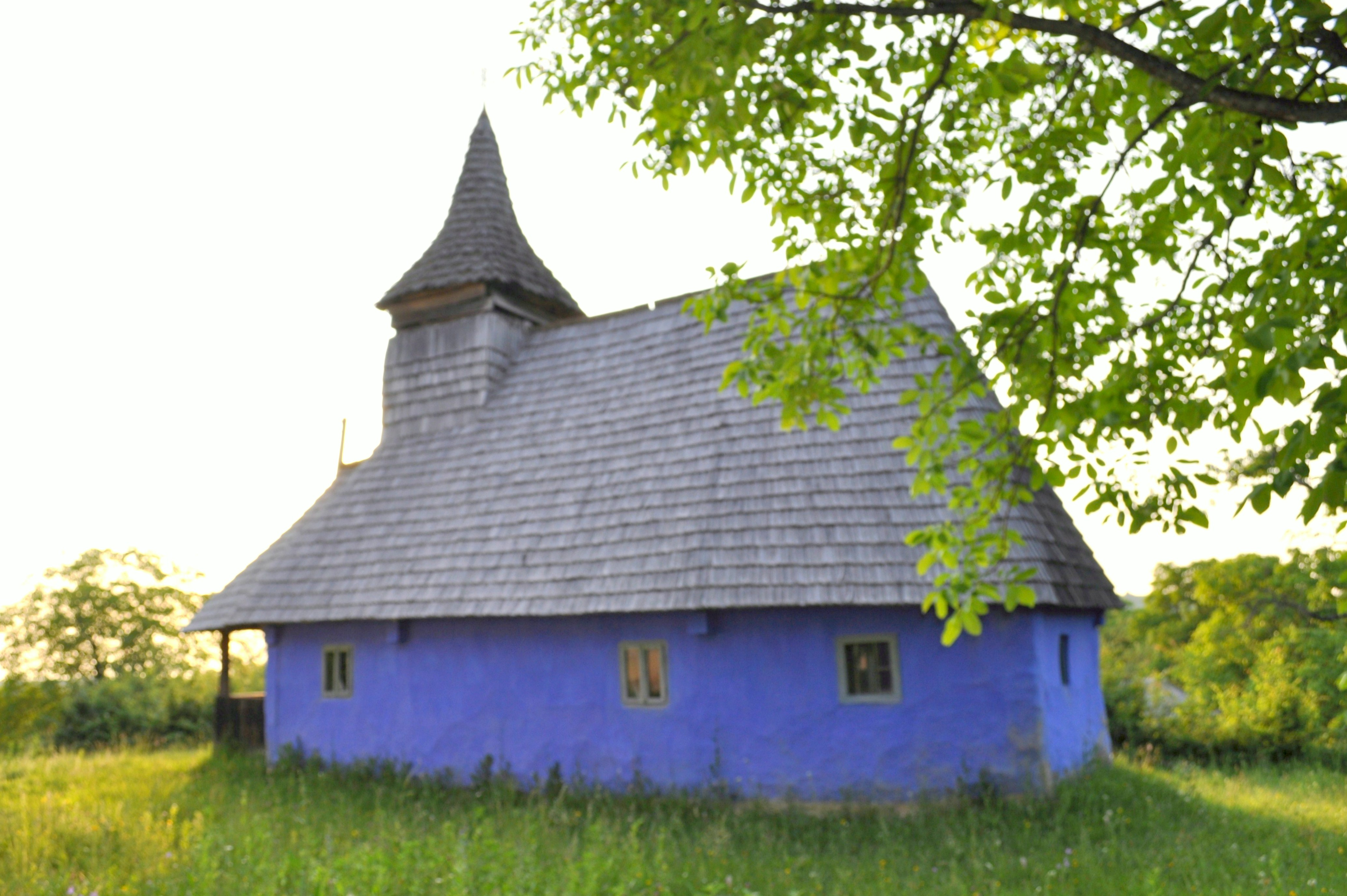
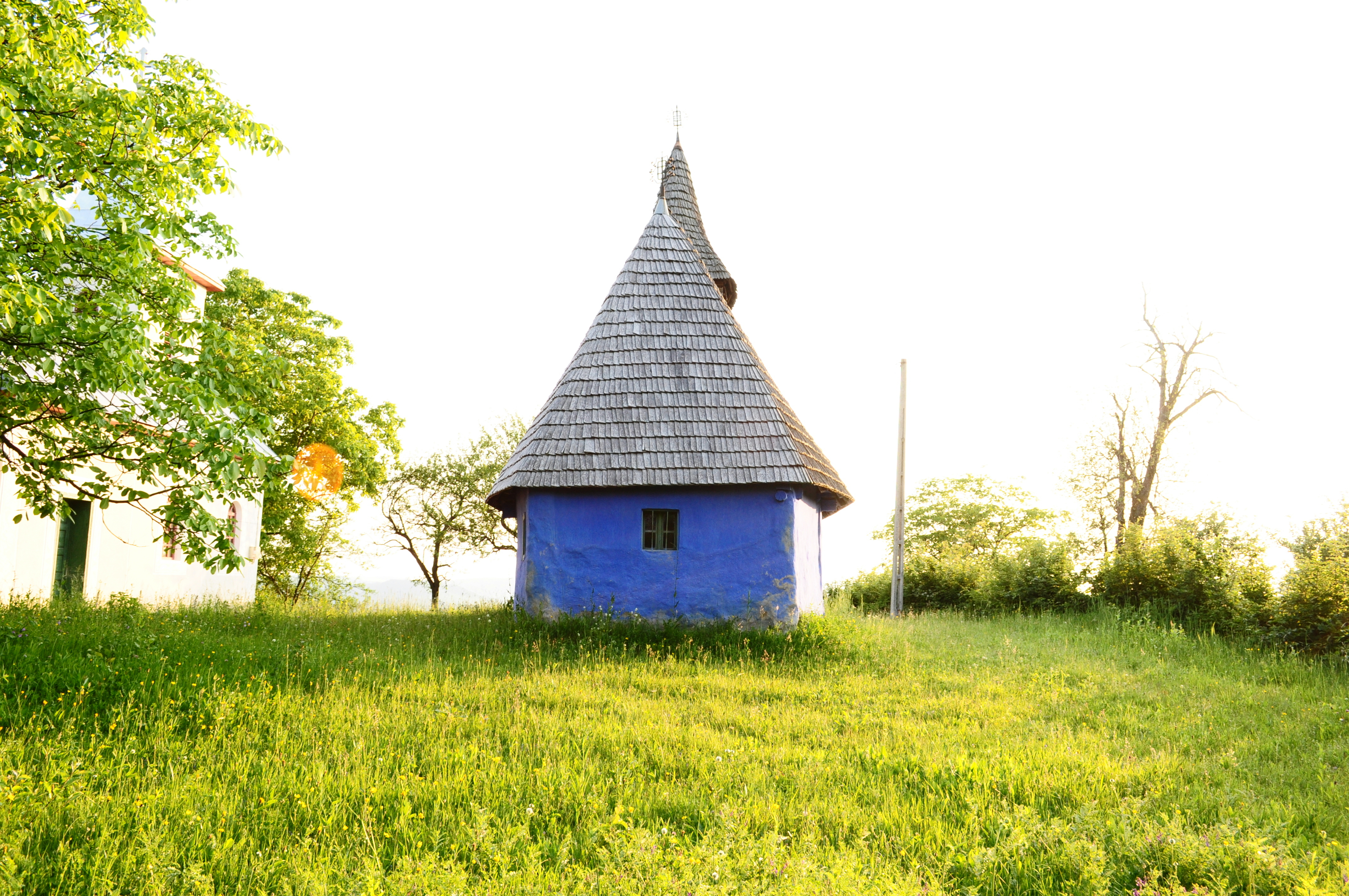
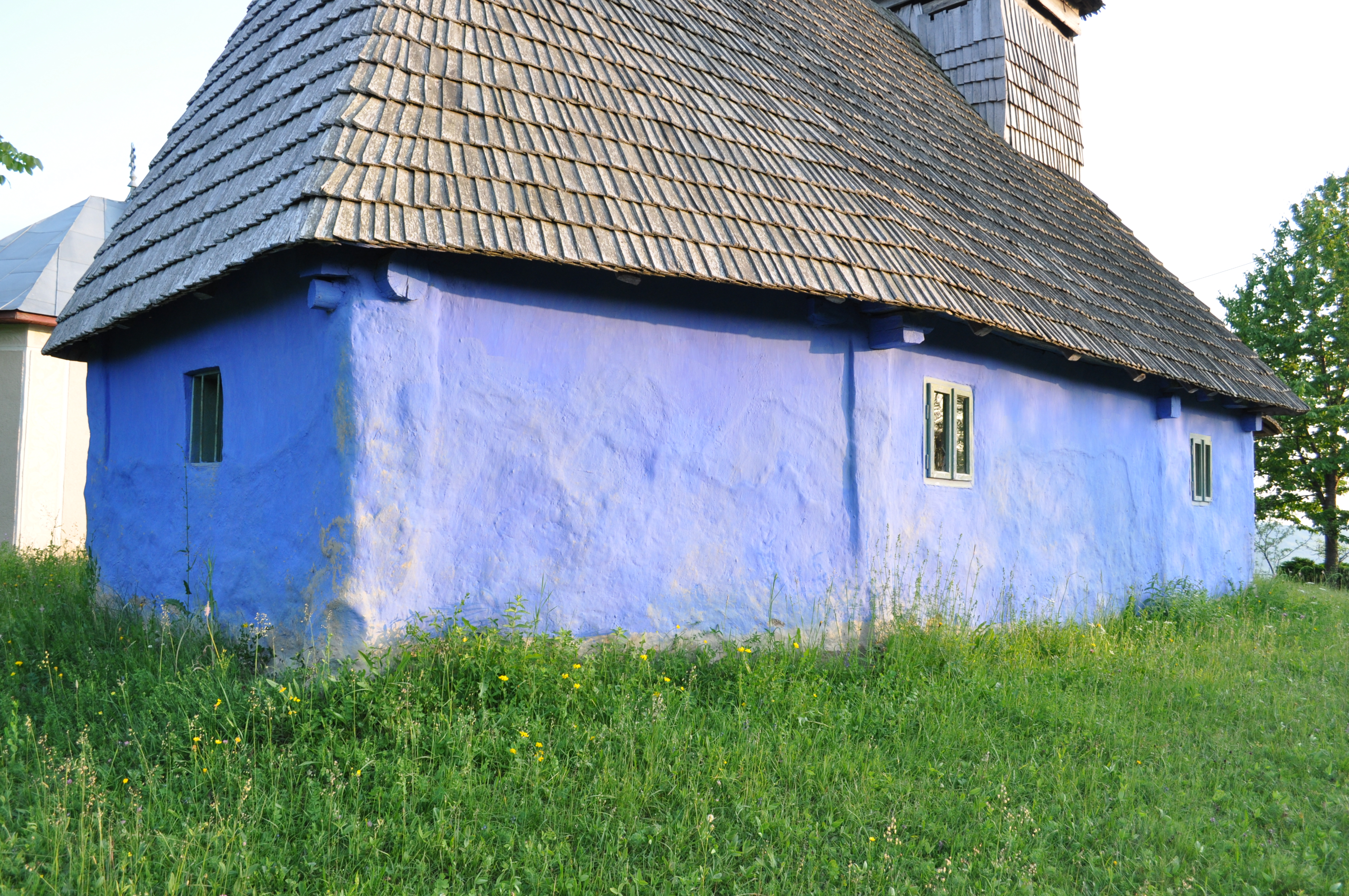
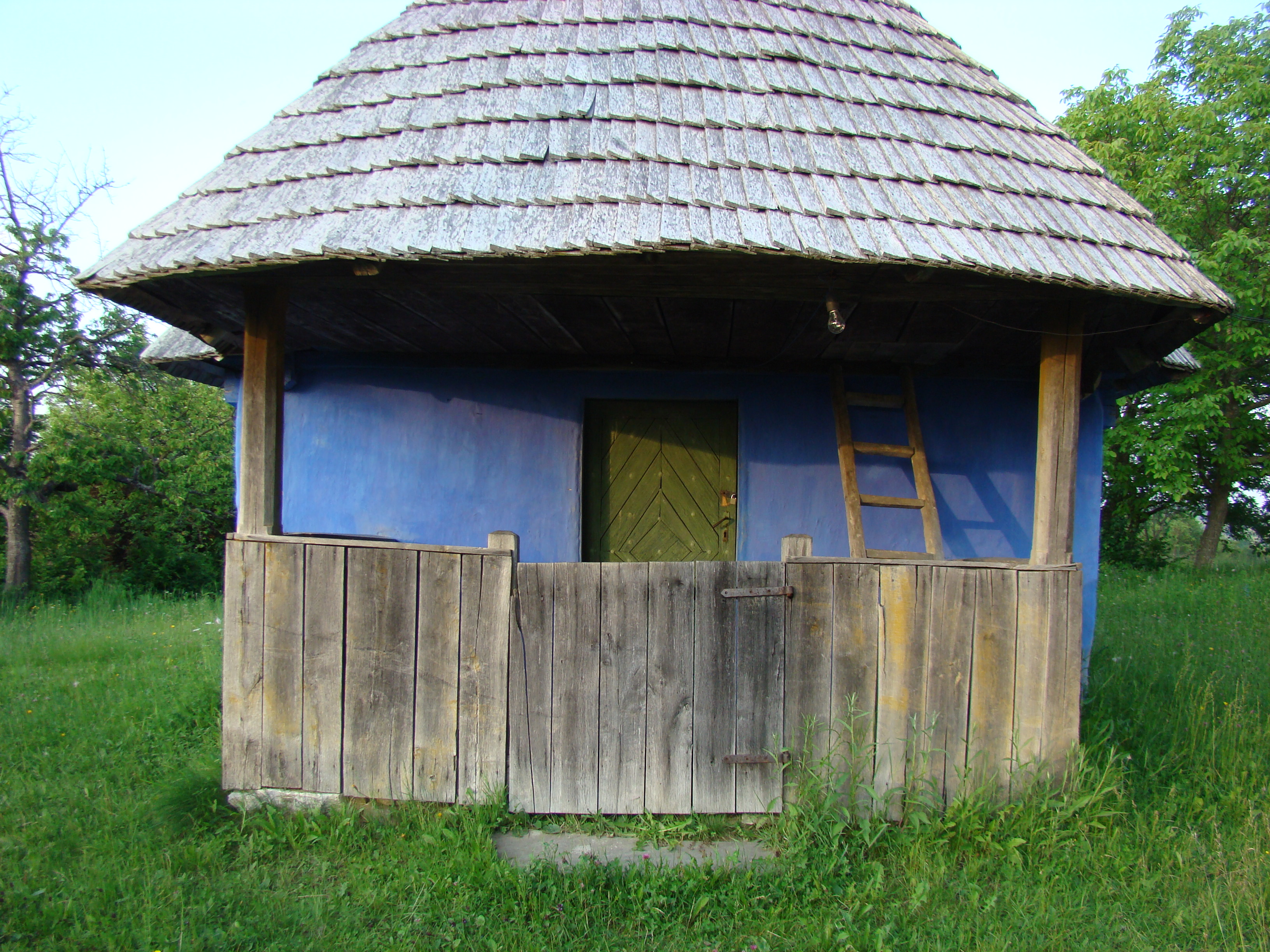
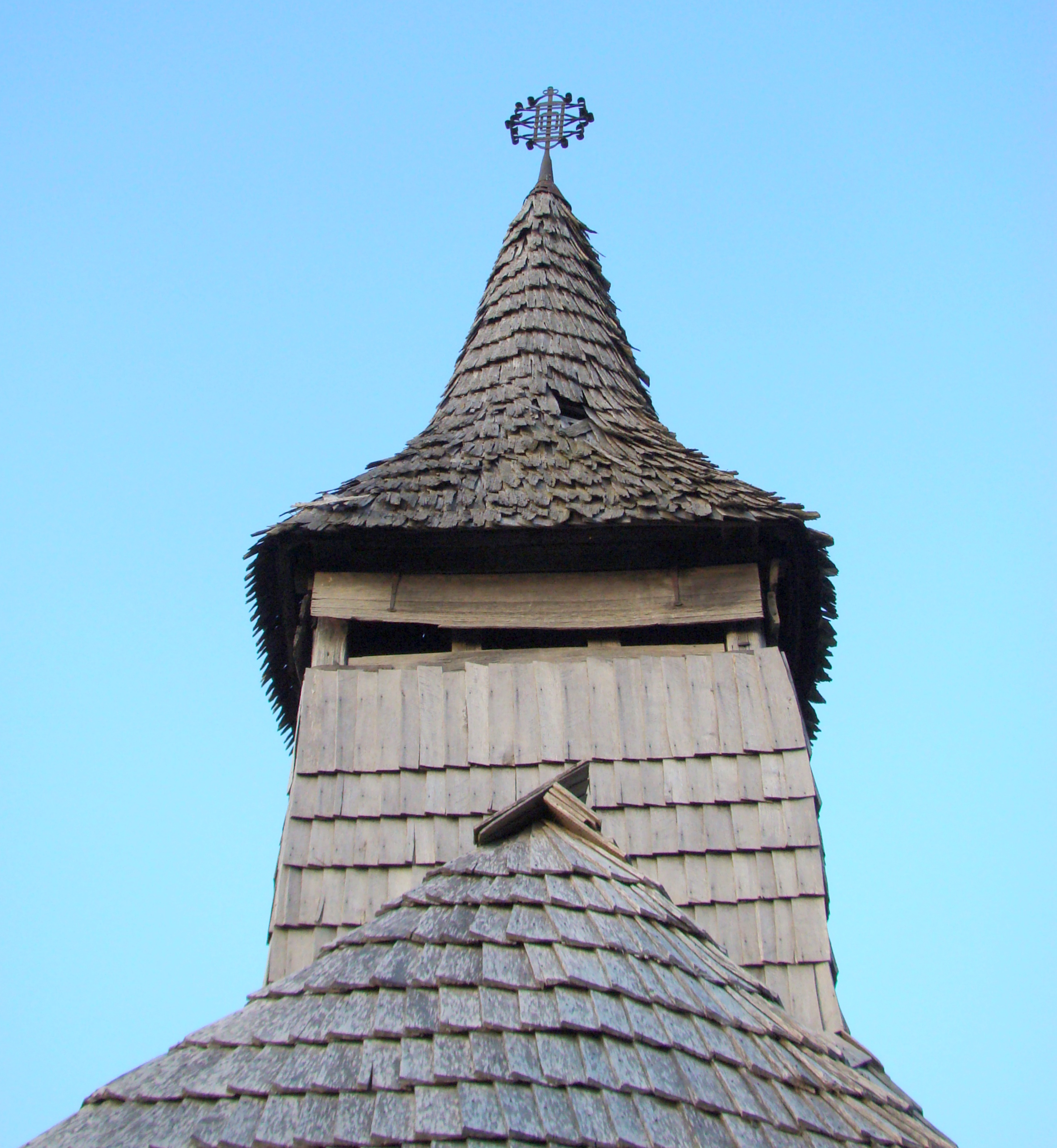
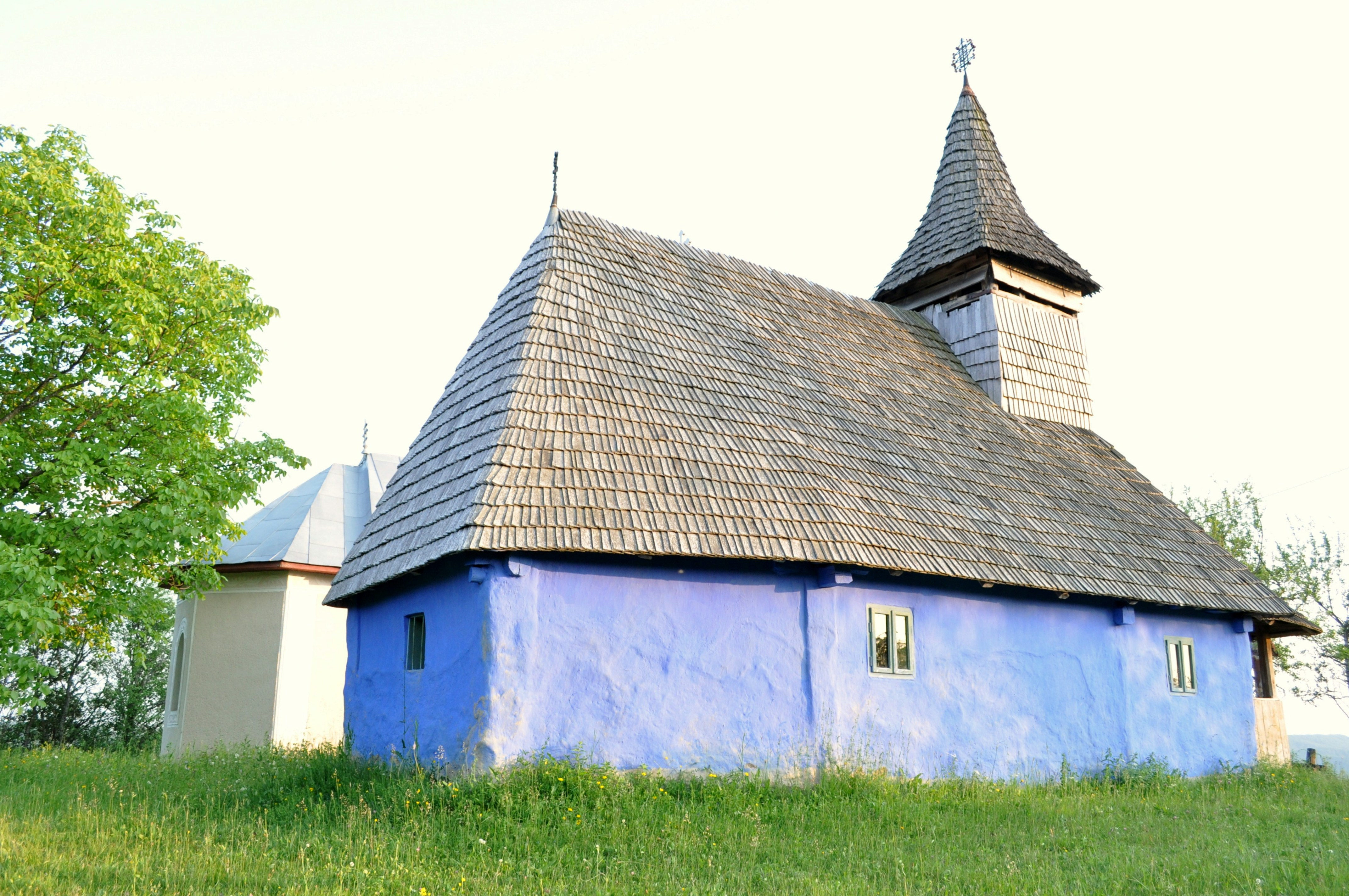
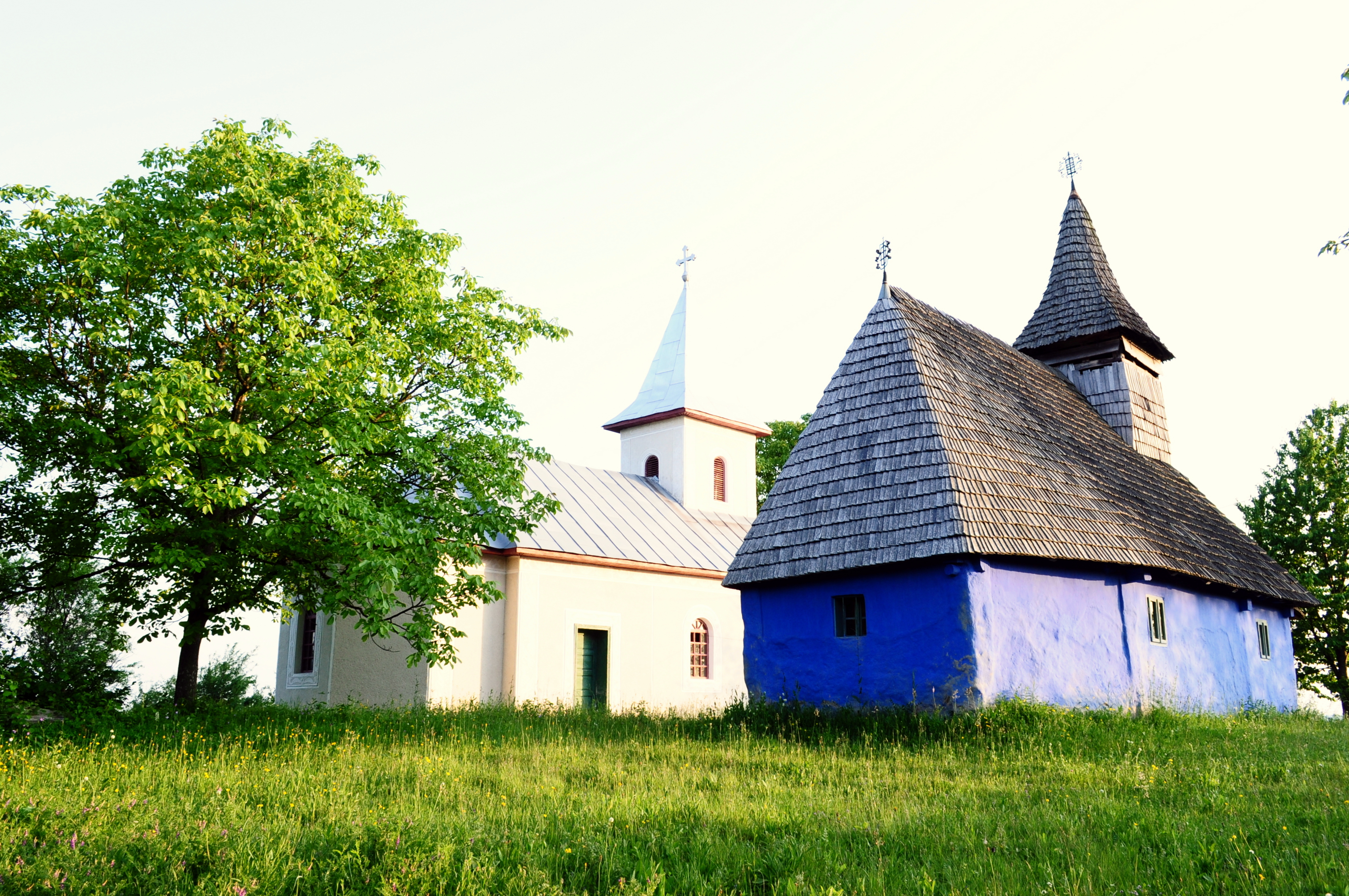
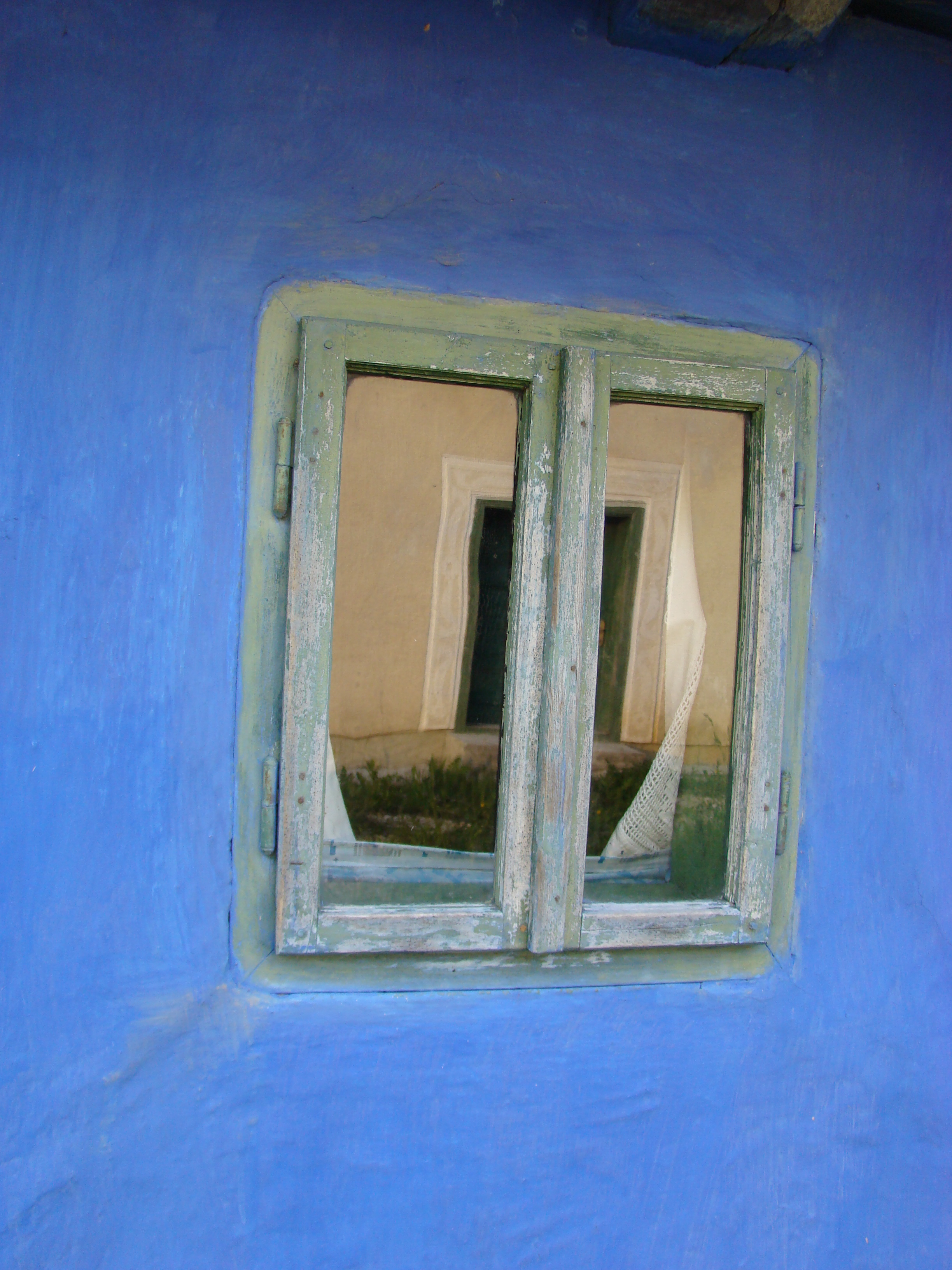
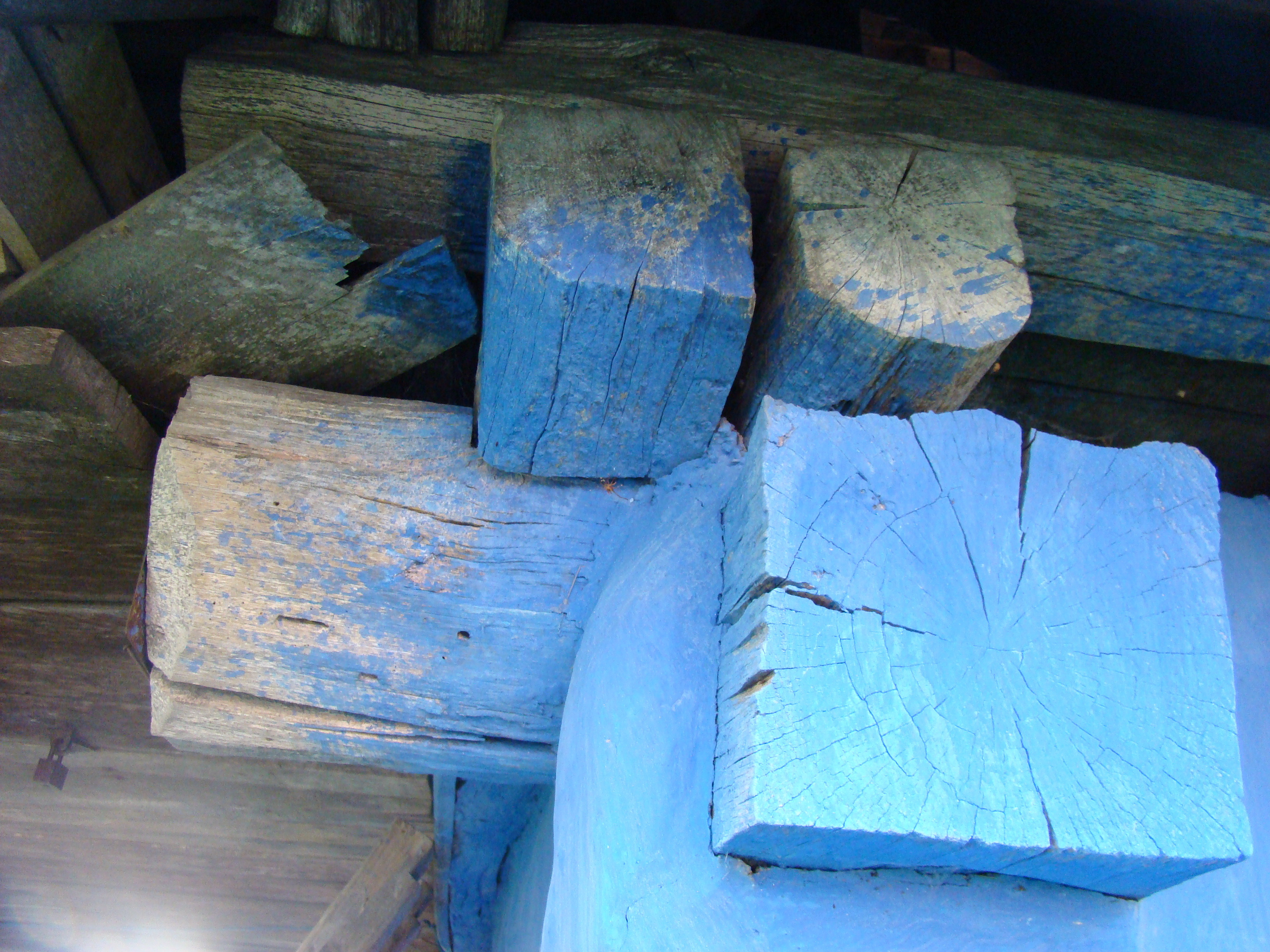
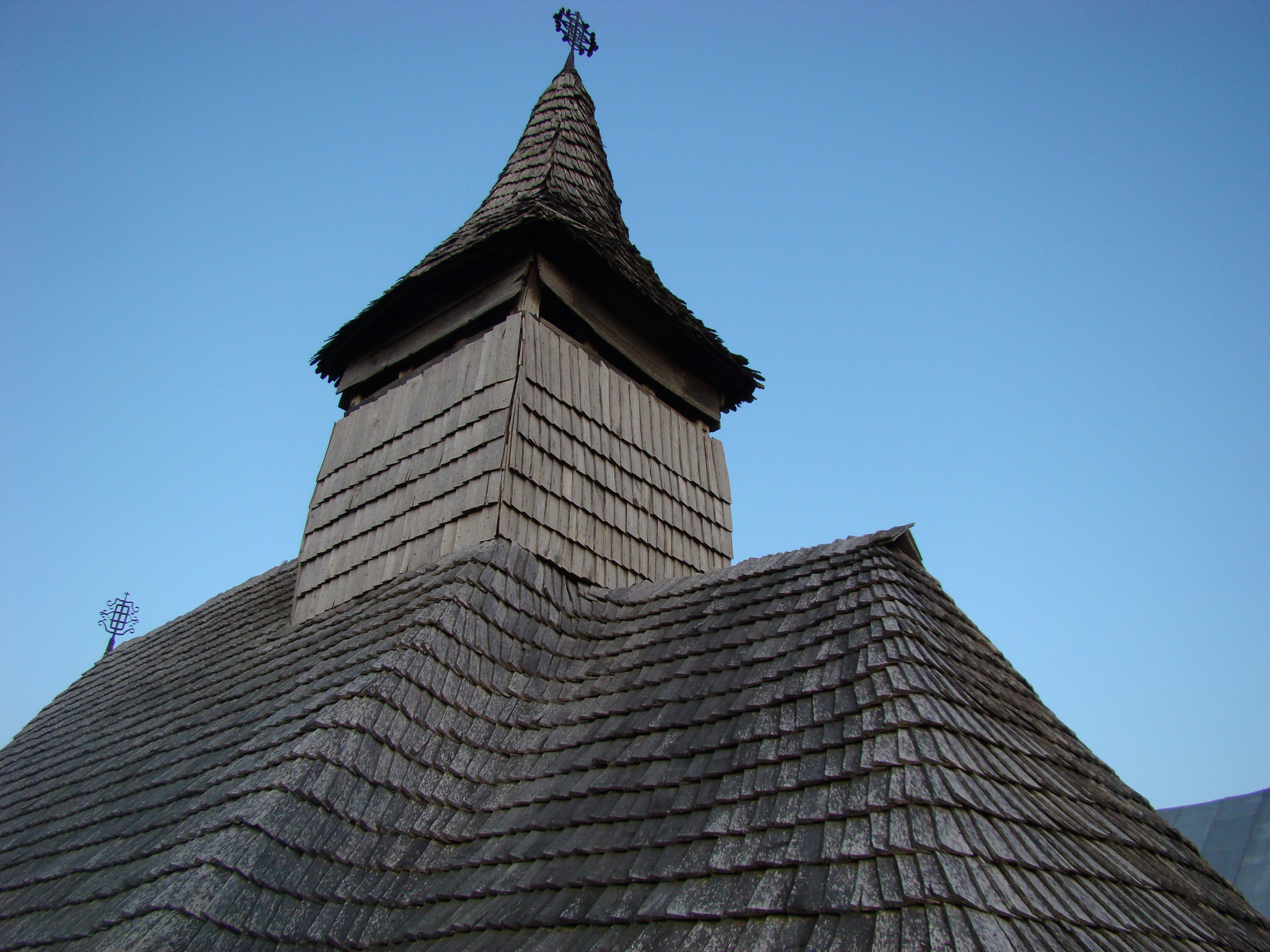
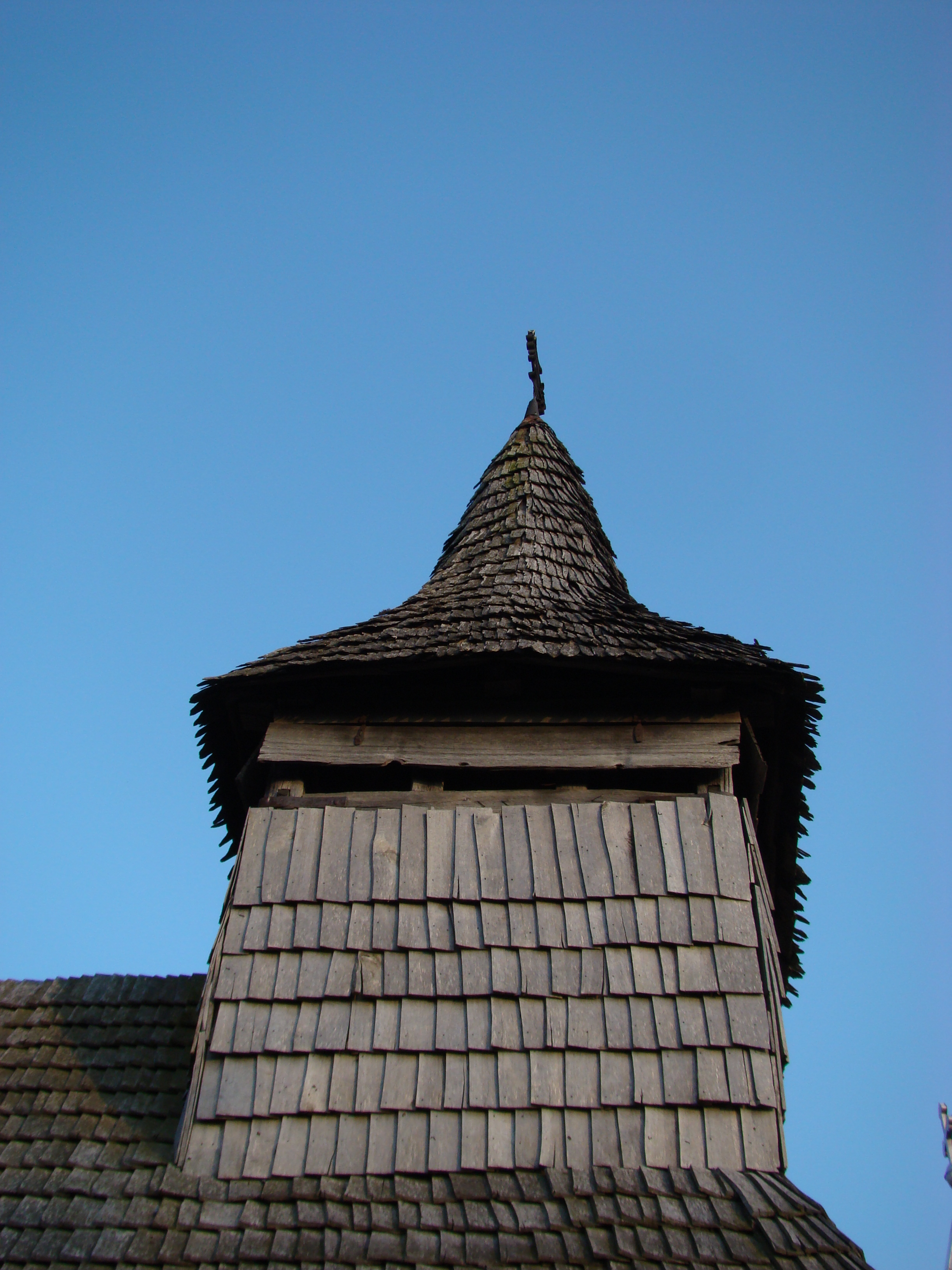
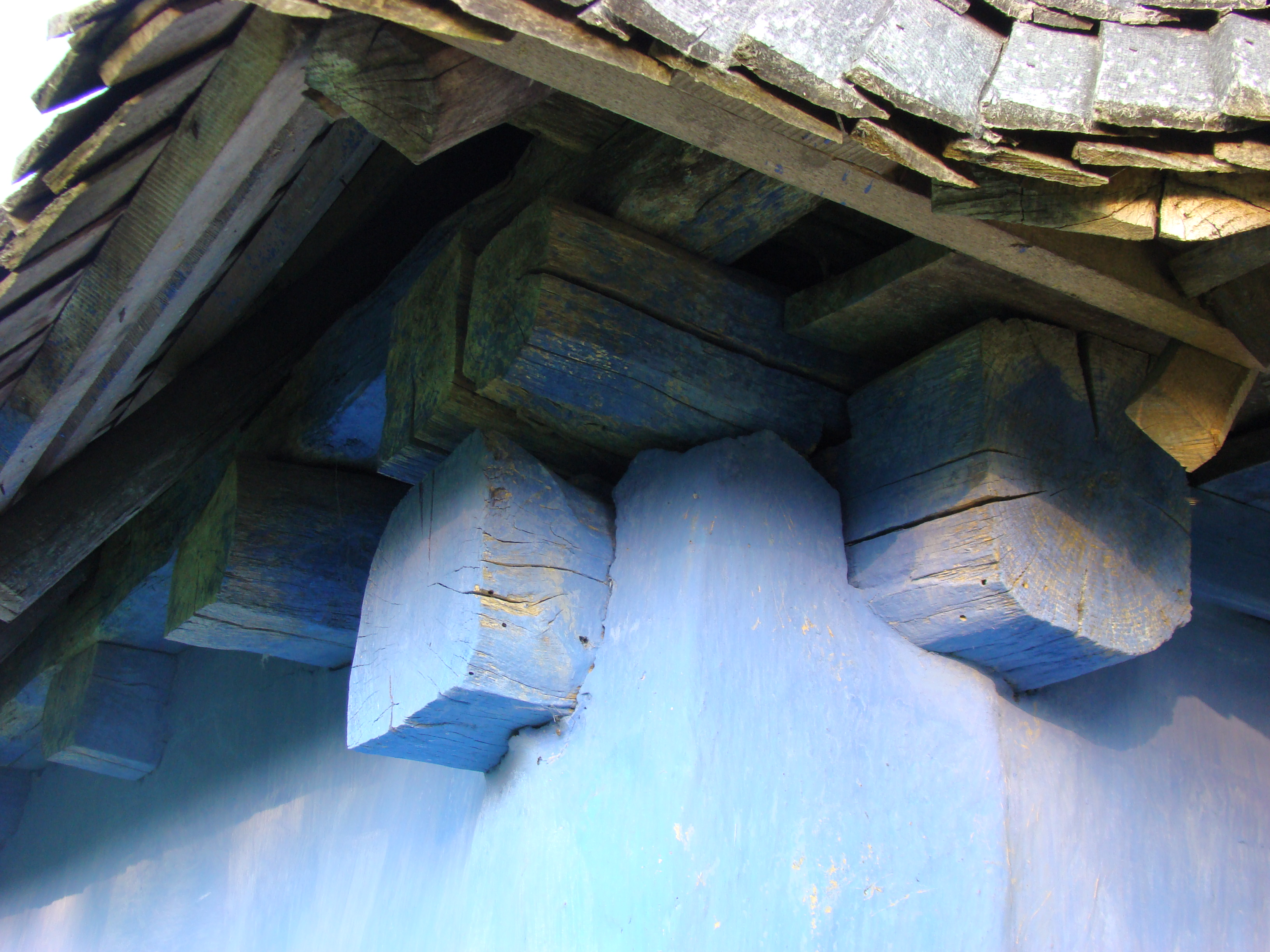
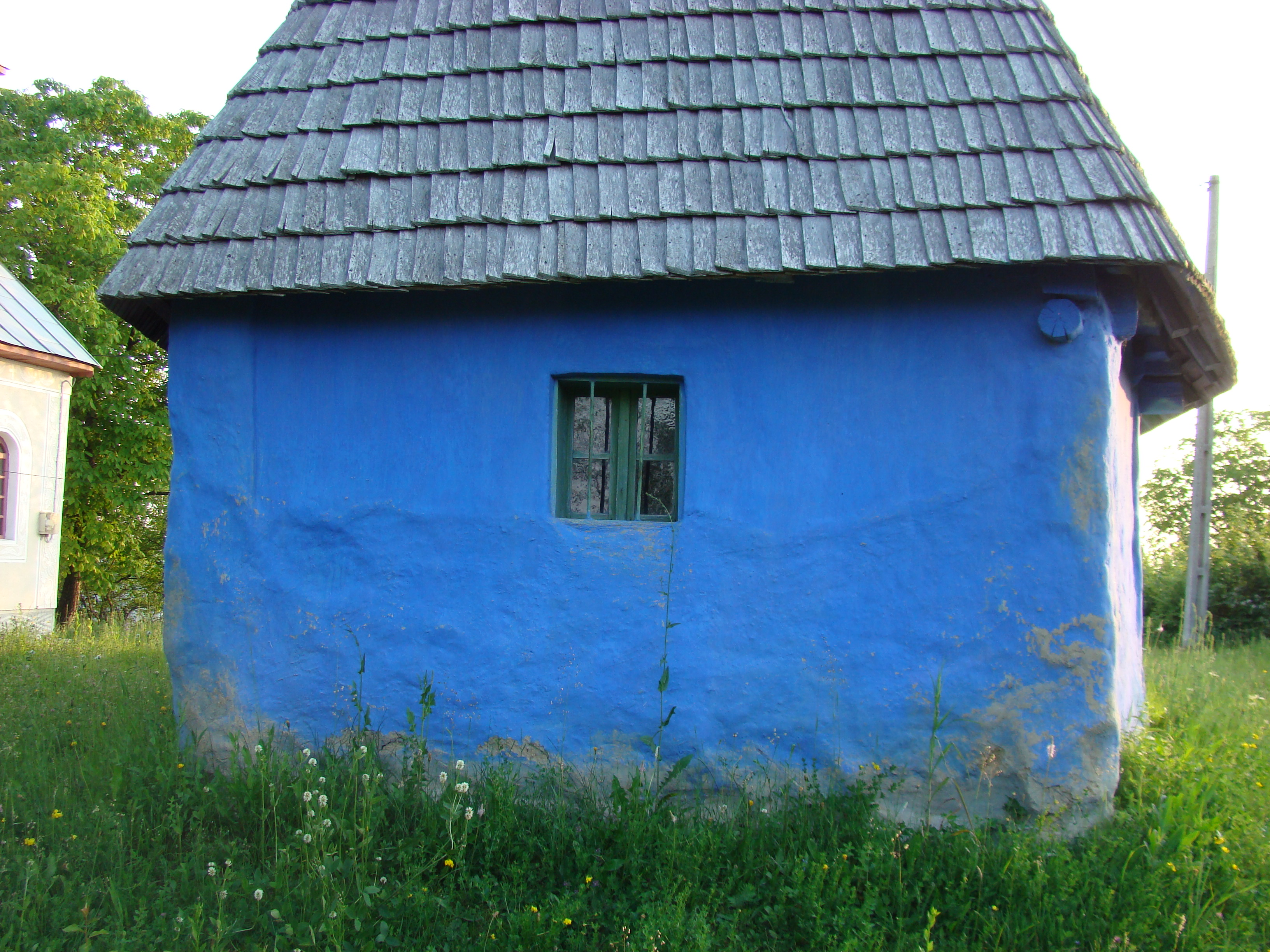
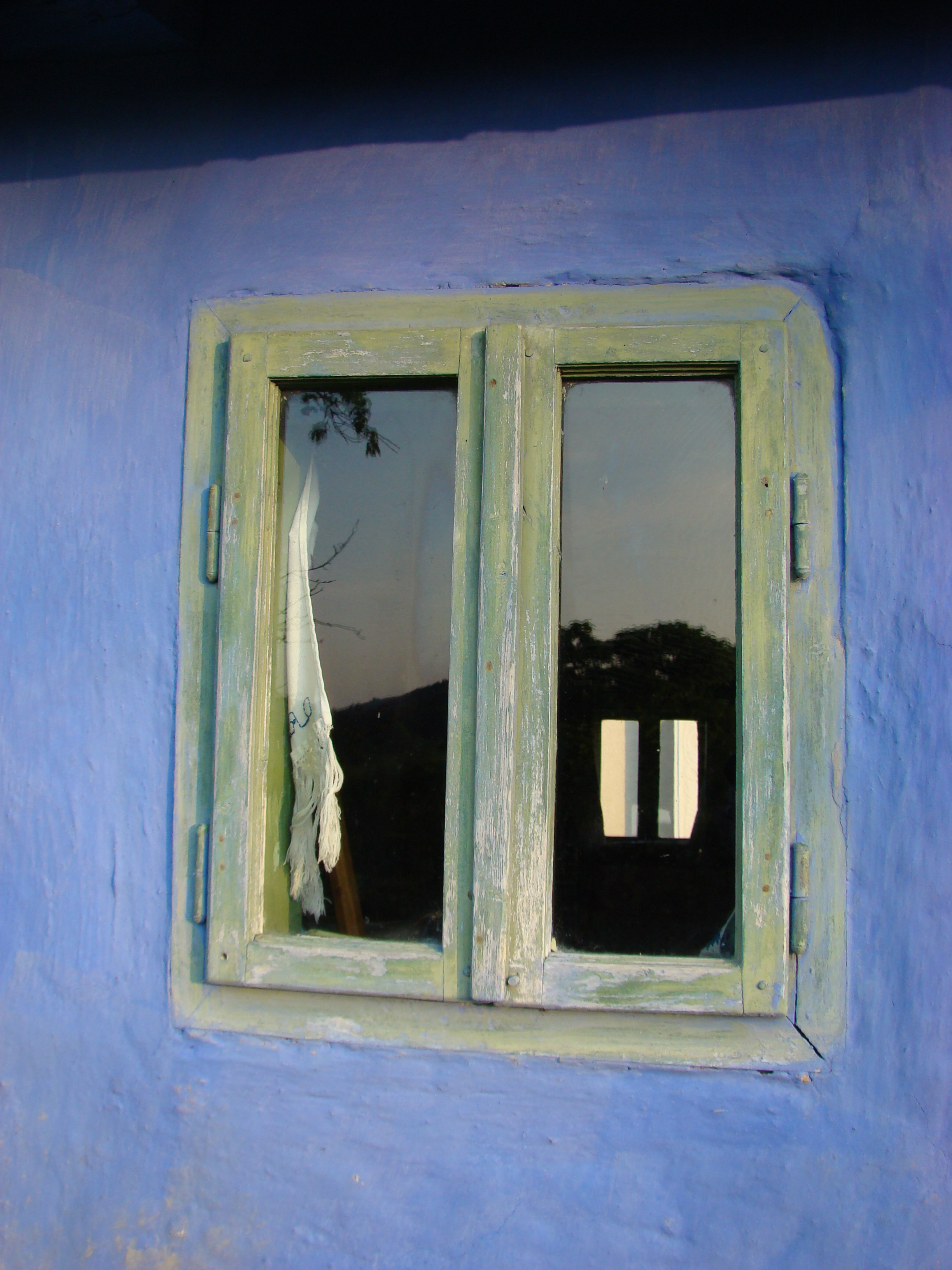
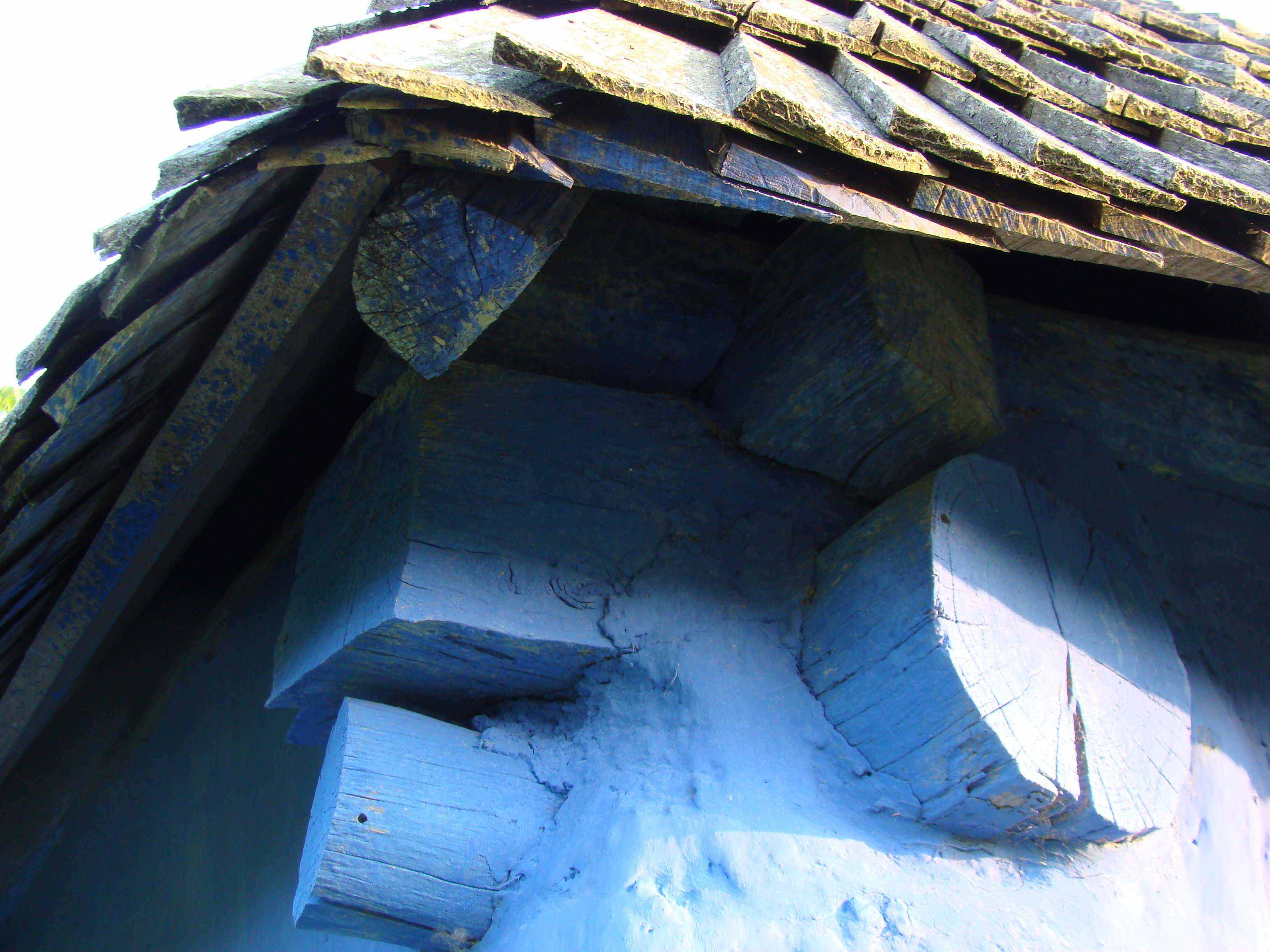
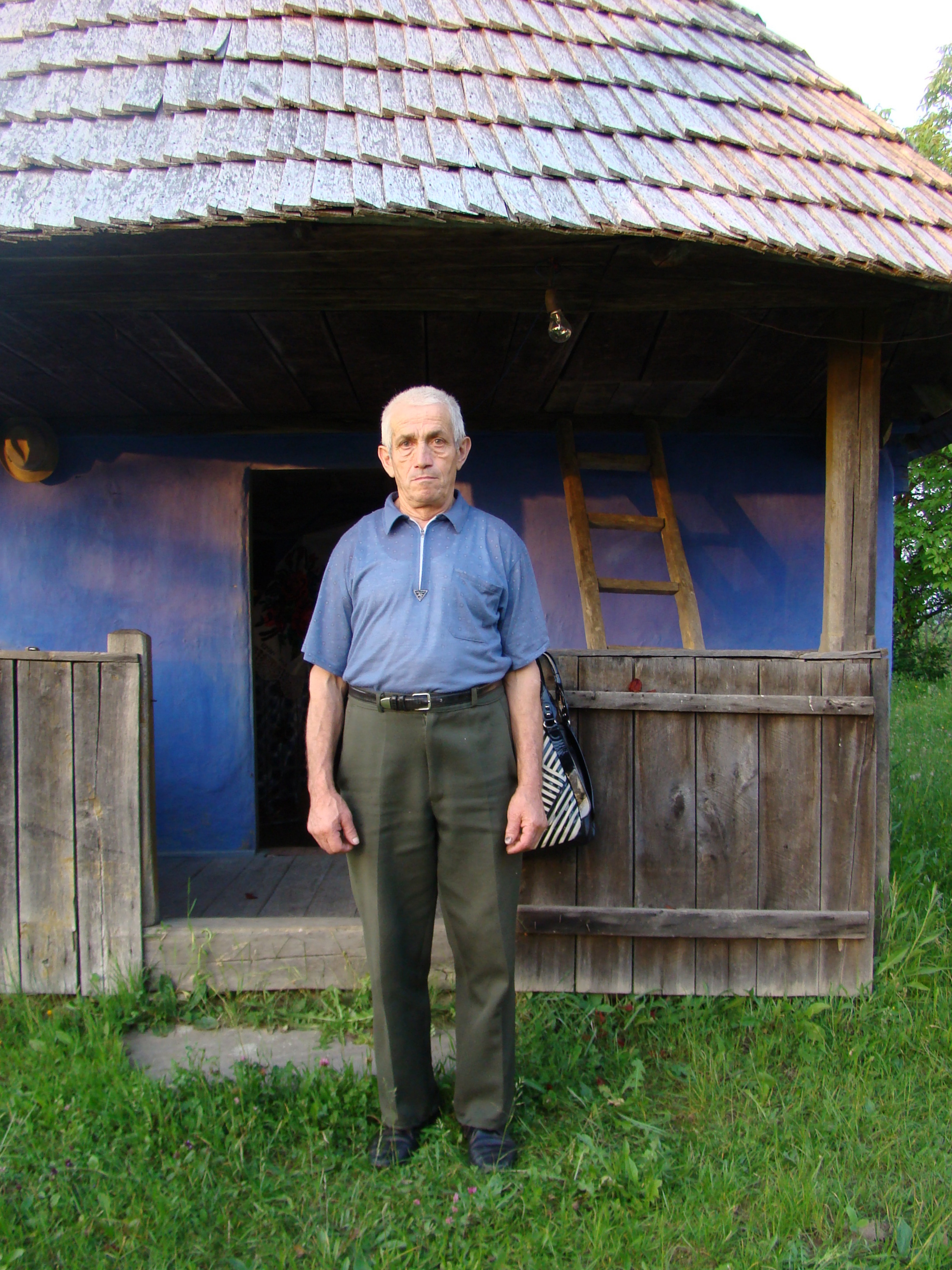
Sfătul
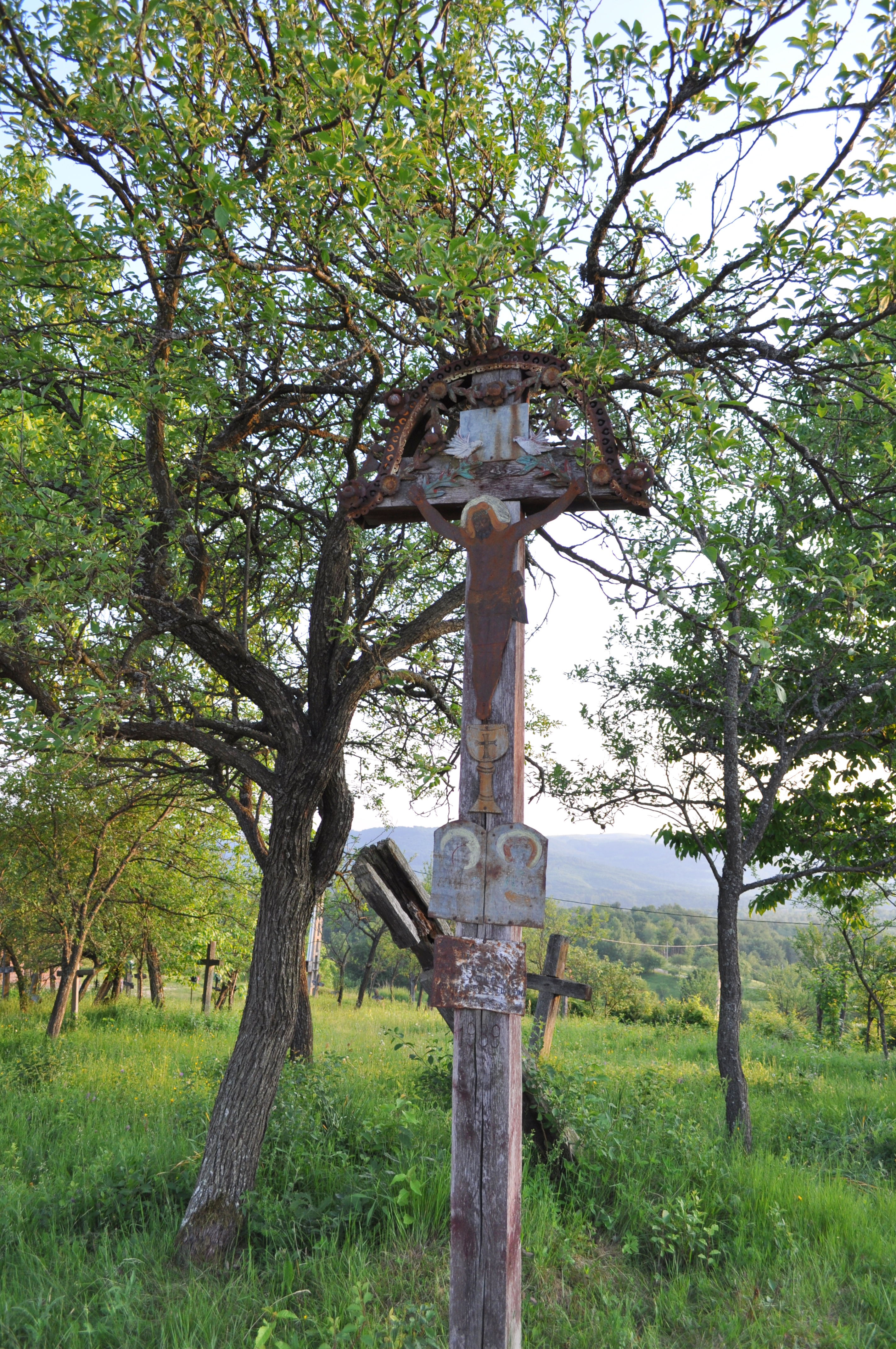
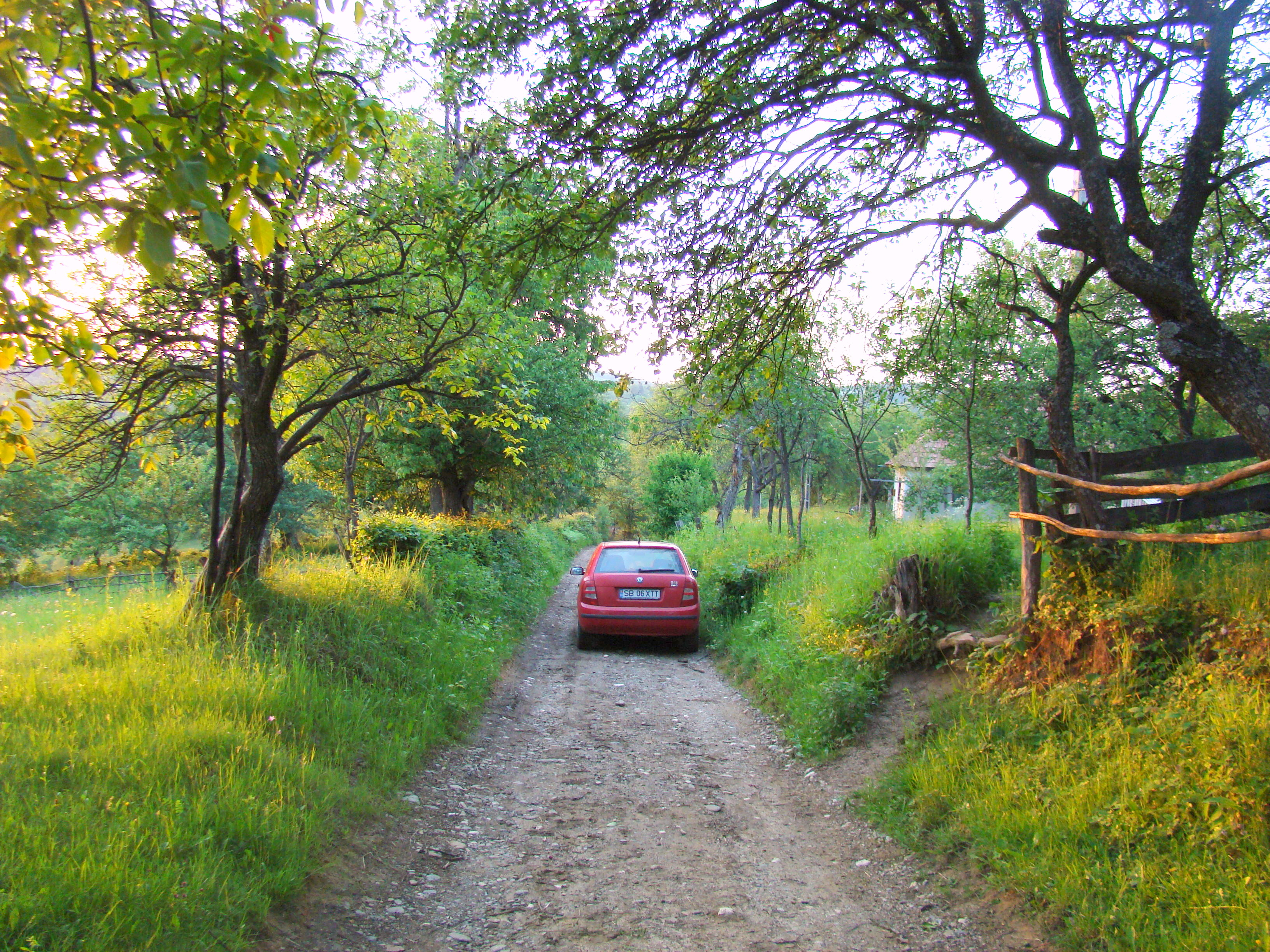